# Guillermo Silveira
Guillermo Silveira García, Galán o García-Galán (Segura de León, Badajoz, 11 de enero de 1922-Badajoz, 11 de mayo de 1987), más conocido solo como Silveira, fue un pintor y escultor español de formación eminentemente «autodidacta», considerado por la crítica especializada como un artista «de trayectoria amplia, estética renovadora y moderna para su tiempo, […] reflejo de un lenguaje plástico propio y diferente», en el que se entremezclan a menudo «dibujos, óleos, gouaches, látex, témperas…», que «pronto encontró su personal camino por la vía de un formalismo al tiempo monumental e ingenuo, centrándose su temática en escenarios de marginación y pobreza que evoca con particular acento poético».
Como escultor y muralista destacan la figura neobarroca de la Virgen de los Ángeles más dos bajorrelieves laterales que ocupan la capilla central de la Puerta de Palmas de Badajoz (1960), las obras abstractas Estructura n.º 6 o Fragua (1966) y Escultopintura para una meditación (1971), los dos mosaicos de iconografía religiosa destinados exprofeso a decorar el porche de la capilla escuela de las Casas Aisladas de Valdebótoa (1967), la composición al óleo Fábricas (1970), ubicada originariamente en la Escuela Sindical de Formación Profesional de Fregenal de la Sierra, La nave Argón (1981) y otros varios trabajos en tres dimensiones.
En el contexto del panorama artístico regional de mediados del siglo xx, representado casi en exclusiva por el costumbrismo realista de Eugenio Hermoso y Adelardo Covarsí, se le tiene por «pionero» del arte de vanguardia en Extremadura, más exactamente en Badajoz, al que aportó su prolongada dedicación a la escultopintura y el empleo de materiales poco comunes en la ejecución de la obra plástica como «carbonilla machacada de las estaciones», polvo de mármol o hierros, «(por algo/pues) también es escultor»:

Silveira, primer rupturista de la estética costumbrista dominante, presenta una realidad deformada expresivamente, con un trasfondo de dulzura y melancolía. Desde el punto de vista técnico, la introducción de materiales diversos implica también una apertura.

Andrés Ordax, Salvador; et al. (2006). Monumentos artísticos de Extremadura I (3.ª edición). Badajoz: Editora Regional de Extremadura. p. 123. ISBN 8476719493.

Entre otros galardones obtuvo Medalla de Cobre de la XX Exposición Nacional de Arte de la Obra Sindical de Educación y Descanso por El puente (Sevilla, diciembre de 1962), Primer Premio y Medalla de Oro de la IV Bienal de Pintura Extremeña por Palomas blancas sobre tejado gris (Plasencia, Cáceres, mayo-junio de 1970), Tercer Premio de Pintura de la Exposición Nacional de Arte Contemporáneo (Sevilla, julio de 1970) por La cuerda rota, Medalla de Oro del II Salón Municipal de Pintura y Escultura por En una esquina cualquiera (Sevilla, mayo de 1975), Primer Premio del III Concurso de Pintura Eugenio Hermoso por Hombres y máquinas (Fregenal de la Sierra, Badajoz, diciembre de 1984). Estilísticamente fue catalogado por el Museo Español de Arte Contemporáneo (MEAC) dentro del llamado «intimismo narrativo».
Junto al grueso de su producción artística se conservan además una serie de escritos en forma de comentarios y pensamientos sueltos o manifestaciones a la prensa en los que el autor, generalmente a través de su personal visión de algunas de sus piezas más representativas como La cuerda rota, Palomas blancas sobre tejado gris, En una esquina cualquiera o Fidelidad, advertía «sin herir» de los efectos de un «mundo tan civilizado [que] nos está engullendo a todos».

## Trayectoria

### Origen y aprendizaje
«Familia de maestros, artistas y militares (1922-1939)»
Guillermo fue el mayor de los dos hijos y tres hijas del matrimonio formado hacia 1917/8 por la barcarroteña «muy sensible al arte y la cultura, que practicaba el bel canto» Luisa García Pardo y el emeritense «de ascendencia galaicoportuguesa vasca, […] aficionado a la Metafísica y las Matemáticas» Román Silveira Nieto, miembro del Cuerpo de la Guardia Civil, lo que lo llevó a vivir por norma general durante cortos periodos de tiempo en Segura de León, donde nació a las 7:30 horas del miércoles 11 de enero de 1922 y en cuya iglesia parroquial de la Asunción fue bautizado el 8 de febrero, Madrid (en torno a 1924), Sobradillo, Almendralejo (c. 1928-1929, en que comenzó un segundo ciclo de sucesivas «Escuelas Nacionales»), Sevilla (puesto que el padre fue destinado allí como encargado de la vigilancia del recinto de la Exposición Iberoamericana inaugurada el 9 de mayo de 1929), Sigüenza; Comandancia de la Guardia Civil de Badajoz, Azuaga (1933-1934), Fregenal de la Sierra, Oliva de la Frontera (agosto de 1936-c. 1938) y Zafra (hasta diciembre de 1939), de regreso a la provincia pacense.
|  |                                                                             |  |  |  |  |  |  |  |  |  |  |  |  |  |  |  |
|  | Guillermo Silveira Galán (ntral. Valverde de Leganés)                       |  |  |  |  |  |  |  |  |  |  |  |  |  |  |  |
|  |                                                                             |  |  |  |  |  |  |  |  |  |  |  |  |  |  |  |
|  |                                                                             |  |  |  |  |  |  |  |  |  |  |  |  |  |  |  |
|  | Román Silveira Nieto (ntral. Mérida, n. 1889/90, "guardia civil")           |  |  |  |  |  |  |  |  |  |  |  |  |  |  |  |
|  |                                                                             |  |  |  |  |  |  |  |  |  |  |  |  |  |  |  |
|  |                                                                             |  |  |  |  |  |  |  |  |  |  |  |  |  |  |  |
|  | Felisa Nieto Baquedano (ntral. Salvaleón)                                   |  |  |  |  |  |  |  |  |  |  |  |  |  |  |  |
|  |                                                                             |  |  |  |  |  |  |  |  |  |  |  |  |  |  |  |
|  |                                                                             |  |  |  |  |  |  |  |  |  |  |  |  |  |  |  |
|  | Guillermo Silveira García                                                   |  |  |  |  |  |  |  |  |  |  |  |  |  |  |  |
|  |                                                                             |  |  |  |  |  |  |  |  |  |  |  |  |  |  |  |
|  |                                                                             |  |  |  |  |  |  |  |  |  |  |  |  |  |  |  |
|  | Juan García Moreno (ntral. Oliva de la Frontera)                            |  |  |  |  |  |  |  |  |  |  |  |  |  |  |  |
|  |                                                                             |  |  |  |  |  |  |  |  |  |  |  |  |  |  |  |
|  |                                                                             |  |  |  |  |  |  |  |  |  |  |  |  |  |  |  |
|  | Luisa García Pardo (ntral. Barcarrota, n. 1902/3, "dedicada a sus labores") |  |  |  |  |  |  |  |  |  |  |  |  |  |  |  |
|  |                                                                             |  |  |  |  |  |  |  |  |  |  |  |  |  |  |  |
|  |                                                                             |  |  |  |  |  |  |  |  |  |  |  |  |  |  |  |
|  | Francisca Pardo Gata (ntral. Oliva de la Frontera)                          |  |  |  |  |  |  |  |  |  |  |  |  |  |  |  |
|  |                                                                             |  |  |  |  |  |  |  |  |  |  |  |  |  |  |  |
|  |                                                                             |  |  |  |  |  |  |  |  |  |  |  |  |  |  |  |

Para la propia familia el pequeño evidenció desde el principio una pronta preferencia por el dibujo y las actividades manuales unida a «cierta curiosidad investigadora» que el mismo artista relató de este modo:

Según mis mayores fui un niño de aspecto tranquilo pero de temperamento excitable, imaginativo, inquieto, exaltado y soñador (de un inconformismo constante), que mostré desde el primer momento una temprana inclinación por rayar cartones y paredes con lapiceros y tizas, a la vez que manifesté cierta curiosidad investigadora por los objetos metálicos (lo que me llevó a destrozar cuantos caían en mis manos), así como determinada habilidad para los trabajos manuales y las construcciones mecánicas, todo ello a partir de pobres materiales encontrados en mis correrías infantiles.

Ya en Sigüenza (1930-1932), «cuando aparecen los móviles de Calder y muere María Blanchard», llamaron su atención un grupo de pintores franceses que con cierta asiduidad llegaban atraídos sobre todo por las vistas de su castillo, utilizado justamente entonces como casa cuartel de la Guardia Civil, lo que según sus propias palabras le hizo descubrir el «cauce» de su futura ocupación artística:

Pintores posimpresionistas franceses, de viaje por España, llegaron a Sigüenza dedicándose a pintar rincones de la ciudad y paisajes.
Ya sus sueños y abstracciones han encontrado un cauce definido y real. Pide a su madre colores, y recortando cartones de cajas de zapatos que le sirven de soporte pictórico, sigue a los artistas con su pobre bagaje, […] imitando en lo posible su estilo de ejecución…

[…] bajo cuya mano e influencia directa se iniciaron sus primeras experiencias pictóricas, determinando el cauce a seguir.

Sobre este mismo momento, que el artista no dudó en calificar años más tarde de «encuentro providencial», se dispone entre otras fuentes de un artículo aparecido a raíz de su exposición de pinturas de finales de 1966, así como de un reportaje publicado con fecha 7 de febrero de 1985 en los que el crítico de arte y el redactor del diario Hoy Antonio Zoido y José M.ª Pagador escribieron lo que sigue:

Estamos totalmente de acuerdo con J. Antonio Cansinos —presentador oral de la muestra— en que la vocación y personalidad de Silveira son tributarias del impacto impresionista que siendo niño captó de los pintores franceses a quienes vio trabajar en Sigüenza. Él no lo niega. Y hace bien.

Guillermo Silveira, un niño entonces [que todavía no ha cumplido diez años], hace novillos para acompañar a estos artistas. Empieza a dibujar junto a ellos y descubren sus dotes y hablan con su padre y le dicen que «este niño vale para esto» y le regalan sus primeros pinceles y sus primeros tubos de óleo.

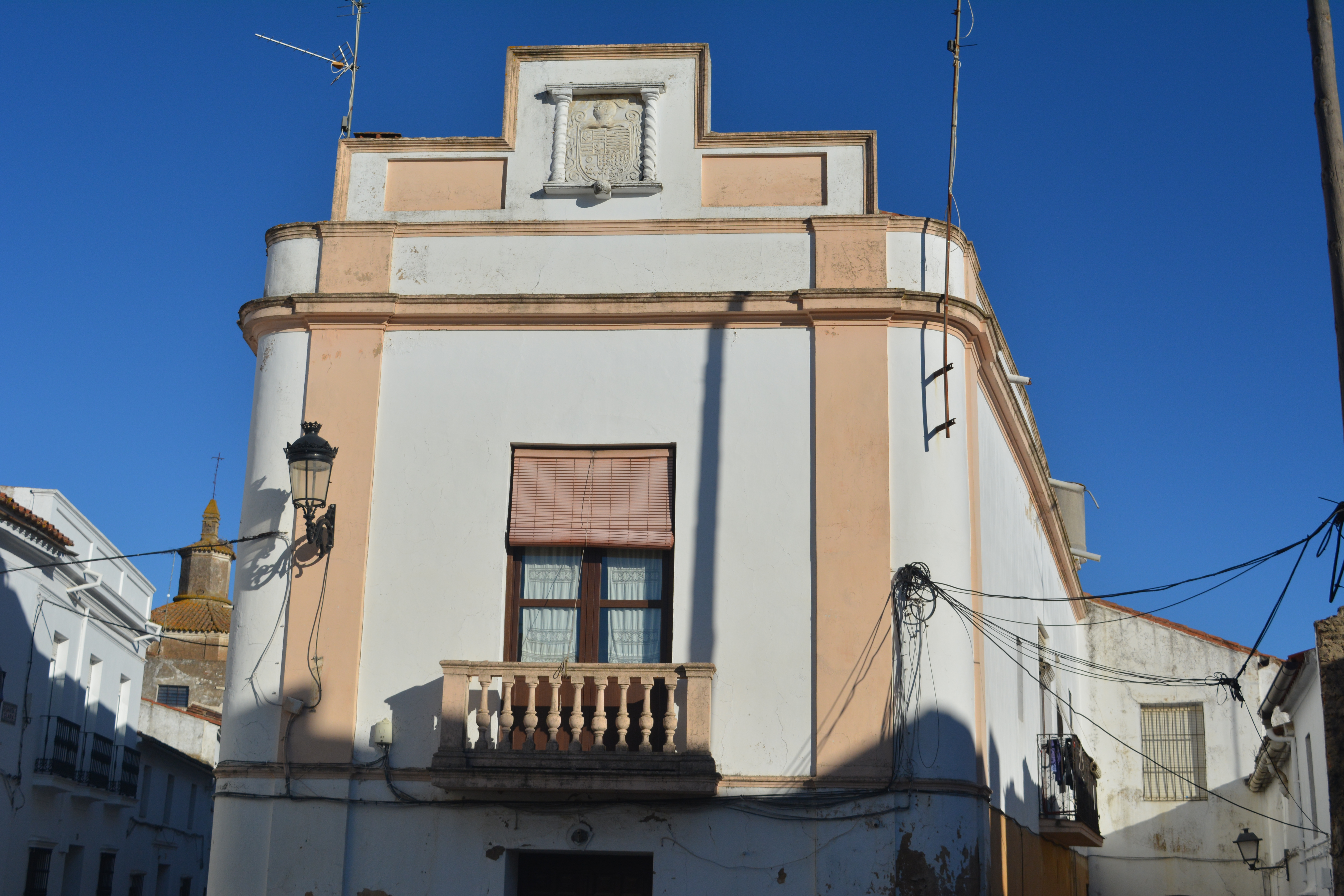
Fregenal de la Sierra (Badajoz). Vista parcial de la antigua sede del instituto de segunda enseñanza de la localidad en el que Guillermo Silveira estudió los dos primeros cursos de bachillerato durante los años comprendidos entre 1934 y 1936.

Entre 1934 y agosto de 1936 residió en el n.º 5 de la céntrica calle Eugenio Silvela de Fregenal de la Sierra, donde como alumno oficial estudió los dos primeros cursos de bachillerato en el instituto de segunda enseñanza de la localidad, al mismo tiempo que «por iniciativa propia» tomó clases de Dibujo, Colorido, Composición y Figura «en el estudio-taller» del artista y profesor de dicho centro Rafael Gómez Catón, con el que según sus normas esencialmente académicas comenzó por afrontar el estudio de modelos de yeso, bodegones o a lo sumo algún paisaje, lo que le facilitó un dominio inicial de las formas depurado a comienzos de la década de los cincuenta como alumno libre de la Escuela de Nobles y Bellas Artes de San Eloy de Salamanca en la que asistió a clases nocturnas de Dibujo del Natural, Pintura, Escultura, Talla y alguna que otra materia.
Sin embargo todo indica que sus métodos didácticos no lograron despertar el interés del joven, quien muchos años después relatará que abandonó el sistema «por creer que no estaba en consonancia con su libertad de expresión ni los conceptos artísticos aprendidos de los posimpresionistas franceses que guiaron sus primeros pasos»:

En realidad, soy autodidacta; he pintado mucho en Santiago, Zaragoza, Pamplona, Salamanca, Valladolid, […] En Fregenal de la Sierra, tuve dos profesores magníficos: don Eugenio Hermoso y don Rafael Catón, que me alentaron y me dieron consejos, siendo en aquella época mi pintura clásica.

También a este respecto se tienen noticias documentales de que por las tardes de este trienio se dedicó por propia iniciativa al «estudio de luz y color en el paisaje [caracterizado cromáticamente por el] empleo de tierras, sienas, ocres, grises, verdes ceniza y blancos como elementos representativos del campo extremeño […] de tendencia impresionista».
En cuanto a su relación con Eugenio Hermoso se limitará a decir poco más que esporádicamente «le aconsejó y aleccionó uno de los veranos anteriores al de 1936»:

Rafael Catón le presenta un verano a Eugenio Hermoso y le muestra sus pinturas. Reparos por la distorsión y el color. Consejos.

ESTUDIANTE de bachillerato en Fregenal de la Sierra (Badajoz) recibe clases de Colorido y Dibujo de su profesor Rafael Catón en cuyo estudio-taller conoce a Eugenio Hermoso que lo alienta, aconseja y quien le da lecciones esporádicas.

A principios de agosto del año citado tuvo lugar el encarcelamiento de Román en Badajoz y la consiguiente «baja definitiva en el servicio activo», lo que obligó a Luisa a trasladarse a Oliva, donde residía su padre (su madre ya había fallecido), con su prole conformada en aquel momento por Guillermo (Segura, enero de 1922), Luis (Madrid, 1924-Algeciras, septiembre de 2013), Luisa (Sevilla, febrero de 1930-Coruche, junio de 2021) y Francisca, nacida en Fregenal el 28 de noviembre de 1935, que murió en Cáceres en noviembre de 2021.
|                                                                                                 |
| Guillermo Silveira a la edad de dos años. Fotografía tomada probablemente en Madrid hacia 1924. |

| |
| Guillermo (izda.) y Luis Silveira con su madre (sentada) y quizá la joven que la asistía en las tareas domésticas. Sobradillo (Salamanca), 1927. |

|                                                                                           |
| Guillermo (izda.) y Luis Silveira con sus padres en la Plaza de América de Sevilla, 1929. |

|                                                     |
| Guillermo (izda.) y Luis Silveira en Sevilla, 1929. |

«Inconformismo, iniciación a la escultura, paisajes, estancias y vivencias (1939-1954)»
Una vez acabada la Guerra Civil, que el propio artista admitió que le produjo «gran impacto y huella en tanto que su padre está en la [misma]», el 29 de diciembre de 1939 ingresó voluntario en el Ejército del Aire, más concretamente en el antiguo aeródromo militar de Tablada, donde realizó un curso especial de auxiliar de Meteorología de resultas de lo cual fue trasladado en años posteriores a Jerez de la Frontera (marzo-julio de 1940), el Observatorio Astronómico de Huelva (diciembre de 1941-1943, salvo un corto regreso a Sevilla), Salamanca (febrero de 1943-1944), Santiago de Compostela (1947-junio de 1948, en que llevó a cabo sus primeras ventas artísticas), Valladolid (1948, donde entabló una estrecha amistad con el pintor local Manuel Mucientes junto al que pintó rincones del denominado Campo Grande y otros paisajes urbanos y rurales), Pamplona (noviembre de 1948-1951), Zaragoza (julio de 1951-1952), Salamanca (julio de 1952-1954) y, definitivamente (ya había estado destinado entre mayo de 1944 y mediados de 1947), Talavera la Real, en cuya base aérea desempeñaría las funciones propias de su cargo hasta su jubilación total en enero de 1987 como capitán auxiliar del Ejército del Aire, previo pase a la «reserva activa» por OM de 3 de diciembre de 1981.

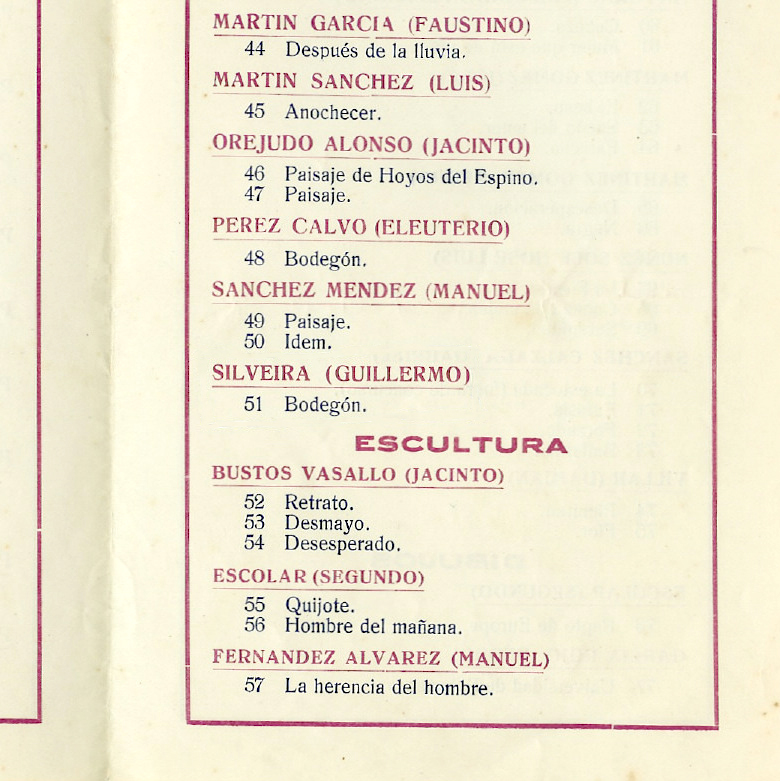
Catálogo de autores de la "IV Exposición de Artistas Regionales". Casino de Salamanca, 13-20 de diciembre de 1953 (fragmento).

Estando en Salamanca (diciembre de 1953), participó en una extensa muestra de trabajos de más de treinta artistas provinciales y alumnos de San Eloy (se expusieron también varios cuadros del onubense Daniel Vázquez Díaz) a la que concurrió con dos obras (cada autor podía presentar un máximo de tres): Lluvia en el bosque (óleo sobre madera, 22 x 26 cm), «de tendencia expresionista-surrealista», y «un bodegón con objetos de barro», que tras ser mostrado en un escaparate fue vendido en Badajoz al poco tiempo de su llegada a la ciudad a finales de 1954. Mientras que la primera fue rechazada desde un primer momento, el Bodegón (n.º 51 del catálogo) fue tratado tan duramente que «[confiamos en que] él mismo habrá apreciado esto que decimos y esperamos que se habrá convencido de lo equivocado de su intento». Entre los componentes del jurado figuró el catedrático de la Universidad de Madrid y crítico de arte José Camón Aznar.
Pertenecen también a esta fase que el artista calificó a posteriori de «oscura y transicional pero rica en experiencias» numerosos dibujos y pinturas de Huelva (barcos, muelles, obreros portuarios), Rota, Cádiz, Algeciras (pescadores, suburbios), diversas vistas de la costa gallega, el Pirineo navarro, Roncesvalles, La Rioja, «las "bordas" francesas» [sic], las riberas del Tormes, así como tres pequeños bodegones (óleo sobre tablex, 6 × 9 cm cada uno) realizados con toda probabilidad durante su segunda estancia en Salamanca a principios de la década de los cincuenta.
Acerca de los temas que empezaron a atraerle por entonces se conserva entre otros varios el siguiente apunte autobiográfico:

Llaman su atención los puertos, fábricas y estaciones, suburbios, tapias y postes, maquinarias abandonadas en caminos y arrabales, […] el mundo del trabajo humilde son realidades que pasan a su campo plástico.

Respecto a su paralela formación escultórica cabe citar su paso por la Escuela Profesional de Artesanos de Badajoz (1945-1946), donde estudió Modelado y Vaciado con el escultor y marmolista Ángel Zoido, autor entre otras obras del basamento de la estatua de bronce de Luis de Morales de la capital y declaradamente contrario a cualquier clase de ismo:

Si yo fuera alguien, me atrevería a pedir a la Delegación de Cultura y a todo organismo oficial, con el mayor respeto, que no permitieran navegar en sus aguas jurisdiccionales, y mucho menos remolcar, a esos navíos de tan pronunciada escora. Aunque no sea más que por higiene mental. ¡Al diablo abstractos, maculativos [sic], "collages", figurativos y otras zarandajas por el estilo.

### Primera época (1954-c. 1969)
Desde que fijó su residencia en Badajoz a mediados de octubre de 1954, su pintura evolucionó «en silencio» de unos primeros cuadros de corte expresionista-surrealista a una serie de piezas de marcado tono existencial en las que fue creando un mundo «singular» de fábricas abandonadas, estaciones de ferrocarril, suburbios, maternidades, violinistas ambulantes y artistas de circo, cuyos componentes esenciales se pueden rastrear en autores como Marc Chagall, Marcel Gromaire, el belga Constant Permeke, «la escultura de Julio González, Eduardo Chillida y Henry Moore» y en general el arte de vanguardia de la época:

Desechados algunas formas tradicionales y el impresionismo, se sumerge en creaciones subjetivas de cierta figuración cuyas apoyaturas tienen lugar en las vivencias y experiencias del periodo [que va de] 1940 a 1952, de la que destacan su especial forma de ver e interpretar el mundo del trabajo, las tristezas y honduras de los marginados y su entorno, los suburbios, máquinas abandonadas en caminos, arrabales, estaciones y puertos, etc.

Siempre me atrajeron como un poderoso imán el mundo del trabajo, las tristezas y honduras de los humildes calzados de alpargatas.

Sobre el ambiente cultural y artístico de la ciudad cabe hablar en estos años de mediados del siglo de una cierta tendencia a la incorporación a las nuevas corrientes europeas manifiesta sobre todo en los pintores Francisco Pedraja y Antonio Vaquero Poblador, el escritor y periodista José López Prudencio, los poetas Manuel Monterrey, Manuel Pacheco y Álvarez Lencero, muchos de los cuales se reunían con asiduidad en las instalaciones de Radio Badajoz en la Avda. Cristóbal Colón, los salones de la Real Sociedad Económica Extremeña de Amigos del País los martes o la tertulia de Esperanza Segura (sobrina de Adelardo Covarsí) los sábados, más conocida por esta circunstancia como el Club de los Sabáticos:

[…] aparecen Pedraja, Borayta, Silveira, Julián Pérez Muñoz, Manuel Parralo y sobre todo Barjola y Ortega Muñoz. Estos dos últimos generando vivas polémicas entre los críticos y el público cuando exponen sus rompedoras obras en un Badajoz no hecho aún a sus rotundamente nuevos modos expresivos.

González Rodríguez, Alberto; et al. (2017). Juan Valdés – Exposición 16 de mayo-1 de julio de 2017. Badajoz: Museo Provincial de Bellas Artes. p. 57. ISBN 978-8469727096.

En el caso concreto de Silveira fue el propio autor quien puso de relieve en este aspecto su «toma [de] contacto con poetas, escritores y arquitectos del mundo cultural de la provincia» como el antes mencionado Luis Álvarez Lencero, Antonio Zoido, Enrique Segura Otaño, director por entonces del Centro de Estudios Extremeños y padre de Esperanza, o Francisco Vaca Morales, así como el hecho de que «en el verano de [1959], veintisiete años después de sus primeras experiencias pictóricas formativas, visto el panorama artístico-cultural, [decidió solicitar] una exposición personal en las salas de la Casa de la Cultura de la Diputación».
«Guillermo Silveira García-Galán – Pintor y escultor autodidacta»

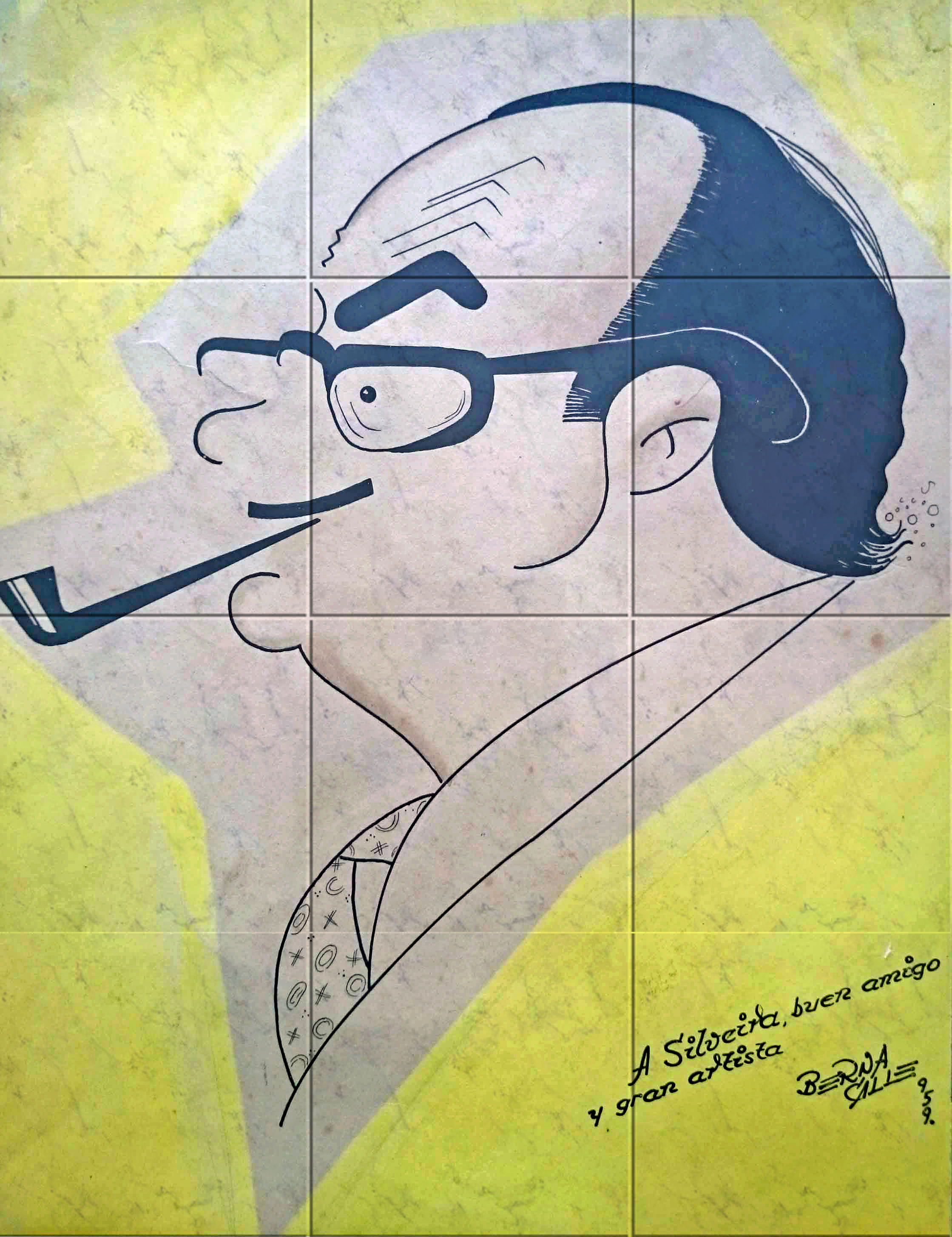
Reproducción cerámica de la caricatura de Berna Calle firmada y fechada en 1959. 34,5 x 24,5 cm. Publicada dos años más tarde en el diario Hoy de 10 de diciembre de 1961, p. 4.

Treinta y una de aquellas pinturas iniciales, de «temática figurativa enmarcadas en un expresionismo subjetivo la mayoría y de carácter posimpresionista otras», definibles por «un color desgarrado […] y la aplicación técnica a base de espátula [lo que les da] un carácter escultórico», se exhibieron finalmente desde el martes 1 de diciembre de 1959 (hasta aquellos momentos se habían apilado en el estudio sin ninguna intención de ser expuestas) en la Casa de la Cultura de la Plaza de Minayo, que fueron acogidas por el público «con hostilidad mayoritaria, casi con escándalo». Así lo refirió el crítico de arte del diario Hoy Antonio Zoido, quien desde primera hora apostó decididamente por Silveira —que pronto iba a cumplir treinta y ocho años—, resaltando lo novedoso de su aportación, la fuerza para adentrarse en terrenos poco vistos todavía en el Badajoz de aquellos años, en los que «dentro de la línea audaz —ya tratada con largueza— de que hablamos al principio, el pintor pugna y encuentra a veces su propia originalidad. Y esto no es poco».
A la hora de poner el acento en algunas de estas obras destacó «las figuras tristes y achinadas a lo Modigliani» de la Muchacha de la blusa moteada o Dama exótica, la composición Los desahuciados «como arquetipo de lo que puede llamarse "pintura social"», los bodegones Jarra de siemprevivas, «sencillo y sin trampa», y Jarra y cebollas, «recio, fuerte, logrado» (todas ellas en paradero desconocido), tanto como los paisajes Rocas y pastos («ejemplo de lo que un artista puede sacar del fondo pisoteado de lo cotidiano», reproducido a una sola tinta en la cubierta del correspondiente folleto de mano), «tan dulces y entonados como El valle» y sobre todo Sol de invierno (impreso al dorso), para Zoido, «acaso el mejor óleo de la muestra». Desde un punto de vista negativo mencionó también Plazuela («ingenuo ensayo titubeante»), El arrabal («tan solo abocetado») y Otoñal (ejecutado «con demasiada violencia»).
Igualmente el jienense Ismael Caro Cañas (Monte de soledad [«poema al cuadro "Piedras y pastos" del pintor amigo Guillermo Silveira García-Galán»], 3 dic. 1959) y el poeta y prosista extremeño Manuel Pacheco (Poema a la pintura de Silveira [«Tu pintura no tiene ni un magnolio / donde posar la cara […] Pero yo te saludo en tu pintura / que tiene en su color como una llaga / que pone en las miradas de los tibios / un puñetazo de alma»], dic. 1959, reproducido parcialmente en el díptico de la exposición de óleos celebrada en Mérida justo dos años después) manifestaron su apoyo al nuevo artista.

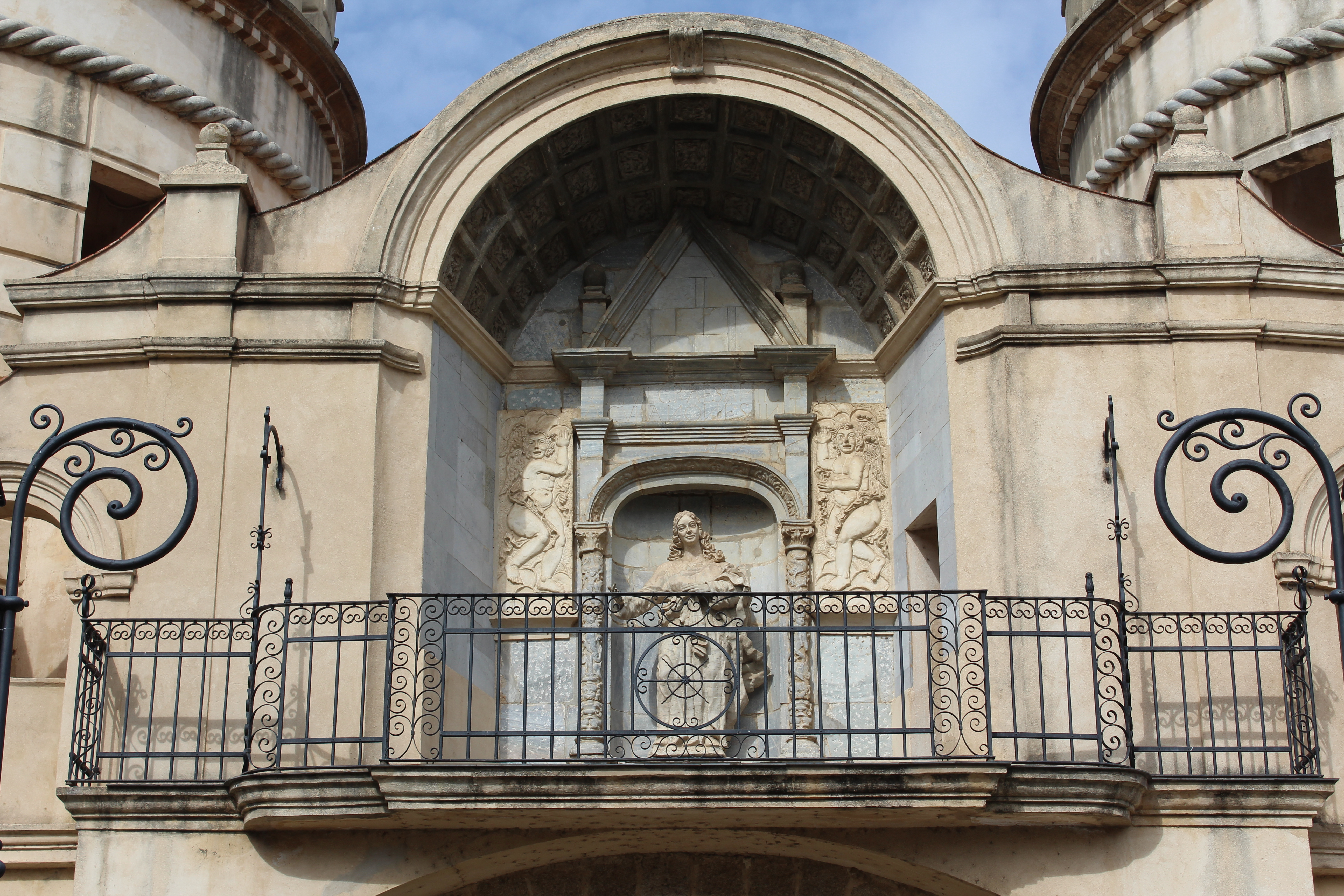
Puerta de Palmas, Badajoz. Detalle de la capilla central.
"Llama a sus obras 'esculturas arquitectónicas'; como la que realizó para la Puerta de Palmas […], con un peso de cerca de doscientos cincuenta kilos y una altura de casi dos metros".

Asimismo el arquitecto municipal y crítico de arte Francisco Vaca Morales le dedicó un artículo que no llegó a publicarse en aquellas fechas, en el que afirmaba que «desde aquella magnífica [exposición] del maestro Ortega Muñoz [tras la que] nuestra ciudad se había quedado algo asustada por el golpe […] la sorprendente revelación ha sido ahora la de Silveira, […] que ha venido a turbar nuestro tranquilo descanso». Cuando a los pocos meses dirigió los trabajos de reforma de la Puerta de Palmas el Ayuntamiento a instancias del propio Vaca le encargó una escultura de la Virgen de los Ángeles más dos bajorrelieves laterales que ocupan desde entonces la capilla central de la construcción, tapiada en 1761.
Se conoce también en este aspecto uno de los dos estudios realizados en 1960 «para el Cristo Redentor del monumento [diocesano] en el Cerro Gordo de Badajoz a los Sagrados Corazones de Jesús y María», de quince metros de altura, conservado desde la década de los ochenta en el Museo Provincial de Bellas Artes.
A lo largo de los tres años siguientes expuso treinta y tres obras en el Liceo de Mérida (diciembre de 1961), veintisiete en Punta Umbría (agosto de 1962, adonde llegó precedido ya de cierta fama de «pintor vanguardista») y por segunda vez en Badajoz (mayo de 1963). Presentó treinta piezas, en gran parte paisajes urbanos y rurales (19), seis marinas, así como nueve retratos escultóricos «de muy conocidas personas de nuestra ciudad», entre los que Antonio Zoido subrayó en especial los de María Teresa Jiménez Carlos (el «mejor de ejecución, concepción y logrado carácter») y el escritor y militar navarro afincado en la capital Enrique Segura Otaño:

Me cuesta muy poco trabajar el barro. En dos sesiones, de un par de horas cada una, puedo terminar un busto. Yo dejo que el modelo se mueva y hable y ande. No me gusta captarlo parado, como si fuese una fotografía. Mientras él se mueve y vive y actúa, yo lo observo y así —más que el retrato físico— lo que saco es su retrato espiritual o anímico.

De semejante forma que a raíz de su primera muestra en solitario lo fueron Caro y Pacheco, esta vez será el poeta y escultor Luis Álvarez Lencero el autor de la reseña literaria de los últimos trabajos de un «tan vital como intenso» Guillermo Silveira, «QUE APEDREA LOS LIENZOS CON SU CORAZON DE PAN Y ES MI AMIGO, Badajoz y 1963».

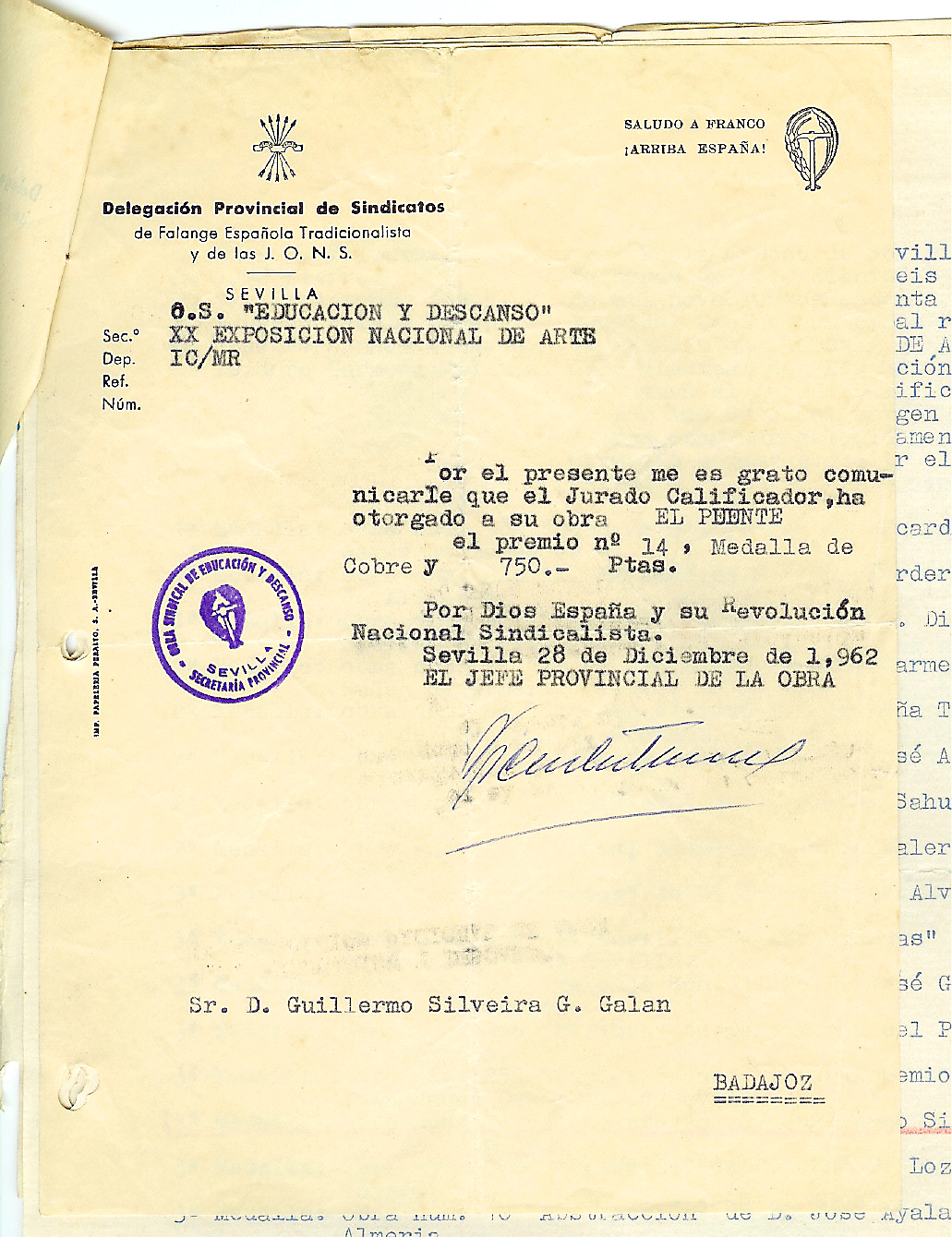
Documento emitido con fecha 28 de diciembre de 1962 por el que el jefe provincial de la Obra le comunicaba a Guillermo Silveira G. Galán que el jurado calificador le había otorgado el decimocuarto premio consistente en Medalla de Cobre (Tercera) y 750 pesetas de la "XX Exposición Nacional de Arte de la Obra Sindical de Educación y Descanso" celebrada en Sevilla del 15 al 29 de diciembre por su cuadro El puente.

También por aquel entonces obtuvo Diploma de Honor y 1500 pesetas de la X Exposición Provincial de Arte de la Obra Sindical de Educación y Descanso (Badajoz, julio de 1962) por Cruce de calles, Medalla de Cobre (Tercera) y 750 de la XX Exposición Nacional de Arte de la organización (Sevilla, diciembre de 1962) por El puente, además del Premio Ayuntamiento de Cáceres de la I Gran Bienal de Pintura Extremeña (Mérida, julio de 1963) por Cerro de los humildes, reproducido en el periódico ABC del día 23 junto a la obra de Bonifacio Lázaro (Primer Premio) y la acuarela de José Antonio Ferreiro (Premio Ayuntamiento de Badajoz).
Por el folleto de mano del certamen de Sevilla y otros documentos generados a raíz de la concesión del premio se conoce que el jurado calificador estuvo integrado en aquella ocasión por los pintores Eduardo Acosta Palop, José Fernández Venegas y Luis M. Valenzuela, los críticos de Arte José Hierro y Carlos Antonio Areán y el representante de la Obra Isidoro Carmona Salinas, que además del óleo galardonado (tasado en 4000 pesetas) presentó los cuadros El adiós, Romántica dulzura, Cruce de calles y Callejón, valorados respectivamente en 7000, 3000, 5000 y 3000, así como que con fecha 15 de enero de 1963 el jefe provincial de la organización Vicente de Lemus Bengoechea le envió copia del acta del fallo del jurado, dos ejemplares del catálogo y medalla conmemorativa del evento diseñada por el emeritense Juan de Ávalos. Participó también en el concurso el pintor de Ceclavín Victoriano Martínez Terrón que consiguió una Segunda Medalla por Arrabal cacereño.
En los meses siguientes concurrió al III Premio Valdepeñas y XXIV Exposición Manchega de Artes Plásticas organizado en septiembre de 1963 por la FET y de las JONS al que presentó los óleos Éxodo hacia el sol (n.º 86) y Joven maternidad (n.º 89), y XII Exposición de Otoño celebrada del 1 de noviembre al 1 de diciembre en el Pabellón Mudéjar de la Plaza de España de Sevilla en homenaje a los pintores Eugenio Hermoso (f. 2 feb. 1963) y Joaquín Sorolla (con motivo del primer centenario de su nacimiento), a la que envió las obras tituladas El puente (ya premiada en el año anterior), Paisaje urbano, Paisaje y figuras, Dama exótica, Romántica dulzura y Último arco, valoradas en caso de venta por el autor en 10 000, 8000, 6000, 4000, 3000 y 3000 pesetas, respectivamente.
Respecto a su trabajo de escultor se puede destacar su aportación a la Exposición Nacional de Recursos Turísticos (EXPOTUR) celebrada en el palacio de exposiciones del Instituto Nacional de Industria (INI) de Madrid del 20 de junio al 20 de julio de 1963 a la que concurrió con dos reproducciones de otras tantas obras custodiadas en el Museo Nacional de Arte Romano de Mérida: la cabeza de Augusto velado (aglomerado de polvo de mármol, 39 x 28 x 24 cm) y la figura de cuerpo entero considerada comúnmente como de la diosa Proserpina, del mismo material y un peso aproximado de 700 kg, que al final acabó destruida.
Sobre la premura con que se ejecutaron las piezas el periodista Manuel Villamor escribió lo siguiente:

Hace apenas un mes [Silveira] recibió un encargo importante: reproducir dos estatuas romanas de Mérida. El plazo era prácticamente inaceptable. En menos de un mes tenía que reproducir la cabeza del emperador Octavio Augusto y la [figura de la] diosa Proserpina, de cuerpo entero, sin cabeza ni manos, tal y como se encuentra en la actualidad. Las dos esculturas presidirían el "stand" de Badajoz en la Exposición Nacional de Recursos Turísticos o "Expotur" como se la denomina usualmente.

En cuanto a las condiciones en que fueron expuestas concluyó señalando que «no existe ningún rótulo que indique a qué deidad representa, quién la ha reproducido ni a qué lugar de España pertenece. Con la cabeza de Octavio Augusto ocurre otro tanto. Dentro de una vitrina de cristal el visitante ignora si se trata de una escultura original o de una copia, aunque esta particularidad dice mucho a favor de Silveira».

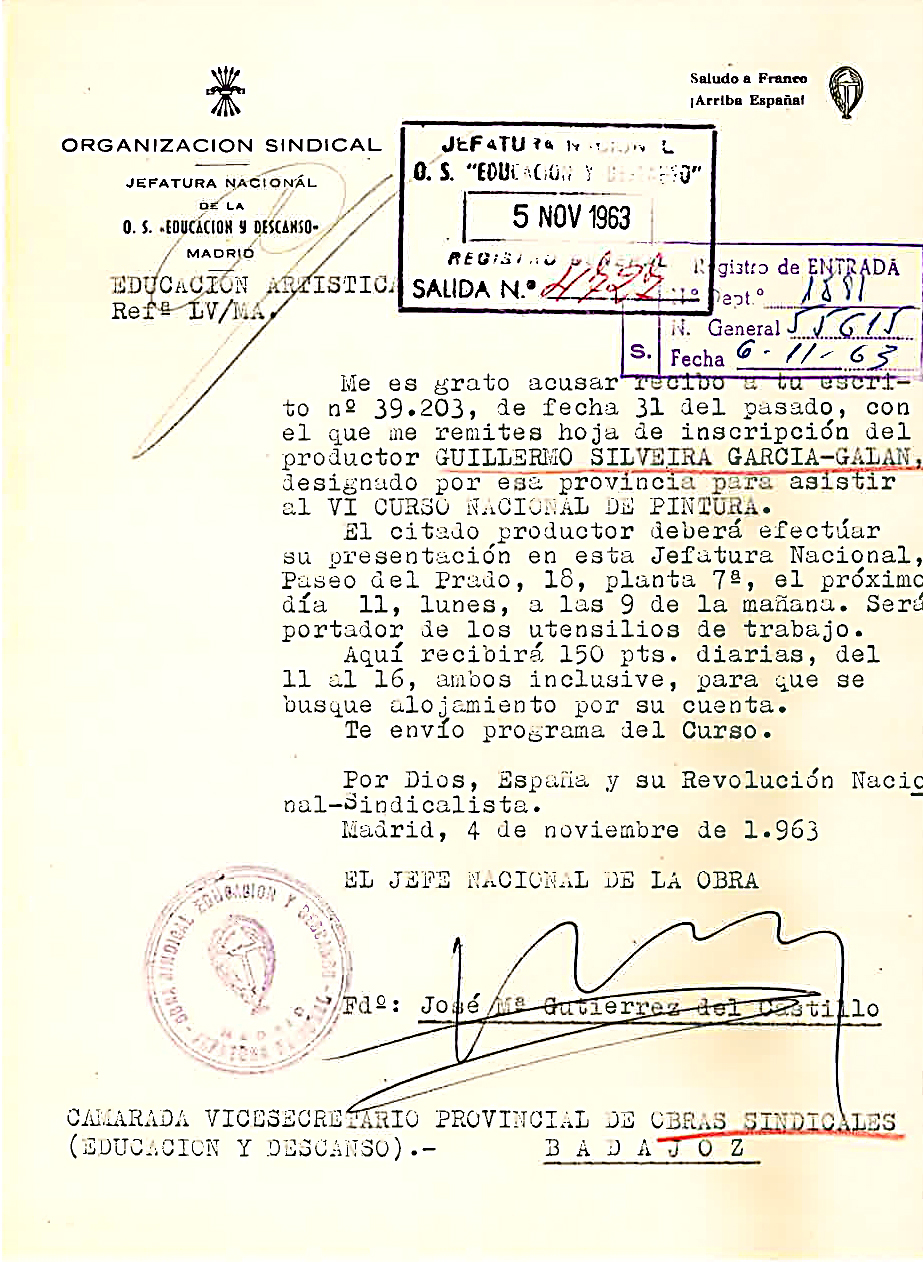
«Aquí recibirá 150 pts. diarias, del 11 al 16, […] para que se busque alojamiento por su cuenta».

Entre el 11 y el 16 de noviembre de 1963 asistió como representante provincial al VI Curso Nacional de Orientación y Especialización Artística organizado en Madrid por Educación y Descanso y dirigido específicamente «a trabajadores con vocación por la pintura que han sobresalido en exposiciones y certámenes provinciales y que tienen formación autodidacta pues alternan esta afición con su profesión en el tajo, el taller o la oficina», gracias al cual «estudié el actual momento del arte español contemporáneo y tomé contacto con críticos y artistas».
Por la serie de documentos conservados en el Archivo Histórico Provincial de Badajoz se conocen otros datos al respecto como que el «productor que asistirá al Sexto Curso Nacional de Orientación y Especialización Artística GUILLERMO SILVEIRA GARCÍA deberá efectuar su presentación en esta Jefatura Nacional del Paseo del Prado n.º 18 [de Madrid] el próximo lunes día 11 a las 9 de la mañana, [portando] los utensilios de trabajo». Se precisaba también que recibiría sendas asignaciones económicas de 764 pesetas en concepto de gastos de viaje de ida y vuelta a la capital y otras 150 pesetas diarias mientras durara el curso «para que se busque alojamiento por su cuenta».
Tras su conclusión se celebró un certamen con los trabajos llevados a cabo por los participantes. El jurado, compuesto básicamente por el jefe del Departamento de Artes Plásticas del Ministerio de Información y Turismo Carlos Areán y el poeta y crítico de arte del periódico El Alcázar José Hierro, entregó el «primer premio a don Guillermo García-Galán, de Badajoz» por su obra Payaso triste. Clausuró el evento el secretario general de Sindicatos Pedro Lamata en representación del ministro-secretario general del Movimiento José Solís Ruiz.
Entre otros medios tanto nacionales como provinciales, se hizo eco del desarrollo del curso la revista sindical Tiempo Nuevo en cuyo número de diciembre de 1963 (118) apareció la imagen a una sola tinta de la obra de Silveira como fondo del texto siguiente:

Durante una semana se ha desarrollado en Madrid el VI Curso de Orientación y Especialización Artística…

[…]

La clausura estuvo presidida por el secretario general de la Organización Sindical don Pedro Lamata, en representación del ministro señor Solís, [junto con los señores] Gutiérrez del Castillo y Olivencia Amor, jefe y secretario de la Obra. Después de la última lección, a cargo de don Luis de Sosa, catedrático de la Universidad de Madrid, se entregaron los premios a los pintores galardonados en la exposición celebrada como final de las tareas, los cuales fueron: Mariano de la Concepción Torrija, de Guadalajara; Guillermo García-Galán, de Badajoz; Julia Dorado Davallido, de Zamora, y Manini Giménez de Cisneros, de Granada, que recibieron de manos de los dirigentes citados los galardones correspondientes a premio de conjunto, primero, segundo y tercero, respectivamente.

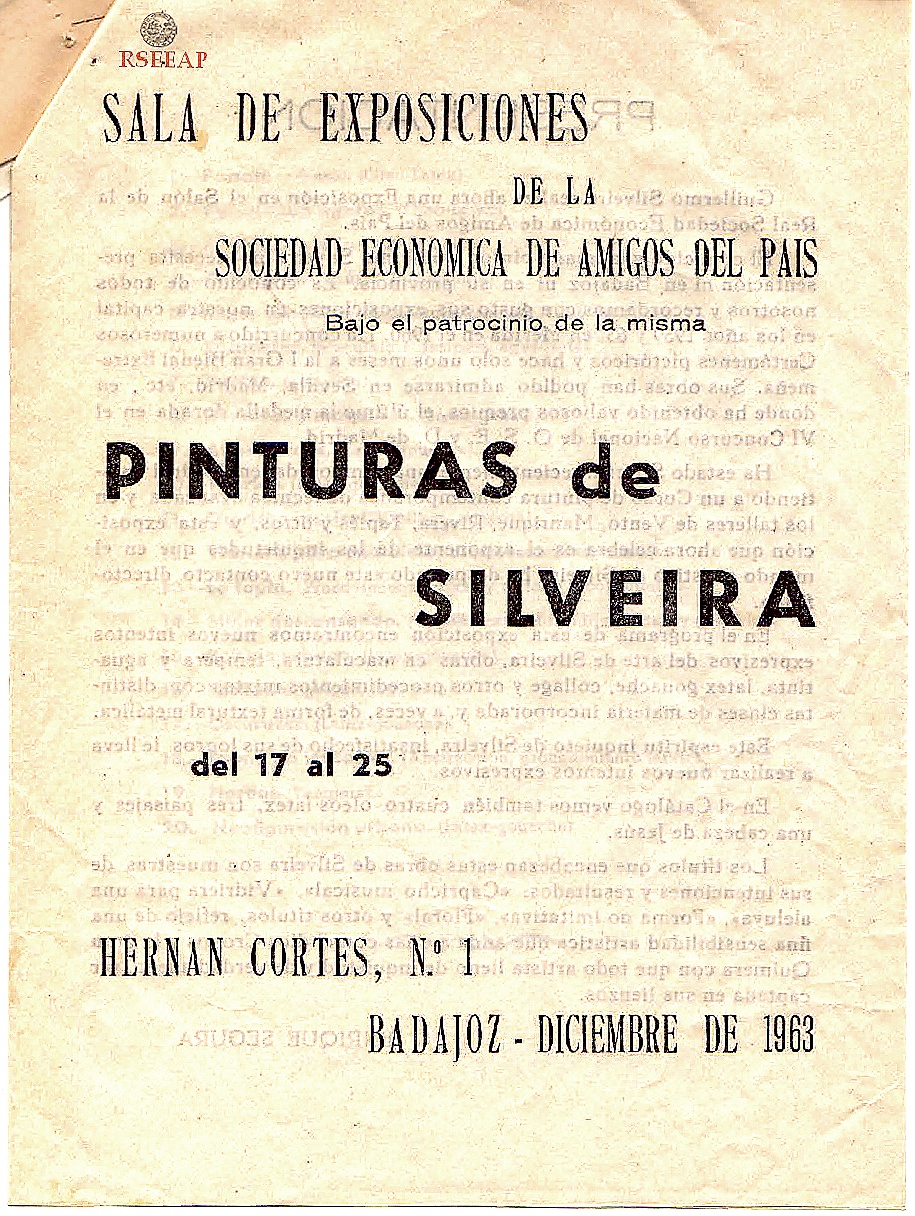
Díptico de la exposición "Pinturas de Silveira". Sala de exposiciones de la Real Sociedad Económica Extremeña de Amigos del País. Celebrada eventualmente en la Casa de la Cultura de la Plaza de Minayo. Badajoz, 17-25 de diciembre de 1963. Imp. Arqueros.
"En el programa de esta exposición encontramos nuevos intentos expresivos del arte de Silveira: obras en maculatura, témpera y aguatinta, látex gouache, collage y otros procedimientos mixtos con distintas clases de materia incorporada y, a veces, de forma textural metálica.
"Vemos también en el catálogo cuatro óleos látex, tres paisajes y una cabeza de Jesús".
ENRIQUE SEGURA.

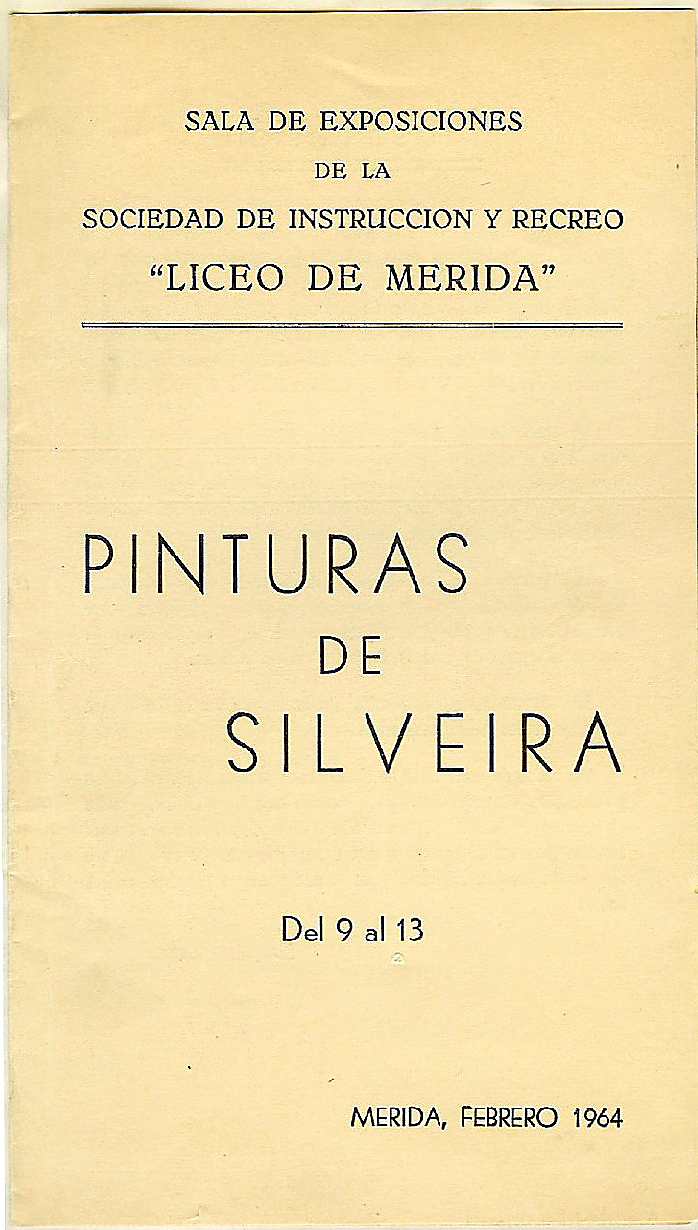
Díptico de la exposición "Pinturas de Silveira" celebrada en la sala de exposiciones de la Sociedad de Instrucción y Recreo Liceo de Mérida del 9 al 13 de febrero de 1964.

Del 17 al 25 de diciembre de 1963 expuso nuevamente en Badajoz. La «reducida muestra» patrocinada en aquella ocasión por la Real Sociedad Económica Extremeña de Amigos del País vino precedida de una proyección de cuadros tras la que se inició un coloquio sobre la controvertida pintura de vanguardia en el que intervinieron entre otros Francisco Pedraja, Carlos Pérez Alonso, Bernardo Víctor Carande, Luis Álvarez Lencero y el propio autor, quien en la inauguración leyó un par de cuartillas a manera de Mensaje pictórico «pleno de aspiraciones renovadoras», del que no se conocen más datos. Tanto las piezas presentadas como sus ideas al respecto fueron acogidas con desagrado por gran parte del público y varios artistas locales. Afirmó que «la causa del rechazo a mi pintura se encuentra en no querer molestarse en comprender el mundo en que vivimos».
Acerca de los materiales empleados puntualizó:

El cuadro titulado "La tapia", por ejemplo, lleva incorporado a la pintura de una de las paredes elementos metálicos que representan una alambrada e, incluso, papel de estaño para simular cristales. Otros están realizados a base de látex, óleo, collage, maculatura, gouache o témpera.

TORGA (21 dic. 1963). «Hay quien alaba su pintura y quien se ríe». Hoy. Diálogo sin rodeos (Badajoz): 6.

Terminó diciendo que «el artista también debe ser fiel a su tiempo y correr paralelo a él o adelantarse. Lo contrario sería retrógrado, sería negativo, sería morir».
En febrero de 1964 volvió a Mérida, esta vez con veintisiete obras «representativas de las diversas facetas de su arte: paisajes urbanos, figuras […] y un bodegón». El periodista Díaz Santillana escribió que mientras que «unos consideran las obras de Silveira como maravillas de la plástica moderna y al autor poco menos que como un genio incomprendido; otros, por el contrario, las califican de "mamarrachadas", inmersas en el reino del "camelo" y tildan al autor de "histriónico" que bordea los límites de lo grosero».
En cuanto a los recursos plásticos «encontramos nuevas expresiones del arte de Silveira, obras en maculatura, témpera y aguatinta, látex y gouache, collage y otros procedimientos mixtos con distintas clases de materia incorporada y, a veces, de forma textural metálica», en lugar de los consabidos óleos sobre tablex de muestras anteriores. Entre otras obras figuraron El puente, Hombres y máquinas (1963. Técnica mixta sobre papel, 32 x 43 cm), Altos hornos, Mujer descansando y Maternidad joven.
La primera quincena de junio de 1964 tomó parte en el certamen nominado como Les Arts en Europe organizado por el Consejo Europeo de Arte y Estética que reunió «mil trescientas obras de artistas plásticos pertenecientes a todas las naciones europeas». En cuanto a los concursantes españoles resultó galardonado el pintor y catedrático de la Escuela Superior de Bellas Artes Santa Isabel de Hungría de Sevilla Amalio García del Moral y Garrido que recibió la correspondiente medalla de manos del alcalde de Bruselas.
En lo tocante a Silveira se conserva una carta remitida desde Madrid con fecha 2 de marzo de 1964 por la que el comisario de la sección nacional Mariano González le hizo saber:

He tomado muy buena nota para el envío a su dirección de las bases […] para poder participar en la exposición "Las Artes en Europa".

También en junio consiguió un accésit en la XXII Exposición Nacional de Arte de la Obra Sindical de Educación y Descanso celebrada en el Palacio de Espartero de Logroño por Altos hornos. Junto a la pieza premiada presentó además las obras Fábrica, Mujer con niño, Joven maternidad y Encuentro, todas ellas ya exhibidas cuatro meses antes en la exposición de Mérida.
Sobre algunos pormenores del certamen se conserva una carta del pintor Jesús Infante fechada el 9 de julio en la que el artista riojano aducía como prueba de la calidad de las mismas el hecho de que «no en vano [los organizadores del evento] han seleccionado una de tus obras [la titulada Fábrica] entre las pocas que habían de aparecer en el catálogo ilustrado de la exposición».

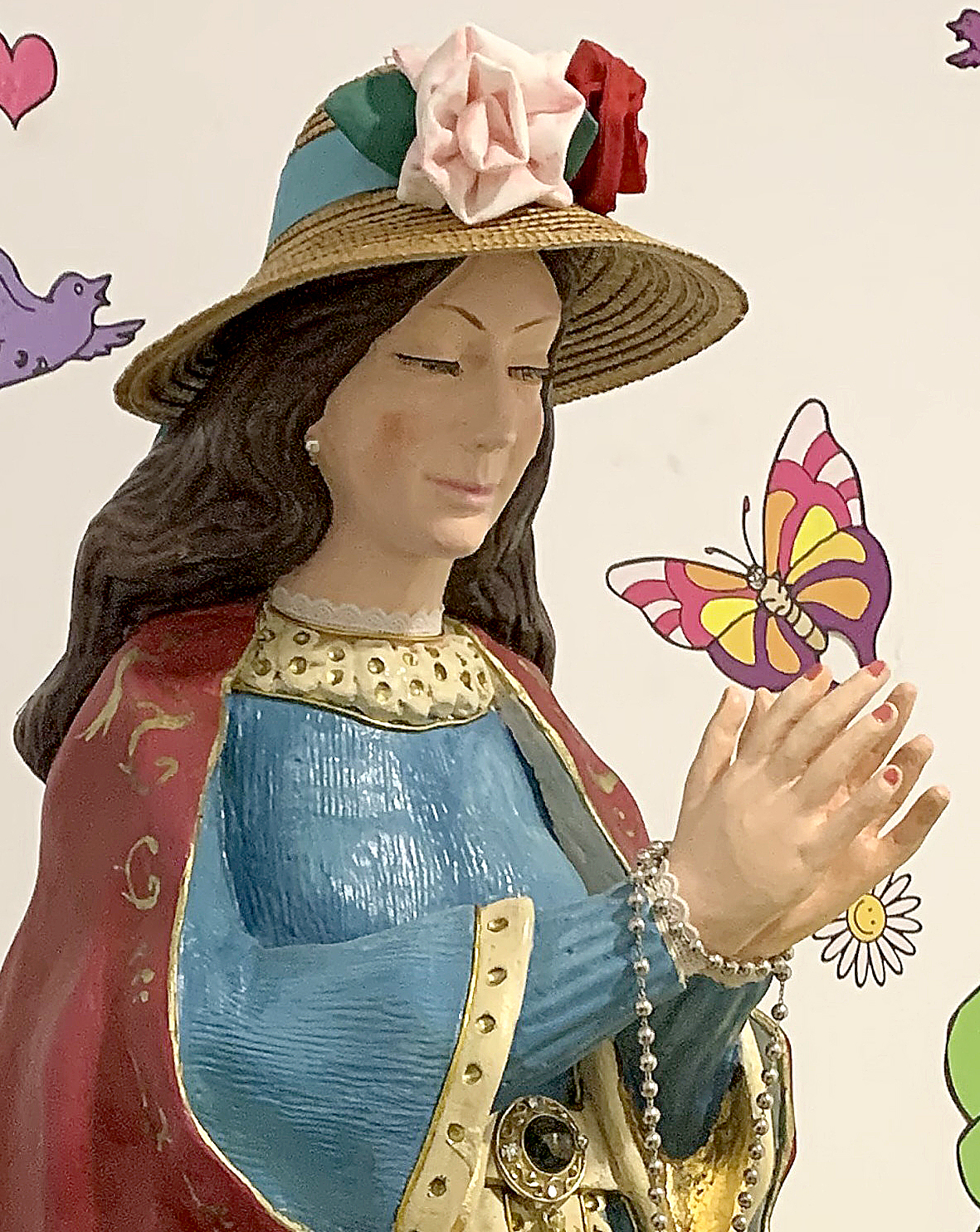
Detalle de la imagen de la Virgen de Bótoa, 1964. Aglomerado de polvo de mármol policromado.

En su vertiente de escultor figurativo realizó por aquella misma época una imagen de la Virgen de Bótoa ejecutada a base de aglomerado de polvo de mármol, ya empleado anteriormente en la Virgen de los Ángeles y los dos bajorrelieves laterales de 1960 y el boceto del Cristo Redentor de 1962, encargada por la dirección del grupo escolar homónimo de la capital. Por una nota de prensa aparecida en el diario Hoy de 23 de junio de 1964 se sabe más concretamente que el director del mismo «agradeció a todos los presentes la asistencia al acto [inaugural] y dedicó palabras de felicitación al artista señor Silveira, del que dijo que merced a sus inspiradas manos tenía hoy el centro una bellísima imagen de la Virgen de Bótoa de tan modernas líneas y delicados rasgos».
Durante los meses de septiembre a diciembre de 1964 concurrió a la Exposición de Pintores Extremeños en Homenaje a Zurbarán convocada por la Agrupación Nacional Sindical de Bellas Artes (ANSIBA) con motivo del tercer centenario de la muerte del artista, celebrada primero en el Colegio San Francisco Javier de Fuente de Cantos, pueblo natal del pintor, de donde fue llevada finalmente a la Casa de la Cultura de la Plaza de Minayo de Badajoz, y en la que se exhibieron piezas de un total de cuarenta y un autores regionales vivos, así como del propio Zurbarán, Luis de Morales, Felipe Checa, Adelardo Covarsí, Eugenio Hermoso o Antonio Juez (ambos fallecidos respectivamente en febrero y septiembre del año anterior). En el caso de Silveira se presentaron dos obras inéditas hasta entonces: Formas metálicas y Payaso con niña (1964. Óleo sobre madera, 96 x 64 cm. Col. particular, Salamanca), valoradas por Zoido como «el timbrazo de inquietud pulsado fuertemente por [el artista]».
En el mismo periodo de tiempo participó en la cuarta edición del Premio Valdepeñas y XXV Exposición Manchega de Artes Plásticas celebrada en septiembre de 1964, a la que concurrió con Vidriera para un aleluya [sic] y Hierros y metales (n.os 35 y 36 del catálogo), y la XIII Exposición de Otoño inaugurada en el Pabellón Mudéjar de la Plaza de España de Sevilla la mañana del domingo 18 de octubre, en este caso con las ya citadas Formas metálicas (valorada en un precio de venta de 6000 pesetas) y Hombres y máquinas (4000) y Paisaje urbano (8000).
Poco más tarde, en enero de 1965, junto con Antonio Zoido, Juan Antonio Cansinos Rioboó y Manuel González Gómez, actuó como miembro del jurado del V Concurso de Dibujo y Pintura convocado anualmente con motivo de las fiestas navideñas por la Sección de Cultura y Arte del Grupo de Empresas Díter de Zafra en las modalidades de «urbanística de [la ciudad]», «temas de libre elección» y christmas.
Del 20 al 28 de marzo participó en la muestra colectiva titulada Siete Artistas Extremeños de Vanguardia celebrada en la sala de exposiciones de la Sociedad de Instrucción y Recreo Liceo de Mérida en la que expuso las escultopinturas Estructuras metálicas ascendentes, Altar en hierro, Formas metálicas (composición) y Formas, reseñadas de este modo por el escritor y periodista del diario Hoy Santos Díaz Santillana y de las que se ignora el paradero:

Guillermo Silveira va más allá del abstracto, empleando los nuevos materiales —hierros, alambres, etcétera— que usan hoy algunos, colocados en la novísima modalidad de la esculto-pintura. Cuatro obras de esta clase —esculto-pintura las subtitula el catálogo— cuelgan en la exposición: "Estructuras metálicas ascendentes", "Altar en hierro", que es un cuadro tremendista, "Composición formas metálicas" y "Formas".

A raíz de la misma Silveira (que hacía tiempo que trataba de crear un núcleo de pintores extremeños vanguardistas) y Pedraja estrecharon los contactos con José Antonio Ferreiro, Moríñigo del Barco y Juan José Narbón considerando asimismo la posibilidad de invitar a formar parte del denominado Grupo AR-EX-AC (Arte Extremeño Actual) a Leopoldo Gragera y Carande. Entre sus proyectos inmediatos se encontraban la elaboración de los correspondientes estatutos, la constitución formal del colectivo, así como la organización de otras tantas muestras de sus obras en Lisboa, Madrid y Barcelona, que nunca llegaron a realizarse.
«Pinturas y escultopinturas decorativas»

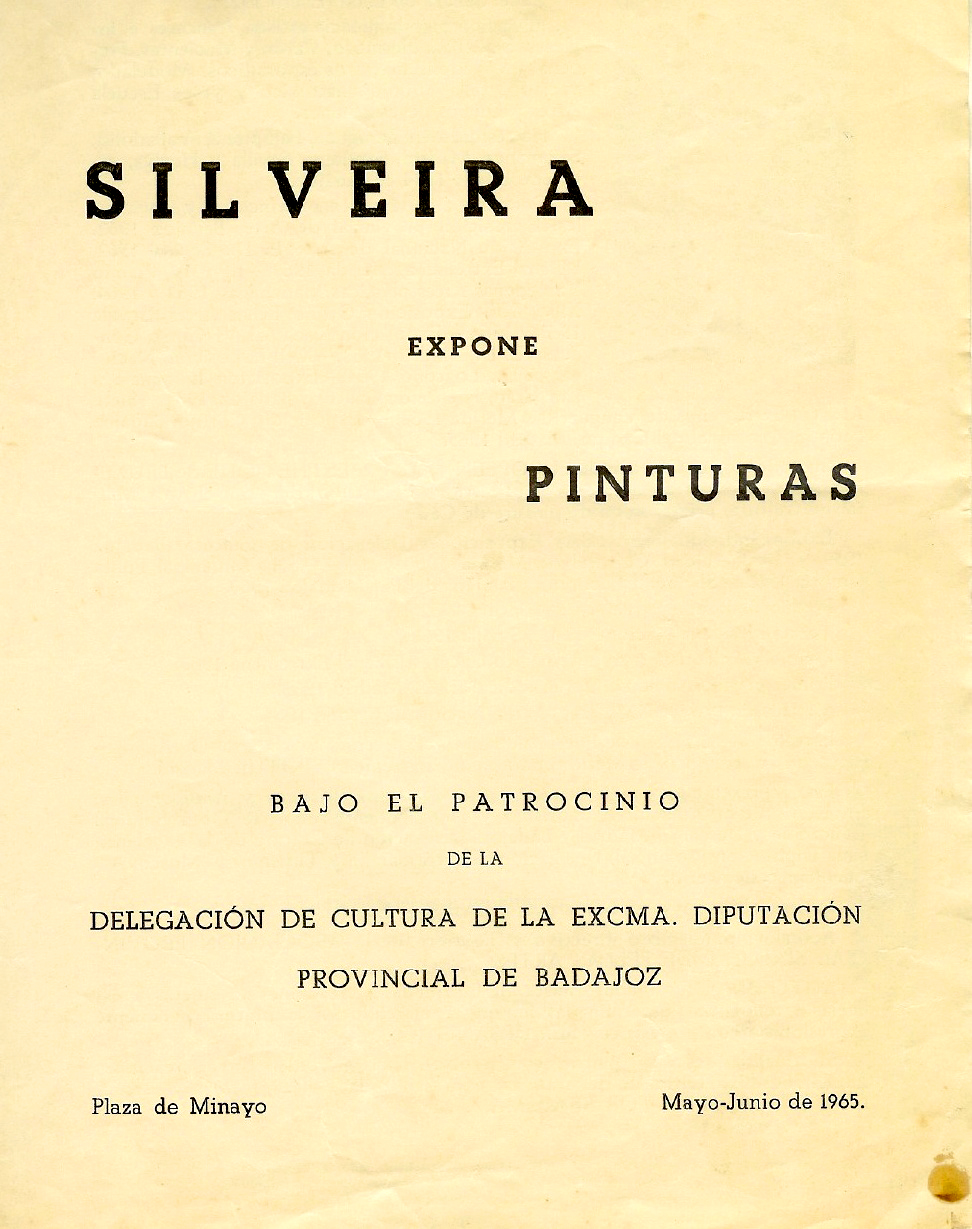
Díptico de la exposición "Silveira Expone Pinturas". Celebrada en la Casa de la Cultura de la Plaza de Minayo. Badajoz, 28 de mayo-5 de junio de 1965. Imp. Provincial.

Del 28 de mayo al 5 de junio de 1965 expuso nuevamente en la Casa de la Cultura de la Plaza de Minayo bajo el patrocinio de la Diputación Provincial de Badajoz:

El anuncio de esta nueva exposición de Silveira, cuya inquietud artística es de todos conocida, ha despertado gran interés por lo que es de esperar [que] se vea muy concurrida durante los días que permanezca abierta al público.

Constó la muestra de un total de treinta y dos pinturas, en la que «el "inconformista" que es Guillermo Silveira presenta una muestra diversa de gouaches, óleos y materiales», agrupadas de la siguiente forma por el crítico de arte Antonio Zoido:

Muy diferentes en importancia y densidad artística son las dos caras, las dos partes de la exposición que hoy nos ocupa. De un lado, obras muy trabajadas, donde la pintura material y la técnica tienen mucho que decir en estructuras, composiciones, escultopinturas, formas decorativas, etc. De otro, una nutrida colección de gouaches y procedimientos análogos, […] a la que eleva y realza la nítida y correctiva ejecución del dibujo y el juego del color, insólitos por su depurada factura en el hacer del artista.

Ambas caras de la muestra convergen, sin embargo, en un punto común: la igual referencia unitaria a la misma mano, el sello personal que —en su variedad— las denuncia.

El primero de estos aspectos —más inteligible y accesible al contemplador medio— le deparará sin duda un éxito que ya adivina la venta en los primeros días de exposición de varios de estos trabajos.

Conforme al listado de obras que aparece en el propio folleto de mano de la muestra, cabe precisar que junto a los habituales paisajes, «temas» y bodegones figurativos (24) de casos anteriores figuraron en esta ocasión una serie de ocho piezas abstractas nominadas por Silveira como «pinturas y escultopinturas decorativas», todas las cuales salvo dos se hallan asimismo en paradero desconocido.
Por este mismo motivo se publicó también en el diario Hoy una entrevista realizada por José Manuel G. Torga en la que a las preguntas sobre «dónde has recibido más elogios por tu trayectoria artística» y «¿qué piensas seguir haciendo en el futuro?» respondió:

Aquí [en Badajoz] hay un cierto sector al que le interesan mis creaciones, aunque es minoritario. Fuera, en Madrid y otras ciudades que están más en contacto con las tendencias vanguardistas, atraen sobre todo mis nuevos procedimientos pictóricos.

Continuar adelante con mis nuevas formas, perfeccionándolas más, sin olvidar los paisajes urbanos que tanto me gustan. Pienso exponer pronto esculturas modernísimas y grabados hechos por unos procedimientos que me estoy inventando. […] he sido invitado a la II Bienal de Pintura Extremeña, [que se va a celebrar] en Cáceres, y a la Exposición de Otoño de la Academia [de Bellas Artes] Santa Isabel de Hungría, en Sevilla. Estoy además a la espera de exponer en Madrid, […] para el otoño si cuento con el apoyo del Ministerio de Información y Turismo.

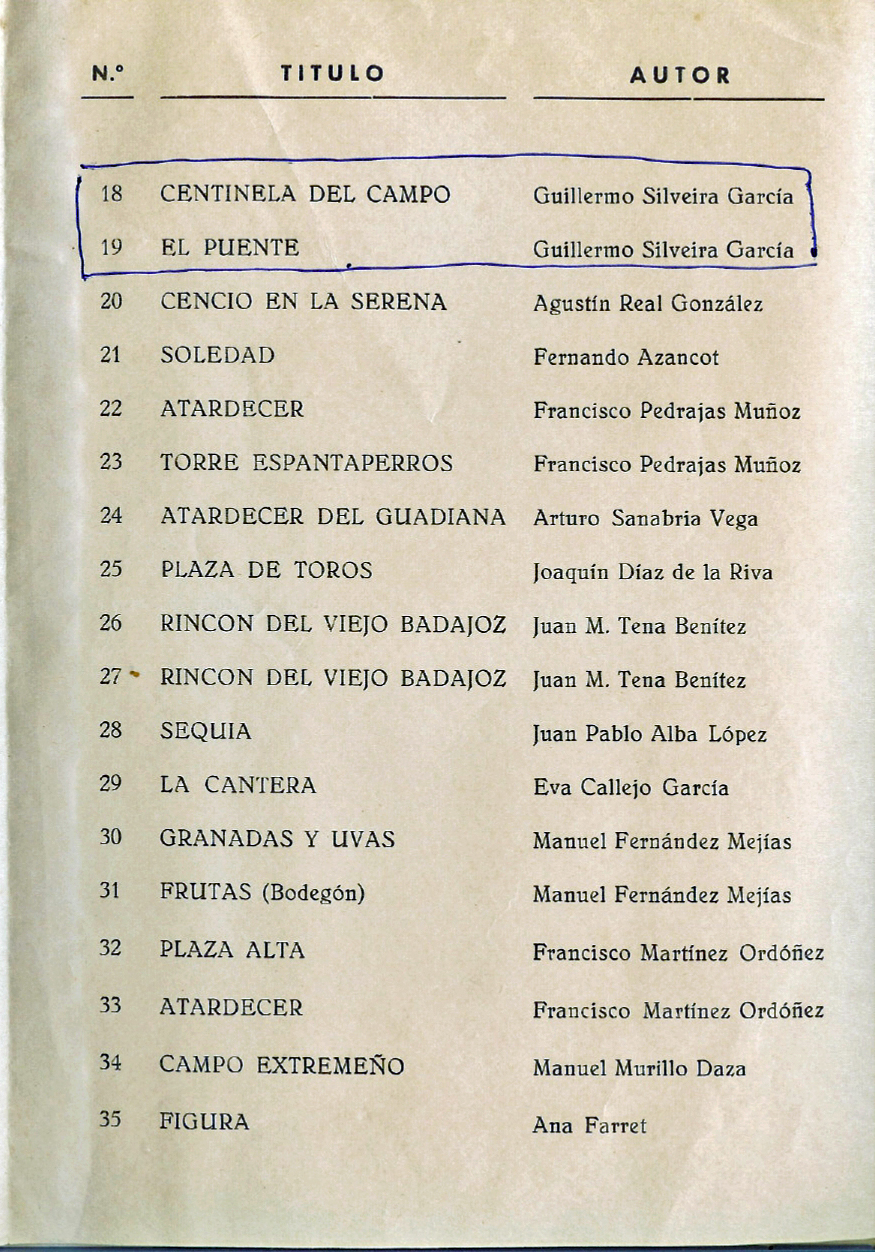
Díptico de la exposición "Pintores de Badajoz" celebrada a raíz de la VI Feria Internacional del Campo organizada en Madrid de mayo a junio de 1965 y en la que figuraron los cuadros de Guillermo Silveira Centinela del campo (paradero desconocido) y El puente (col. particular, Badajoz).

Simultáneamente formó parte de la muestra de pintores provinciales abierta al público el 23 de mayo de 1965 en el denominado Cortijo de Badajoz dentro de los actos de la VI Feria Internacional del Campo de Madrid, inaugurada la tarde del día anterior, en la que figuraron sus obras Centinela del campo y El puente (n.os 18 y 19 del catálogo). También intervinieron esta vez otros dos de los siete componentes del colectivo de artistas de vanguardia con los que en marzo había expuesto en la Sociedad de Instrucción y Recreo Liceo de Mérida: Moríñigo del Barco con Calle extremeña y Francisco Pedraja que presentó Espantapájaros, Atardecer y Torre de Espantaperros.

En total se muestran al público treinta y cinco lienzos que recogen con sugerentes títulos los expresivos acentos, paisajes y faenas agrícolas del campo extremeño. Destacan entre ellos por su colorido y armonía de líneas "Surcos" [de Fernando Garrorena], "Cogiendo algodón" [Alberto González Willemenot], "Campesina extremeña" [José Mangas Gago], "De sol a sol" [Julián Báez Sánchez], "Por caminos extremeños" [José Antonio Lena], "La cantera" [Eva Callejo], [los ya citados "Centinela del campo" y "El puente" de Silveira y "Atardecer" de Pedraja], "Frutas" [Manuel Fernández Mejías], "Campo extremeño" [Manuel Murillo], "Soledad" [Fernando Azancot] y "Rincón del viejo Badajoz" [de Juan M. Tena Benítez].

A mediados de 1965 participó en la segunda edición de la Bienal de Pintura Extremeña clausurada en Cáceres el 18 de julio. Constituyeron el envío las escultopinturas Estructura ascendente, Composición para un altar moderno y Composición para un frontis (n.os 143 y 145 del catálogo) y el cuadro de caballete La despedida (146), tasados respectivamente en 10 000, 8000, 8000 y 10 000 pesetas, que no lograron ningún premio.
Ya a finales de 1965 concurrió a la XXIII Exposición Nacional de Arte de la Obra Sindical de Educación y Descanso celebrada en Valencia en la que recibió Medalla de Plata por Estructura ascendente y espacio, «ejemplo audaz de escultopintura, ejecutada con una armoniosa dosificación de masas y colorido y, a la vez, con el decisivo coraje que distingue toda la obra de Silveira», valorada en caso de venta en 5000 pesetas, que fue adquirida por la Jefatura Nacional de la organización. Por su parte «el célebre otorrino» y artista valenciano Antonio Sacramento (seudónimo de Fernando Antolí-Candela Piquer) compró su escultopintura Composición para un frontis, lo que dio origen a una cierta relación epistolar entre ambos autores.
A partir del 8 de febrero de 1966 participó en la muestra colectiva organizada por la Agrupación Sindical Provincial de Bellas Artes (ANSIBA) con motivo de la inauguración de la Casa Sindical de Badajoz y en la que expuso las obras tituladas Pintura y Exaltación al trabajo (n.os 46 y 47 del catálogo). Colaboraron también en el evento buena parte (27) de los artistas activos por entonces en la provincia como Alberto II, Joaquín Díaz de la Riva, Moríñigo del Barco, Francisco Pedraja, las pintoras Mari-Cruz Albarrán, Eva Callejo, Pepita Casillas o Guadalupe García Blázquez.

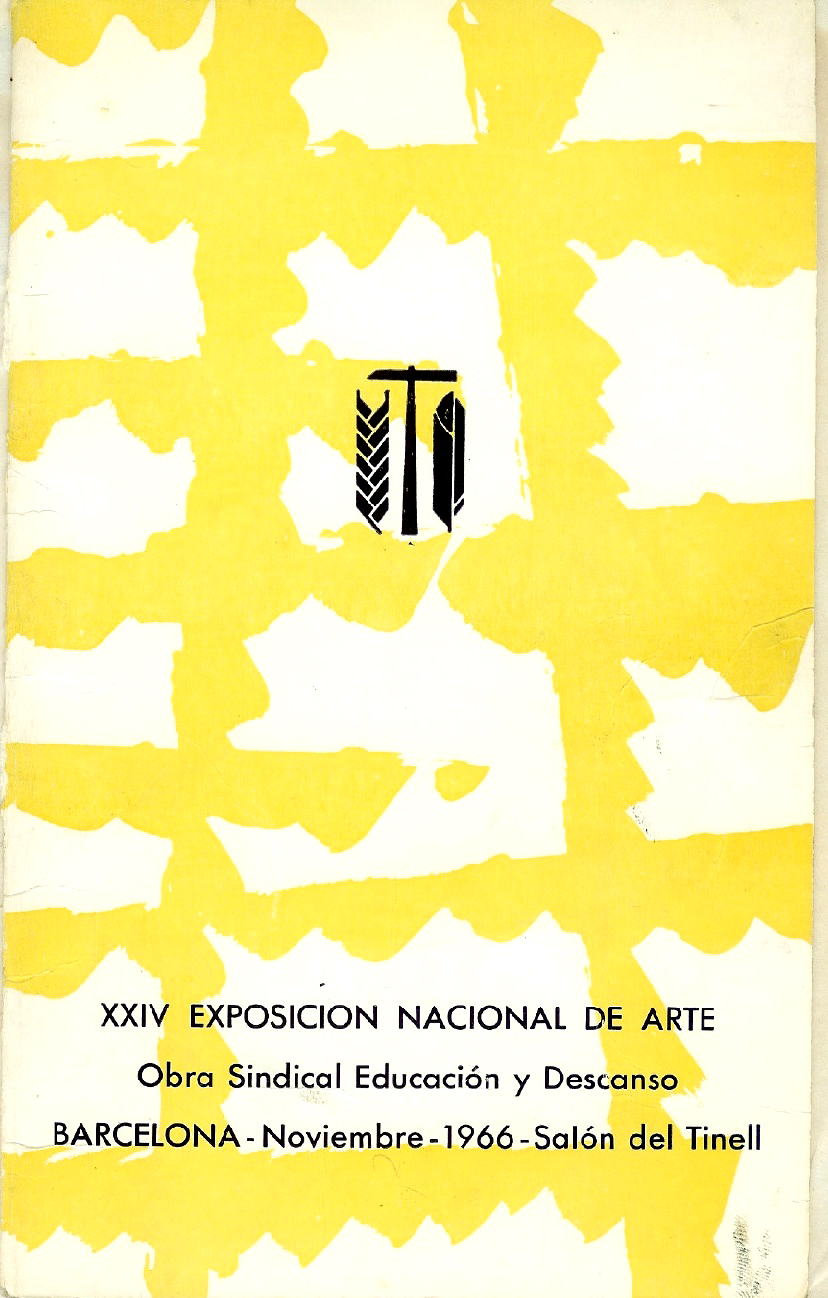
Folleto de mano de la "XXIV Exposición Nacional de Arte de la Obra Sindical de Educación y Descanso". Salón del Tinell. Barcelona, noviembre de 1966. Imagen de cubierta.

En noviembre de 1966 obtuvo Medalla Plateada al Mérito Artístico y Medalla de Barcelona en la XXIV Nacional de Arte de Educación y Descanso de la ciudad condal por Estructura n.º 6 o Fragua. Completaron el envío otras dos escultopinturas (Estructura n.º 7 y Torero) y el cuadro de caballete titulado Carros de alquitrán con figura (pintura al óleo, 125 x 85 cm), en el que se muestran ya ciertos aspectos tanto estilísticos como iconográficos definitorios de su incipiente madurez artística.
La noticia del premio le llegó cuarenta y ocho horas antes del acto inaugural de su siguiente exposición en Badajoz, en la que exhibió un total de veintidós obras. Abundaron sobre todo los paisajes urbanos y bodegones con la sola excepción de dos escultopinturas (Escultopintura 8 y Formas), lo que Antonio Zoido le reprochó en estos términos:

Por eso, el principal reparo —que propiamente es una exigencia— a esta exposición es el de decirle al pintor que no debe hurtar a la contemplación de sus paisanos lo mejor de su arte. Cuando la ocasión lo depare, deben ser expuestas dichas obras.

Por varias fotografías y alguna nota de prensa se sabe en particular que asistieron a la inauguración el inspector jefe de Primera Enseñanza y crítico de arte Zoido Díaz, la esposa y la hija mayor del pintor, el jefe del Sector Aéreo coronel Rafael Lorenzo Bellido y su hija María Mercedes, el delegado de Hacienda Antonio Gómez García, el escritor y delegado de Información y Turismo Félix Ayala Viguera, el catedrático y diputado delegado de Cultura Enrique Segura Covarsí, el concejal del Ayuntamiento de Mérida Sanabria Escudero «y otras representaciones, así como numerosos artistas y amantes de las Bellas Artes».
Del 30 de octubre al 13 de noviembre de 1967 se celebró en Alicante la XXV Exposición Nacional de Arte de Educación y Descanso a la que concurrieron «ciento ochenta y seis pintores [tanto aficionados como profesionales sin opción a premio] de todas las provincias españolas». El artista, que escogió esta segunda modalidad («Me dio usted un gran disgusto al ver que se presentaba como profesional»), envió fuera de concurso Hermanos (n.º 188) y la pieza al óleo sobre lienzo titulada Figura y carros, si bien cabe poner de relieve que «casi con total seguridad» se trataría de la misma obra mencionada más arriba como Carros de alquitrán con figura adquirida «al minuto de haber sido inaugurada. Para qué decirle más. […] era la "vedette"» por un coleccionista francés por un importe de 25 000 pesetas.
Por lo demás el jurado calificador hizo constar en la propia acta lo que sigue:

Este jurado se complace en señalar la aportación de los pintores D.ª Carmen Pinteño, D. Guillermo Silveira García, D. José Díaz Oliva y D. Francisco Moreno, de Almería, Badajoz y Málaga los dos últimos respectivamente, que por haber pasado al terreno profesional e iniciado en Educación y Descanso han participado fuera de concurso como homenaje a esta XXV Exposición Nacional conmemorativa dentro del apartado especial creado para esta circunstancia y recogido en las bases.

En Alicante a seis de noviembre de mil novecientos sesenta y siete.

Casi al mismo tiempo, más concretamente entre los meses de noviembre a diciembre de 1967, tomó parte con el Paisaje número 29 del catálogo en la Exposición Antológica de Pintores Extremeños Contemporáneos (primera salida) organizada por la Cátedra López Prudencio de Cultura y Arte en el Círculo de Artesanos de Don Benito en la que se exhibieron en aquella ocasión treinta y dos obras de otros tantos artistas regionales de los siglos xix y xx entre los que cabe mencionar a Felipe Checa (Consulta), Eugenio Hermoso (Muchacha campesina), Adelardo Covarsí (Paisaje), Ortega Muñoz (Paisaje), las pintoras Mari-Cruz Albarrán, Eva Callejo, Josefa Carrillo, Blanca Durán y María Teresa Romero, Francisco Pedraja (Paisaje) o Vaquero Poblador (La tele).
En julio de 1968 concurrió a la que fue la última edición de la Exposición Nacional de Bellas Artes con su cuadro La caseta. Participaron también en el certamen entre otros los pintores extremeños Juan Barjola, que obtuvo una Medalla de Primera Clase por su obra Escenas de guerra, Eduardo Naranjo —Medalla de Tercera Clase por el grabado Triste homenaje— y Julián Pérez Muñoz que recibió el Premio Cooperativa Santa Ana de Almendralejo dotado con 15 000 pesetas. Se conserva en este aspecto una carta de 12 de julio en la que el entonces procurador en Cortes Mariano Fernández-Daza le comunicaba a Antonio Zoido que efectivamente «El jurado de la Exposición Nacional de Bellas Artes concedió el Premio de nuestra Cooperativa a D. Julián Pérez Muñoz [por Interior con figura]. Pero me consta, porque lo oí, que estuvieron hablando muy favorablemente del Sr. Silveira».
Tres meses después presentó las obras Escultopintura y La semilla en el I Salón de Octubre celebrado por la Asociación Provincial Sindical de Bellas Artes de Badajoz en la Casa de la Cultura de la Plaza de Minayo en memoria del pintor Joaquín Díaz de la Riva, fallecido en noviembre del año anterior, y en el que colaboraron más de una veintena de artistas como los emeritenses José Antonio Ferreiro y Moríñigo del Barco, Leopoldo Gragera, Francisco Pedraja, Vaquero Poblador, Eva Callejo, Dolores Hidalgo o Alberto II.
A lo largo del año siguiente participó en la exposición conjunta de pintores pacenses organizada dentro de la IX Feria de Muestras Iberoamericana celebrada en Sevilla del 15 al 30 de abril de 1969, XXX Exposición Manchega de Artes Plásticas, a la que presentó La cuerda rota (n.º 39 del catálogo), y I Certamen de Pintura UNICEF al que concurrieron también los artistas Juan Barjola, Guijarro, Hernández Quero, Lapayese, Mingorance o Villaseñor.

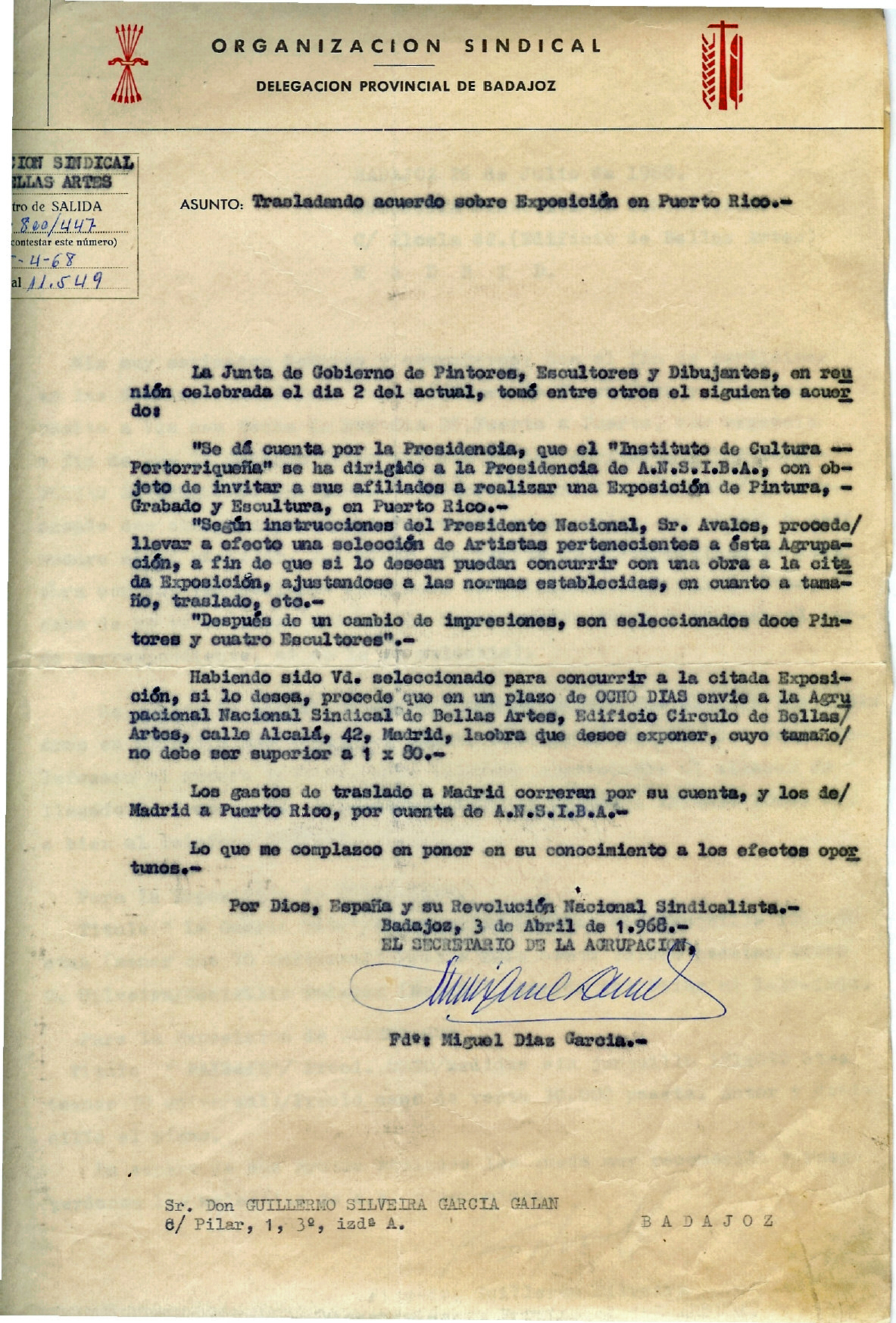
Acuerdo de la Junta de Gobierno de Pintores, Escultores y Dibujantes remitido a GUILLERMO SILVEIRA GARCÍA GALÁN con fecha 3 de abril de 1968 sobre la exposición de pintura, grabado y escultura a celebrar en Puerto Rico.

Pero sin duda el evento más notable de estos años finales de la década de cara a un cierto conocimiento internacional de algunas de sus obras fue su participación en las tres exposiciones colectivas agrupadas bajo el título de «España Vista por sus Artistas», convocadas por la Agrupación Nacional Sindical de Bellas Artes (ANSIBA) presidida en aquellos entonces por el escultor emeritense Juan de Ávalos, celebradas en San Juan de Puerto Rico en torno a la primavera de 1968 y para la que «después de un cambio de impresiones son seleccionados doce pintores y cuatro escultores», Nueva York y Copenhague (entre los meses de octubre a noviembre del mismo año) y a las que en cada caso remitió un Paisaje de setenta por noventa centímetros del que nada más se sabe, La cuerda rota (óleo sobre lienzo, 126 x 90 cm. Tasada con miras a su posible venta en 70 000 pesetas. Museo Provincial de Bellas Artes) y Paisaje (canal de riego) (óleo sobre lienzo, 90 x 121 cm. 30 000. Museo de Arte Contemporáneo de Fregenal de la Sierra [MACF]), en el que según la redacción del diario Hoy el pintor había representado «un trozo de nuestro solar extremeño cruzado por los canales de esa maravilla técnica que es el Plan Badajoz» a la vez que «inyectado el ardor, el encanto y la dureza de nuestra tierra».
En lo que concernía a las dos primeras obras el propio rotativo destacó:

Este cuadro de Guillermo Silveira titulado "La cuerda rota" y ya conocido por muchos de nuestros lectores por haber obtenido el Segundo Premio en la III Bienal Extremeña de Pintura ha sido seleccionado para participar en una exposición de artistas españoles que se inaugurará en una prestigiosa sala de Nueva York en los próximos días. Anteriormente otra obra de Silveira había sido elegida para una exposición en Puerto Rico […] organizada por el Instituto de Cultura Puertorriqueña.

Fuente: REDACCIÓN (1 nov. 1968). «Un cuadro de Silveira a Nueva York». Hoy (Badajoz): 9.

Con respecto a las fechas de entrega de las mismas se tiene noticia por varias circulares emitidas al efecto de que según el acuerdo tomado en la reunión celebrada a 2 de abril del año en curso (1968) los doce pintores y cuatro escultores seleccionados debían proceder «en un plazo de OCHO DÍAS» al envío a la sede de la Agrupación Nacional Sindical de Bellas Artes (ubicada en el edificio del Círculo de Bellas Artes de la calle de Alcalá n.º 42 de Madrid) de las obras que deseasen exponer en Puerto Rico. «La fecha del plazo de entrega para las exposiciones de Estados Unidos y Dinamarca es el 31 de julio».
Corresponden también a este periodo caracterizado por norma general por un intenso experimentalismo («Pronto pienso exponer esculturas modernísimas y grabados hechos por unos procedimientos que me estoy inventando»), evaluado por el propio autor como «fructífero en obras tanto de pintura como de escultura, […] exposiciones, certámenes, premios y distinciones», los dos mosaicos («Dieciocho metros cuadrados a base de mármol, cemento y piedra») destinados a decorar el porche de la capilla escuela de las Casas Aisladas de Valdebótoa (1967. Encargados por la Delegación Provincial del Instituto Nacional de Colonización a instancias del arquitecto y acuarelista santeño José Alejandro Mancera Martínez), el monumento conmemorativo de las cien mil horas de vuelo —erigido en la Escuela de Reactores de la Base Aérea de Talavera la Real a principios de mayo de 1970—, considerado por el profesor Del Moral Martínez como «una de las pocas obras representativas de la figuración escultórica de los años sesenta en Extremadura», así como el mural para la antigua Escuela Sindical de Formación Profesional de Fregenal de la Sierra (Fábricas, terminado ya en el año 1970), clasificado por el mismo artista como «escultopintura simbolis[ta] figurativ[a]».
Se trata en los tres casos de piezas de gran formato realizadas in situ en las susodichas Casas Aisladas de Valdebótoa, para lo que recorría a pie «seis kilómetros diarios [hasta tres años después no contó con su primer vehículo propio] cada vez que marchaba al trabajo», las instalaciones de la base militar de Talavera y Fregenal, en donde se hospedaría en una fonda próxima a la escuela coincidiendo sobre todo con las fases de mayor actividad, respectivamente.
|                                                      |
| Belén – Nacimiento de Jesús. 289 x 218 cm (6,30 m²). |

|                                                            |
| Belén – Adoración de los pastores. 279 x 183 cm (5,10 m²). |

|                                                                 |
| Los doce apóstoles y el Espíritu Santo. 289 x 188 cm (5,43 m²). |

### Intimismo narrativo (década de los setenta)
Justo en 1970 (seis años antes figuraba ya «en los Cuadernos de Arte y Publicaciones Españolas [sic] que dirige Carlos Antonio Areán, jefe de Exposiciones del Ministerio de Información y Turismo y director de la sala del Ateneo de Madrid»), apareció incluido en el Diccionario biográfico español contemporáneo publicado en la capital por el denominado Círculo de Amigos de la Historia. Tras hacer notar su doble condición de pintor y escultor se destacan en este segundo aspecto «por ser de dominio público la imagen de Nuestra Señora de los Ángeles, […] el mural-mosaico de la iglesia de Valdebótoa y el monumento conmemorativo de las cien mil horas de vuelo de la Escuela de Reactores de Talavera la Real».

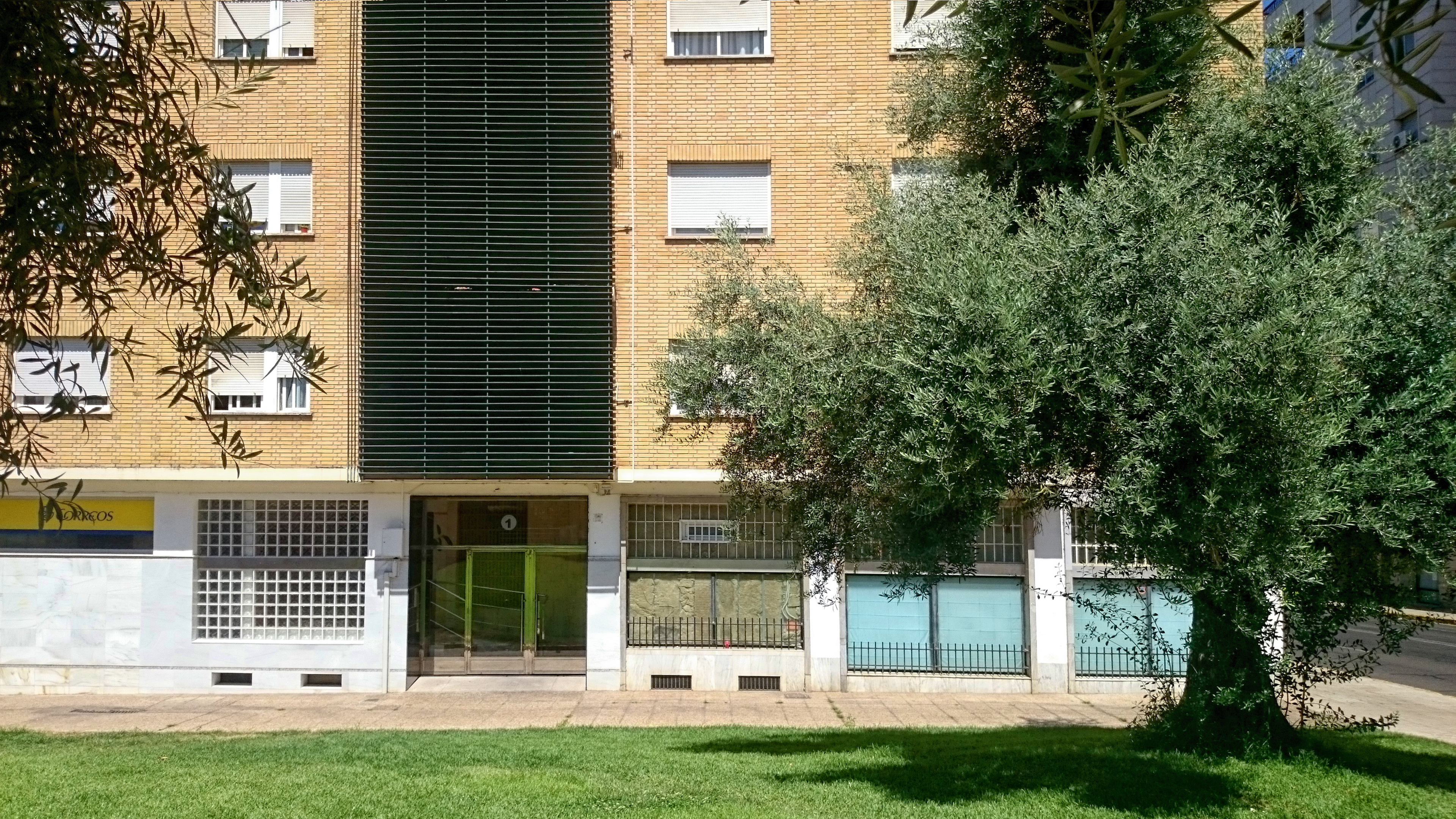
Badajoz. Vista parcial del bloque de suboficiales del Ejército del Aire ubicado en Traseras de Colón n.º 1-1.º 2 en el que el artista residió con su familia desde los últimos años 1960 hasta finales de la década siguiente.

En junio ganó el Primer Premio y Medalla de Oro de la IV Bienal de Pintura Extremeña celebrada en la Casa del Deán de Plasencia, Cáceres, por Palomas blancas sobre tejado gris (óleo sobre lienzo, 120 x 110 cm). Con respecto a la acogida del fallo del jurado en los ambientes artísticos de la región cabe añadir que el pintor pacense Antonio Vaquero Poblador llegó a manifestar años más tarde que en su opinión los galardones «más justos» concedidos a lo largo de las sucesivas ediciones de las Bienales habían sido los otorgados a Bonifacio Lázaro por Apostolado del mar (I, 1963) y este (IV, 1970) a Silveira. Le hizo entrega de la correspondiente distinción el periodista y por entonces reciente gobernador civil de la provincia Valentín Gutiérrez Durán.
A mediados de julio consiguió el Tercer Premio de Pintura (25 000 pesetas) de la Exposición Nacional de Arte Contemporáneo por La cuerda rota, en cuyo caso se expuso inicialmente en una de las salas del Museo Español de Arte Contemporáneo dedicadas a la crónica social por el que fue catalogado en 1983 dentro del llamado «intimismo narrativo» definido por la misma institución como un puente entre aquella y el intimismo propiamente dicho. Al desaparecer el MEAC tras la creación del Museo Nacional Centro de Arte Reina Sofía en 1988 pasó a engrosar sus fondos. Desde que fue cedido en 2009 para ser expuesto en Badajoz se conserva en depósito en el Museo Provincial de Bellas Artes (MUBA) donde ya de entrada figuró catalogado erróneamente como La primera cuerda rota:

"La cuerda rota" [es] obra de contenido espiritual profundo. Las dos figuras unidas. Madre vestida de payaso, con las botas rotas y pies montados uno encima de otro, en señal de humildad; la niña, en alpargatas, toca el violín y es consolada por la madre. Rota una cuerda del instrumento, rotas también sus almas. No es el medio de vida lo que se ha roto, sino algo más profundo, sus almas, su ilusión, el porqué del vivir de esos seres errantes.

La noche del 20 de febrero del año siguiente se celebró con tal motivo en el Casino de Badajoz una cena homenaje convocada entre otros por Antonio Zoido, para quien el pintor —que gozaba ya de cierta nombradía internacional—, tras haber «ido desprendiéndose adherencias, resonancias de las que se embriagó audazmente en sus comienzos, [se enfrenta ahora] con su propia y desnuda autenticidad».
Como ya ocurriera en varias ocasiones semejantes se tiene noticia de otros tantos poemas esta vez del escritor uruguayo establecido en Badajoz Hugo Emilio Pedemonte y el poeta y escultor Luis Álvarez Lencero, quien a finales de enero había inaugurado su primera exposición individual en la Galería Círculo 2 de Madrid, dedicados al pintor con ocasión de los premios recibidos casi consecutivamente por los dos cuadros citados: Palomas blancas sobre tejado gris en junio y La cuerda rota en julio.
A finales de octubre de 1971 concurrió a la XX Exposición de Otoño inaugurada en el Palacio Municipal de Exposiciones (Pabellón Mudéjar) de Sevilla el día 24, a la que envió sus obras La caseta, presentada ya a la Nacional de Bellas Artes de 1968 y la IV Bienal Extremeña de Pintura celebrada en Plasencia de mayo a junio de 1970, y La despedida (invierno).
También en 1971 salió a la venta la primera edición de la Gran Enciclopedia Rialp en la que el historiador y escritor barcelonés afincado en Cáceres Carlos Callejo Serrano, tras mencionar a los pintores y escultores extremeños «del presente siglo» Eugenio Hermoso, Adelardo Covarsí, Godofredo Ortega Muñoz, E. Pérez Comendador y Juan de Ávalos, citaba expresamente entre los artistas «de la última generación [a] los pintores badajocenses Juan Barjola y Guillermo Silveira y los cacereños Juan José Narbón y Victoriano Martínez Terrón».

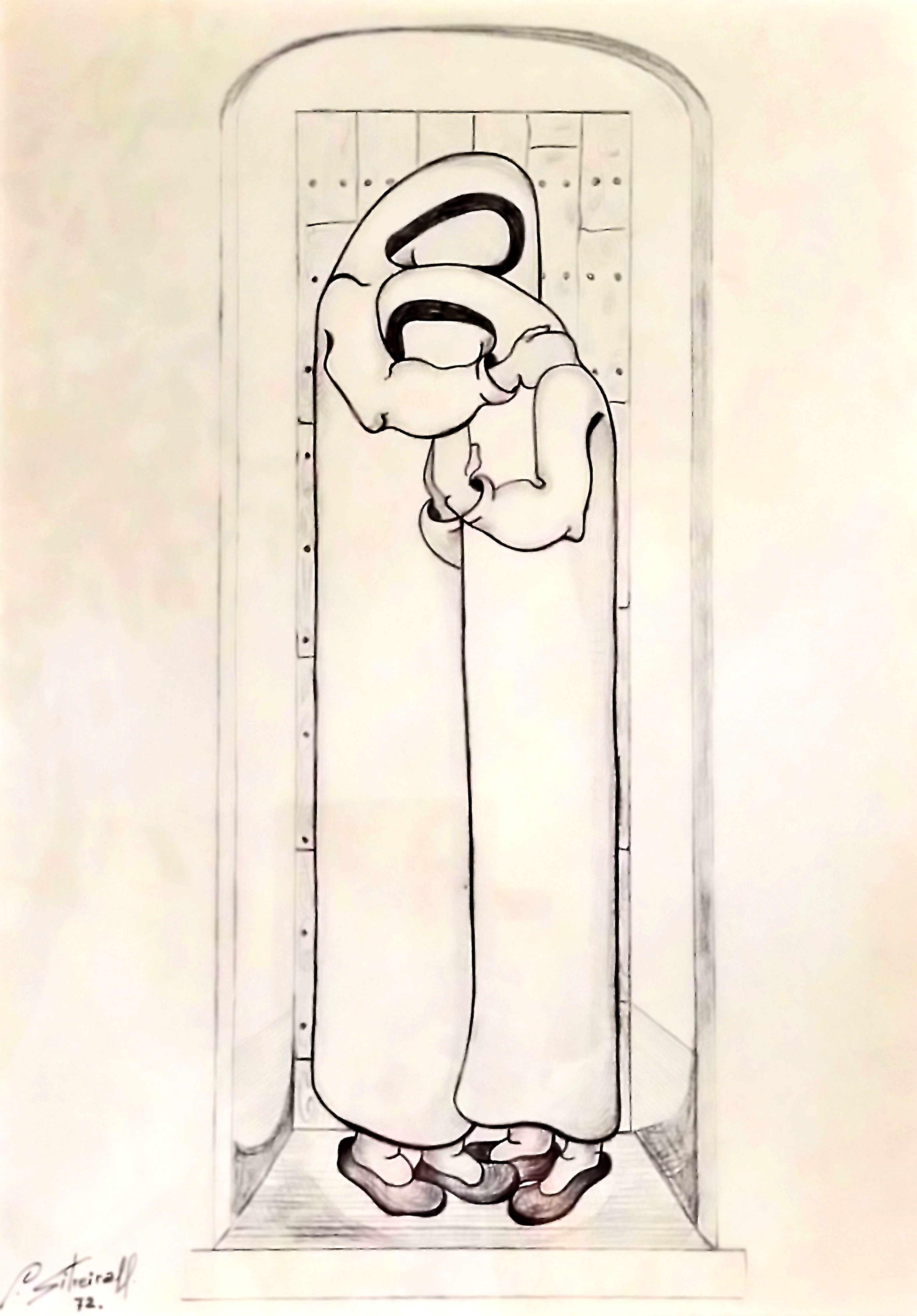
El perdón, firmada y fechada en
"[19]72". Técnica mixta sobre papel,
51 x 36 cm. Col. particular, Badajoz.

Entre los meses de octubre y diciembre de 1972 participó en la XXI Exposición de Otoño convocada por la Real Academia de Bellas Artes Santa Isabel de Hungría de Sevilla con las pinturas Fidelidad y En una esquina cualquiera y una versión realizada a base de técnicas mixtas de Palomas blancas sobre tejado gris calificadas por el crítico de arte del periódico ABC Manuel Olmedo como «muy personales, […] ubicad[a]s en el área del expresionismo de signo patético» y la Exposición Nacional de Arte Contemporáneo inaugurada en la sala de exposiciones de la Dirección General de Bellas Artes de Madrid el 14 de diciembre nuevamente con En una esquina cualquiera y Palomas…, a las que se sumó en este segundo caso un dibujo de comienzos de los años 1970 titulado El perdón, si bien estas dos últimas obras no fueron seleccionadas.
La primera quincena de agosto de 1973 fue invitado por la Organización Juvenil Española (OJE) a impartir en Santander un curso de Artes plásticas dentro del programa de actividades denominado Policultural-3. Por la serie de apuntes elaborados por el propio Silveira se sabe que incluía clases de Historia, teoría y técnicas artísticas, información gráfica y documentación sobre diferentes estilos y autores, visitas a exposiciones y materias prácticas diversas, todas ellas destinadas a desarrollar la libre creatividad de los alumnos:

Pintad, esculpid, modelad, dibujad, grabad y construid Arte. El Arte que creáis y sintáis cualquiera que sea vuestra inclinación, tendencia o modo de ejecutarlo. Expresad vuestro propio mundo interno con libertad interpretativa, no como una máquina que copia, porque [en ese caso] renunciaréis a vuestra personalidad.

Con fecha 20 de agosto de 1973 el profesor Álvarez Villar le remitió desde Pontevedra xerocopia del texto original escrito a máquina que hasta seis años después no saldría publicado en su obra Extremadura, editada finalmente por Noguer y la Fundación Juan March, en el que acerca de su papel en el contexto artístico regional de mediados del siglo xx el por entonces catedrático de Historia del Arte de la Universidad de Salamanca afirmaba que «es pionero […] en el abandono de la corriente costumbrista e introdu[ce] la técnica de la escultopintura, pues también es escultor».
En relación con los componentes empleados en la ejecución de la obra plástica subrayó:

Maneja distintas materias [como] carbonilla, telas, maderas e incluso objetos o fragmentos mecánicos inservibles.

No llegó a materializarse en cambio la idea de la Asociación de Amigos de la Universidad de publicar una obra que se titularía Álbum cultural de Extremadura con el fin de dar a conocer «los valores humanos, culturales, artísticos y científicos con que cuenta la región», conforme consta en carta fechada en Badajoz el 18 de septiembre de 1973 en la que el secretario de la entidad José M.ª Montes Caraballo le rogaba al pintor que «como usted ha de figurar en sus páginas, tenga la amabilidad de cumplimentar la hoja impresa que le remitimos con los datos que se solicitan, así como que describa de la forma más amplia posible su biografía […]: cuadros, óleos, retratos, bodegones, dibujos, etc. que hayan salido de sus pinceles».
Profesor de Modelado y Vaciado

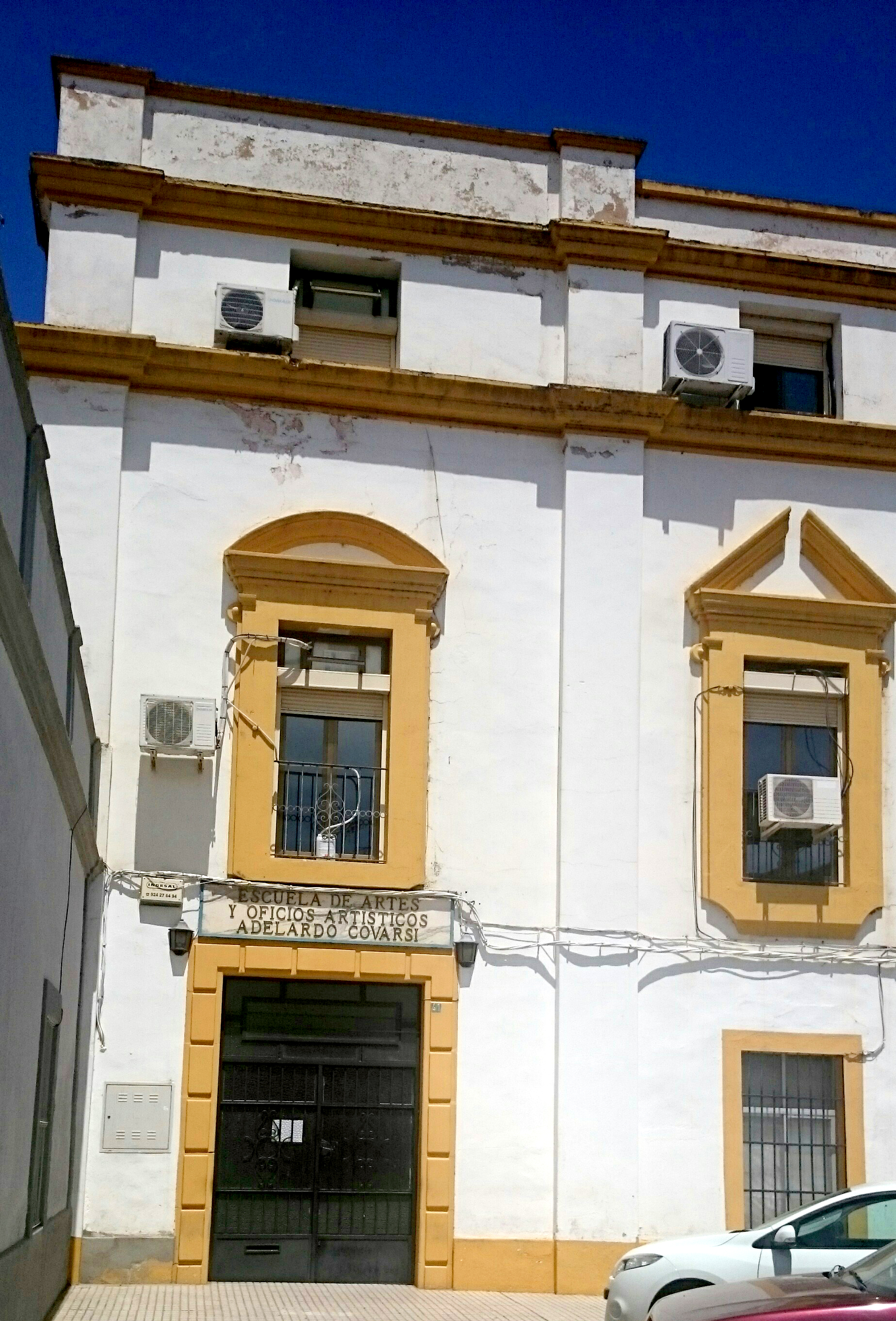
Badajoz. Vista parcial de la fachada de la Escuela de Artes y Oficios Artísticos Adelardo Covarsí en la que Guillermo Silveira fue profesor de Modelado y Vaciado desde 1974 hasta su fallecimiento en 1987.

Como profesor titular de Modelado y Vaciado se incorporó en febrero de 1974 al claustro de la Escuela de Artes y Oficios Artísticos Adelardo Covarsí de Badajoz, ubicada en la sede de la antigua cárcel que Manuel Godoy hizo construir en la ciudad, en sustitución del escultor y docente zamorano Isauro Luengo Barbero fallecido a finales del año anterior, y que pasaba en aquellos entonces por graves estrecheces económicas, lo que llevó incluso a algunos profesores a ingresar determinadas cantidades «con el fin de sufragar deudas y compra de materiales».
Con respecto al personal docente por las actas conservadas en el archivo del propio centro se sabe, por ejemplo, que a finales de agosto de 1972 estaba constituido por José María Collado Sánchez (profesor de Dibujo Artístico), el ya citado Isauro Luengo Barbero (Modelado y Vaciado), Manuel Fernández Mejías (Colorido), Ildefonso Sánchez Redondo (Formación Cultural y director), Manuel Elías Borrego (maestro de taller de Carpintería y Ebanistería), Manuel Alonso Regalado (Cerrajería Artística) y Josefina Blanco Agudo (Corte, Confección, Bordados y Encajes), todos ellos con un sueldo base de 3000 pesetas mensuales.
En cuanto a las características artísticas del momento cabe hablar de una etapa en que la plástica extremeña pugnaba por incorporarse a las corrientes estéticas de su tiempo, tratando de imbuir a los alumnos la exigencia de un lenguaje personal acorde con las tendencias modernas, como se desprende de estas notas escritas por el propio Silveira para su discurso de recepción en el centro:

No pretendo que la Escuela de Bellas Artes Adelardo Covarsí se equipare hoy y ya a las de Santa Isabel de Hungría, San Fernando, San Jorge, etc.

No pretendo romper moldes ni aislar academicismos ni disciplinas tradicionales que son la base en la que se apoyan las estructuras del Arte actual y su problemática…
[Pero] de ninguna manera podemos seguir ejecutando constantemente modelados de escuela y continuar —una vez aprendidos los conceptos básicos— con la escultura tradicional por muy bellos y estéticos que sean…

No podemos ver el Arte —complejo e ilimitado— por el estrecho agujerito de lo regional y tener miedo de avanzar. […] Marginar el Arte estático y contemplativo que no dice nada, el amaneramiento y los costumbrismos que constriñen los caminos del Arte.

Por aquellas mismas fechas intervino en la V Bienal de Pintura Extremeña celebrada del 26 de febrero al 14 de marzo en la Casa de la Cultura de la capital, en la que junto a un centenar de piezas con opción a premio se presentaron fuera de concurso dos obras por autor de Bonifacio Lázaro (La pareja eterna y Cinco consideraciones sobre las llagas de San Francisco), Julián Pérez Muñoz (Figura echada y Bodegón) y el propio Silveira (En una esquina cualquiera y Fidelidad), quien además figuró como miembro del jurado.
A raíz del inicio del curso siguiente se conocen los contenidos de varios borradores del Informe general presentado «para su examen y estudio» al director de la Escuela Adelardo Covarsí y político local Ildefonso Sánchez Redondo en el que hizo especial hincapié en «la abulia y desinterés de la mayoría de los alumnos» efectos de un cúmulo de carencias, tanto como en la puesta en práctica de nuevos métodos de enseñanza que «le den prestigio a Extremadura y a la escuela»:

Material pedagógico anticuado, deteriorado e insuficiente, instalaciones pobres y espacios reducidos, mala iluminación, tiempo dedicado a la enseñanza corto, falta de medios materiales, de propaganda y promoción y carácter provincial de la escuela no apta pues para efectuar desde su mismo seno el ingreso en Bellas Artes.

[Pero] la escuela es y existe. Hay que aprovechar la labor realizada durante largos años y lo que tenemos. Hace falta una revisión, una renovación. La reorganización y estructuración de los sistemas y la lucha para que el alumnado acuda con sumo interés, trabaje y aprenda exigen el mayor esfuerzo para el resurgimiento de esta y que los valores artísticos salgan de ella y no se pierdan.

Fuente: Informe general presentado con motivo del comienzo del curso 1974-5 en la Escuela de Artes y Oficios Adelardo Covarsí de Badajoz. Archivo digital Guillermo Silveira [sin clasificar].

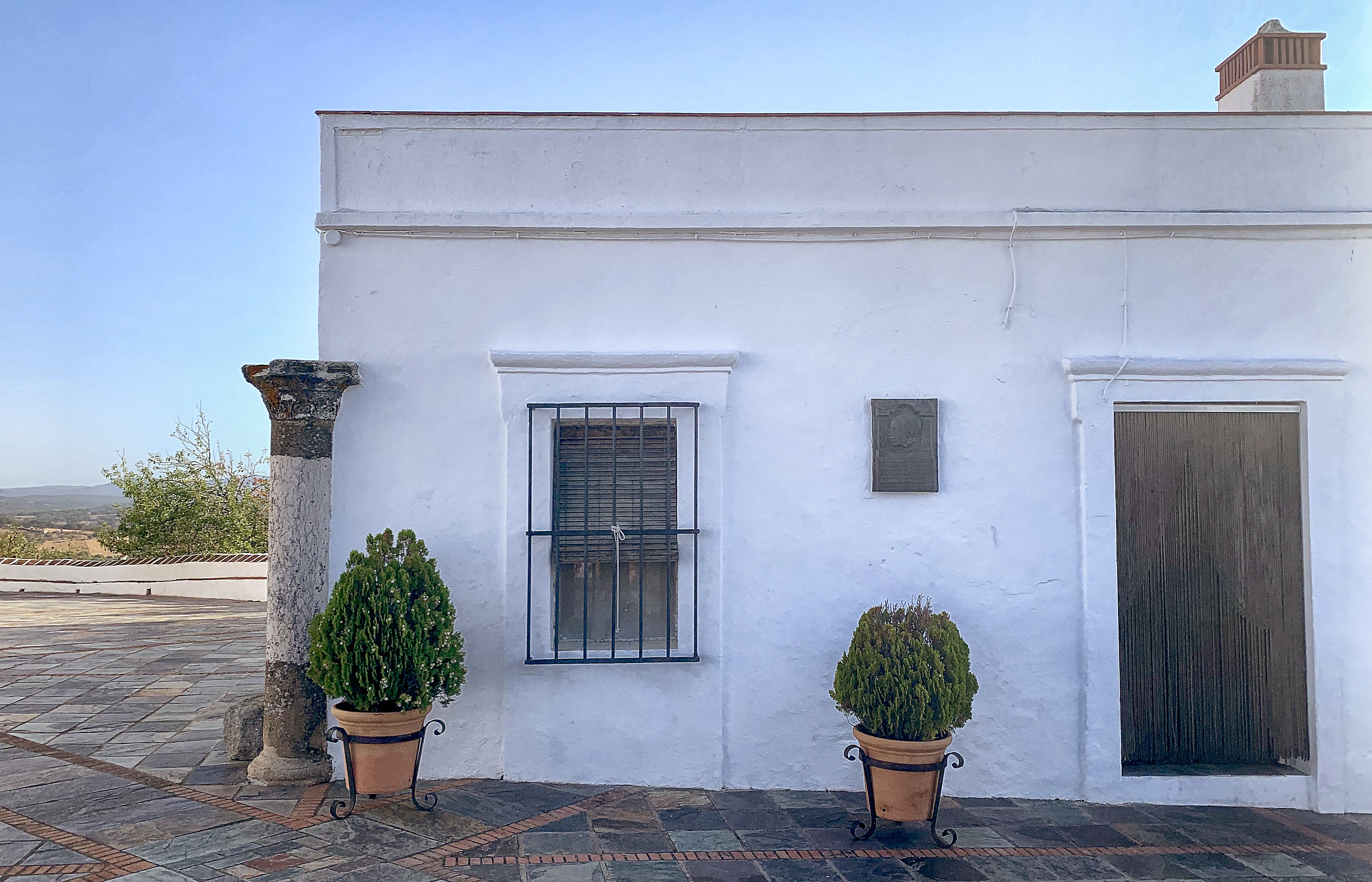
Oliva de la Frontera, Badajoz. Vista parcial de la vivienda en la que nació el pintor Timoteo Pérez Rubio conocida a nivel popular como "casa del ermitaño".

El 24 de noviembre de 1974 participó en el homenaje organizado en su pueblo natal (Oliva de la Frontera) al pintor Timoteo Pérez Rubio, quien desde octubre se encontraba de regreso en Madrid después de treinta y cinco años de exilio, al que asistieron distintos representantes del mundo artístico y cultural de la región en aquella época como Enrique Pérez Comendador y su esposa la pintora francesa Madeleine Leroux, Francisco Pedraja, José María Collado, Francisco Lebrato o Julio Cienfuegos entre otros. Según consta en la tarjeta de invitación a los actos publicada al efecto a las 12:00 horas se ofició una misa en el santuario de Nuestra Señora de Gracia tras la que se procedió al descubrimiento de una placa conmemorativa de su lugar de nacimiento modelada por el grabador local Ildefonso Díaz y Díaz y la celebración de una comida en la biblioteca pública municipal.
En coincidencia con la visita a Badajoz del ministro de Educación y Ciencia Cruz Martínez Esteruelas en febrero de 1975 se celebró en la sede de la Plaza de Minayo de la Casa de la Cultura de la capital la exposición conmemorativa del centenario de la Escuela de Artes y Oficios Adelardo Covarsí (promovida por el pintor y entonces teniente de alcalde y diputado provincial Pedraja Muñoz) a la que se presentaron obras de profesores y alumnos que pasaron por la misma durante sus cien años de existencia como Felipe Checa, el propio Covarsí, Barjola, Pérez Rubio, Isauro Luengo, Gabino Amaya, Antonio Juez, Eduardo Acosta o los respectivos titulares de Dibujo Artístico y Modelado y Vaciado en aquel momento José María Collado y Guillermo Silveira.
A lo largo de los meses siguientes concurrió a las cuatro convocatorias nacionales inauguradas en Sevilla (marzo [LXXX Exposición de Primavera] y mayo), Zamora y Guadalajara (ambas en octubre), en la segunda de las cuales consiguió la Medalla de Oro del II Salón Municipal de Pintura y Escultura por En una esquina cualquiera. Presidió el certamen José Camón Aznar, quien a raíz de una breve visita a Badajoz en marzo del año anterior ya le había manifestado por carta su admiración por sus obras «como testimonio de una gran técnica y de una originalidad de visión moderna y poética». En el momento de la entrega del premio, llevada a efecto el 20 de mayo en el Pabellón Mudéjar de la ciudad andaluza, el historiador y crítico de arte dijo que «Silveira es un expresionista pleno de valores humanos muy hondos», a lo que agregó que se trataba «ya [de] un pintor nacional muy galardonado».
A finales de noviembre la Diputación Provincial le encargó «la realización de un retrato al óleo del rey Juan Carlos I para su colocación en el salón de sesiones», una obra «que parece que valdrá 150 000 pesetas, aunque todavía no se sepa lo que pagará la Diputación o la cantidad definitiva que cobrará el artista», lo que desató la polémica por parte de cierto núcleo de pintores locales que consideraban que la adjudicación de tal tipo de pinturas había de llevarse a cabo por concurso público. El cuadro (óleo sobre lienzo, 161 x 111 cm), que nunca llegó a exponerse, se conserva desde el primer momento en el almacén del Museo Provincial de Bellas Artes. En su lugar se colgó una nueva efigie del monarca confiada esta vez a la pintora María Teresa Romero. El Ayuntamiento optó por una pieza del santeño Ramón Fernández Moreno, considerado a todos los niveles como «el retratista más experimentado que tenemos hoy en Badajoz».
En marzo de 1976 formó parte del jurado calificador de la VI Bienal de Pintura Extremeña, compuesto por el subdirector del Museo del Prado Joaquín de la Puente (presidente), Antonio Zoido, el poeta Jesús Delgado Valhondo, el profesor Carmelo Solís «y otras personalidades de la región», instalada en los salones de la Sociedad Círculo Emeritense, y cuyo Primer Premio fue otorgado por unanimidad a la pintora sevillana Pepi Sánchez.
También en marzo contribuyó con una de sus obras a la celebración de la exposición-subasta de artistas extremeños proyectada por los alumnos de quinto curso de Ciencias Químicas de la Universidad de Extremadura con la colaboración de la Delegación de Sindicatos y la Diputación Provincial, organizada en la sede de la Casa de la Cultura de la Plaza de Minayo de Badajoz, en la que entraron en puja un total de cincuenta y tres piezas de otros tantos autores locales como el propio Silveira, Francisco Pedraja, José María Collado, Leopoldo Gragera, Fernández Moreno, Alberto Rotili, una escultura de Martínez Giraldo, las pintoras Alba López, Blanca Durán o Pepi Peral, etcétera.

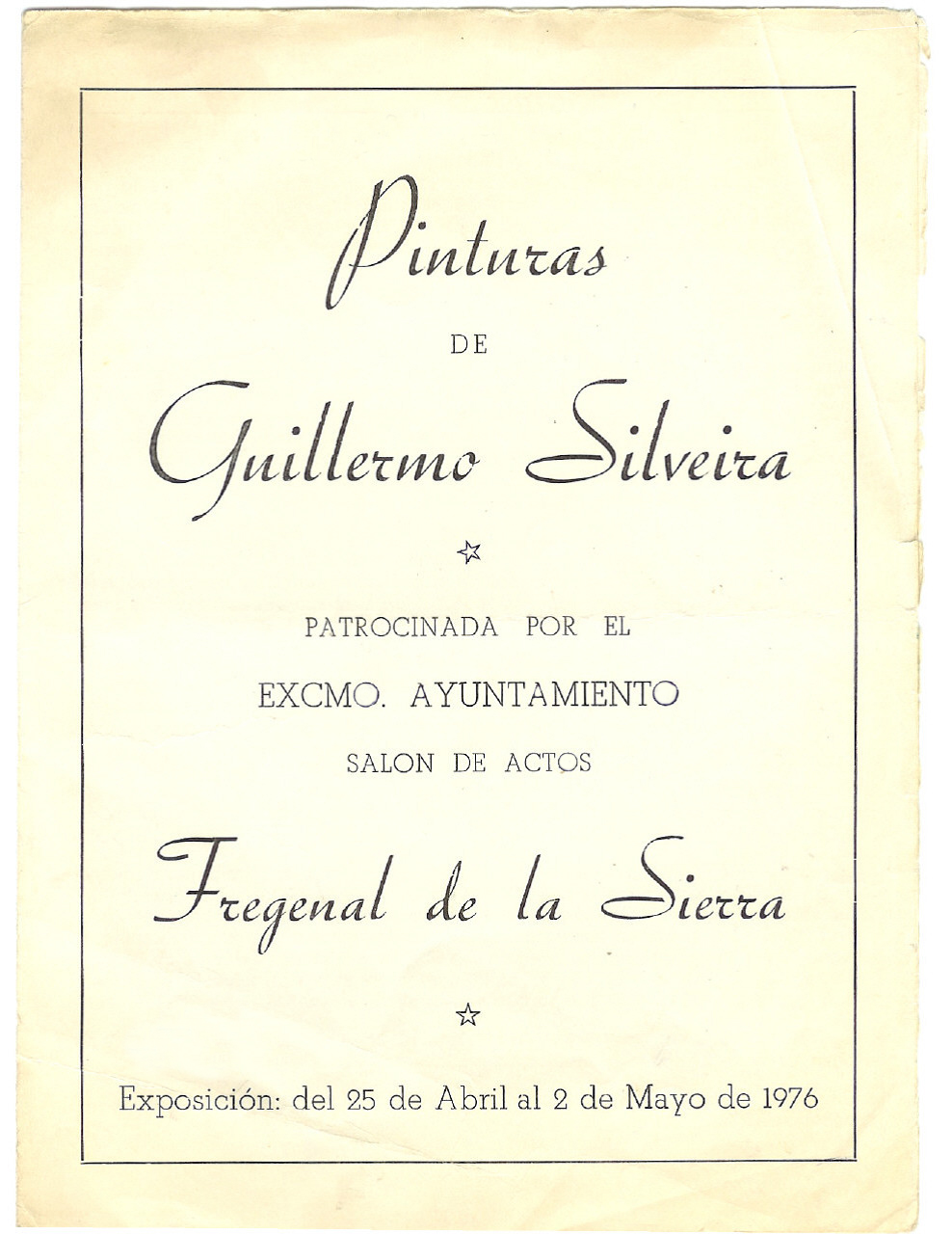
Folleto de mano de la exposición "Pinturas de Guillermo Silveira". Salón de plenos del ayuntamiento de Fregenal de la Sierra, 25 de abril-2 de mayo de 1976. Imp. Ángel Verde.

Del 25 de abril al 2 de mayo del año en curso —en el espacio de las fiestas patronales de la localidad— expuso en el salón de plenos del ayuntamiento de Fregenal de la Sierra, donde como ya se ha destacado había residido entre 1934 y agosto de 1936. Se presentaron veintiuna obras, la mayoría vistas de antemano, que no fueron en general del agrado del público visitante.
En el texto de presentación aparecido en el correspondiente folleto de mano de la muestra el crítico de arte del diario Hoy Antonio Zoido destacó en este sentido lo que sigue:

Silveira, por la gestación de su inspiración, por el impulso neto y fervoroso de interna fuerza que hace subir en gradación emocional, casi volcánica, su libre inspiración y desmelenarse de prejuicios y condicionamientos, por la calidad autodidáctica y el individualismo personal y esforzado de su aliento inicial, rompe moldes […], al irrumpir —con la bronquedad de lo auténtico— en la pintura regional extremeña. Tuvo esta irrupción algo de piedra ardiente que pone al lago en conmoción de ondas y lo remueve con brillos desusados.

[…]

La otra versión silveriana [sic], la de una diestra y avezada esculto-pintura, reitera un mundo […] de máquinas abandonadas, suburbios, estaciones, caminos o muelles, testimonios y signos de un tiempo palpitante que le sirven para ejecutar estudios de formas contenidas, cuyas texturas le obedecen con igual fidelidad en este campo que en sus sinceraciones figurativas e icónicas.

El artista por su parte donó una panorámica del santuario de la Virgen de los Remedios (Impresión. Pintura acrílica sobre aglomerado de madera, 69 x 88 cm) con la idea de que fuese subastada en el trascurso de las tradicionales «rifas de tableros» que cada año se celebran en la población por esos días, que quedó en propiedad de dicho Ayuntamiento, quien ya contaba por entonces con la obra titulada Paisaje (canal de riego), expuesta en Copenhague, Dinamarca, en diciembre de 1968. Tras permanecer colgada durante más de dos décadas en la sede principal de la Plaza de la Constitución n.º 1, fue trasladada al Centro Municipal Nertóbriga dependiente del citado organismo.
En septiembre del mismo año se llevó a cabo en Bilbao la Exposición de Pintores Contemporáneos de la Baja Extremadura organizada en la sala de la Caja de Ahorros Provincial de Vizcaya con fondos procedentes del Museo de Badajoz y en la que por parte de Silveira figuró la antes citada En una esquina cualquiera ya presentada en la Nacional de Arte Contemporáneo de 1972, la V Bienal Extremeña de Pintura celebrada en 1974 (fuera de concurso), la III Bienal de Pintura Ciudad de Zamora (1975) y la muestra individual organizada por el Ayuntamiento de Fregenal de la Sierra del 25 de abril al 2 de mayo del año siguiente.
A finales de 1977 participó con Calle del Sol (1972. Pintura al óleo, 65 x 81 cm. Tasada en caso de venta en 30 000 pesetas) y Paso a nivel en la XXVI Exposición de Otoño organizada por la Real Academia de Bellas Artes Santa Isabel de Hungría de Sevilla y III Premio Nacional de Pintura Francisco Gil, al que concurrieron sesenta y cinco obras de las cuales solo veintiuna fueron exhibidas en el Gran Hotel de Salamanca, con el óleo sobre tela de saco Pan humilde.

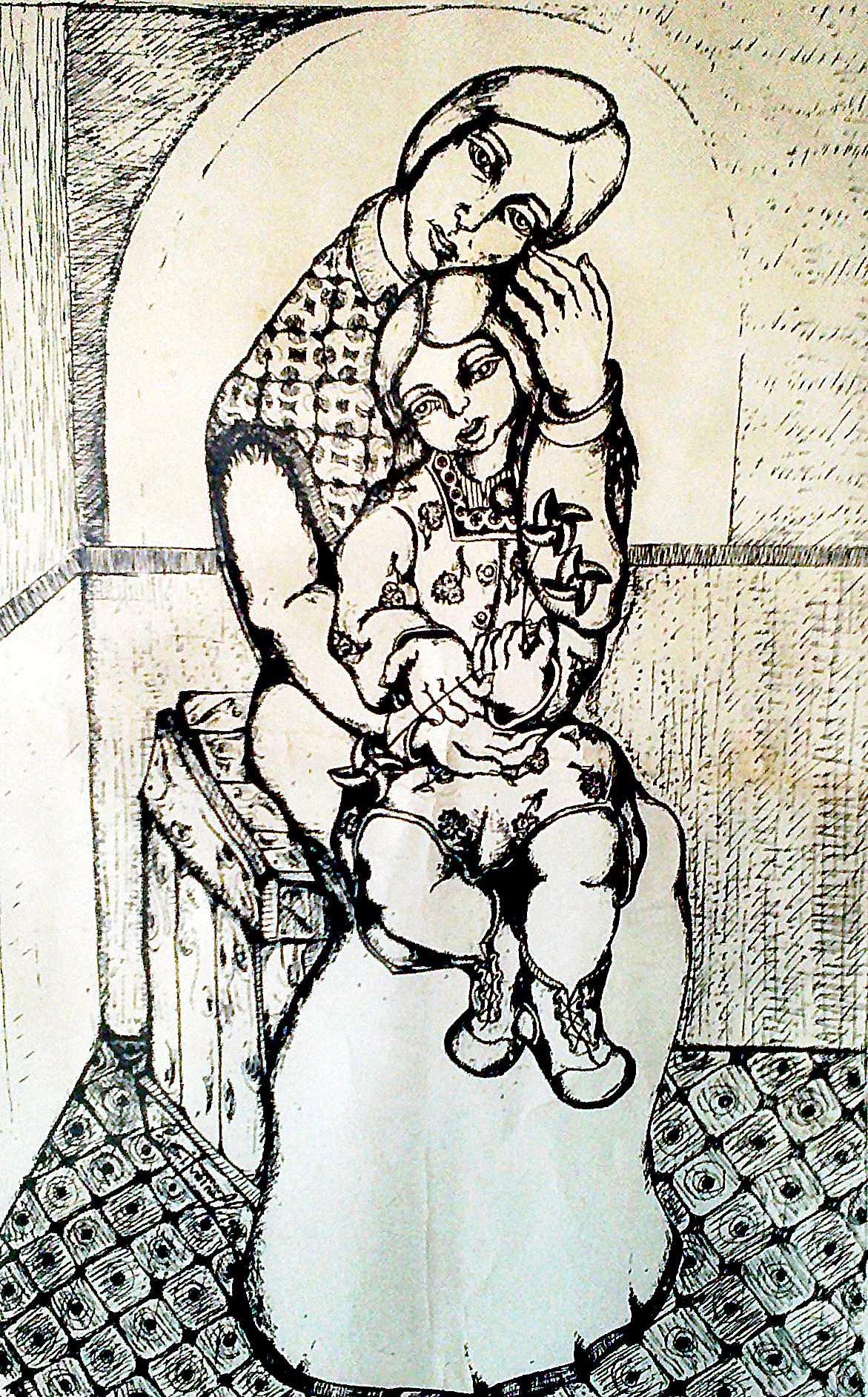
Virgen y Niño con revolanderas, firmada y fechada en "1978". Dibujo litografiado, 45 x 29 cm. Col. particular, Badajoz.

En agosto de 1978 declaraba en la revista Seis y Siete al periodista Marciano Rivero Breña:

Un mundo supercivilizado
—Es curioso; esto mismo me decía no hace mucho Juan José Narbón.

Yo creo que cualquier persona con un mínimo de sentido común puede apercibirse de esto. Este mundo tan civilizado nos está engullendo a todos. El pájaro como expresión de la libertad, la estrella como muestra del espíritu del hombre y la flor como mejor exponente de la naturaleza son tres símbolos a los que, a poco que nos descuidemos, habrá que hacerles una especie de réquiem. Sin darnos quizá cuenta de ello, cada vez están más lejos de nosotros. Y lo triste, lo lamentable, lo que conduce a la alarma de algunos es que el hombre, imbuido por sus prisas y demás, no hace nada por recuperarlos.

Del 21 al 29 del mes siguiente su obra Campesina (1977. Tinta y lápiz de color sobre papel, 60 × 45 cm) formó parte de la muestra colectiva organizada en El Cairo por la Institución Cultural Pedro de Valencia de la Diputación Provincial de Badajoz, inaugurada por los ministros egipcios de Cultura e Información y Juventud y Deporte y el embajador de España en el país José Luis Flores-Estrada y Ayala como gesto de reciprocidad por la Semana Egipcia celebrada en la capital pacense en mayo del mismo año.
También por entonces «trabaja con intensidad y proyecta, seguramente para el otoño, una exposición para el público paisano, mientras que prepara a la par otra, de obra de mayor alcance y factura, que sueña con mostrar ante el público madrileño». Sin embargo, ninguna de las dos muestras previstas llegaron a celebrarse.
Concluyó este segundo periodo con su asistencia en diciembre de 1979 a la primera edición del Premio Cáceres de Pintura, que según el presidente del jurado Xavier de Salas había reunido «una nómina incompleta de la pintura española contemporánea» y cuyo ganador fue el pintor catalán afincado en París Xavier Valls por un bodegón titulado Naturaleza muerta. Los doce participantes extremeños una vez efectuada la correspondiente selección fueron Guillermo Silveira, José María Villalón, Jaime de Jaraíz, Ana María Hernando, Ángel González Muriel, Eva María Renner, Juan Narciso Domínguez, Pedro Mora Piris, Antonio Gallego Cañamero, María Luz Antequera, Enrique Jiménez Carrero y la pintora francesa muy vinculada al arte regional Madeleine Leroux.
De los temas más representativos de la década, «enmarcada en un expresionismo figurativo o neofigurativo [y el empleo de un conjunto de] procedimientos artísticos indistintos», se conservan una serie de piezas en las que abordó la imagen recurrente de la Virgen con el Niño desprovistos casi por completo de elementos de índole sobrenatural (adscribible a la iconografía mariana de la segunda mitad del siglo xx) donde se aprecian claramente las «características cabezas inclinadas» de las Vírgenes/madres, sentadas salvo escasas excepciones sobre una simple caja de madera, de las que se documentan la Virgen y Niño de 1971 (óleo sobre lienzo, 125 x 83 cm) expuesta en Badajoz en 1984 y 2009, además de varias versiones muy similares entre ellas de la Maternidad o Virgen y Niño con revolanderas realizadas entre 1977 y 1979.

### Últimos trabajos y fallecimiento (c. 1980-1987)

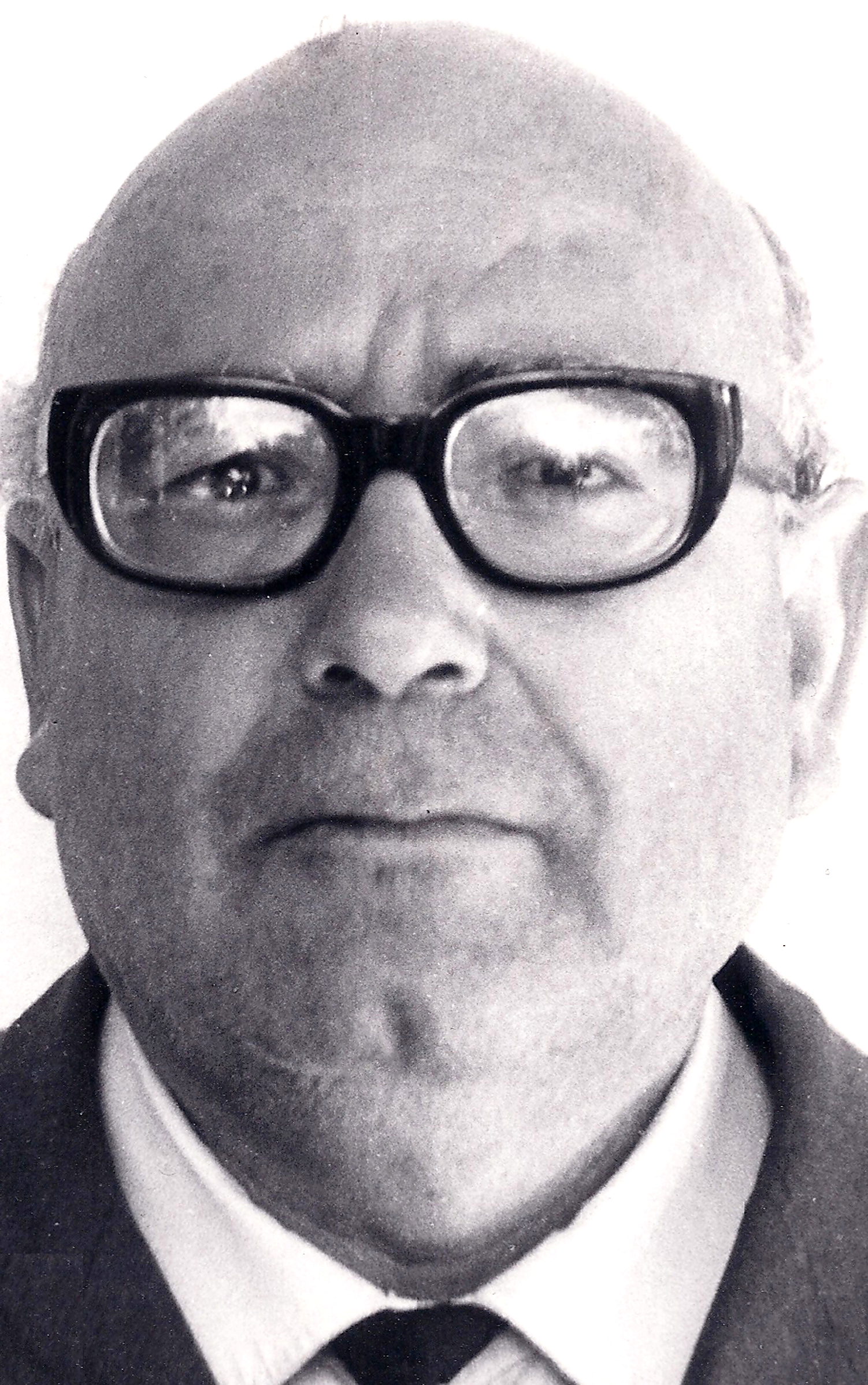
Fotografía del artista tomada en los años 1980.

Se produjo en estos años un descenso considerable del número de cuadros terminados debido en buena parte a una mayor lentitud en la realización de la obra artística (una pintura «cuyas dimensiones exced[ía]n casi siempre del metro, al menos en uno de sus lados», podía emplearle como poco de tres o cuatro meses), unida a la proyección de una serie de murales y trabajos escultóricos junto a un progresivo deterioro de su estado de salud, lo que lo llevó a participar en un número menor de eventos colectivos que en etapas anteriores, así como al práctico final de las exposiciones individuales (de las treinta y nueve piezas presentadas en la galería del Banco de Bilbao de Badajoz a principios de diciembre de 1984, solo seis habían sido realizadas a comienzos de la década de los ochenta) a falta de suficiente obra nueva.
También desde finales de la década anterior hasta la temporada 1985-1986 asumió las funciones de asesor artístico o director de la sala de exposiciones del Banco de Bilbao de Badajoz (o SALA L) ubicada en la calle Obispo San Juan de Ribera n.º 15, en la que mostraron sus obras entre otros Manuel Santiago Morato, Ramón Fernández Moreno y el alfarero y ceramista Rafael Ortega (1979), Alberto Rotili, Antonio Vaquero Poblador (5-15 mar. 1985), Enrique Sáenz Sancha, conocido artísticamente como Vincent d'Aix (7-21 jun. 1985), F. R. Sánchez (27 nov.-4 dic. 1985), Javier Manglano Alonso (6- dic. 1985) o las pintoras Mercedes Chávarri y María Teresa Romero (1981), Eva Callejo (1983) y Ángela Merayo (4-13 oct. 1985).
Del 10 al 25 de marzo de 1980 tomó parte en la Exposición Antológica de Artistas Extremeños organizada por la Diputación Provincial con ocasión del traslado de la Casa de la Cultura de la Plaza de Minayo a la Avda. General Rodrigo n.º 2, considerada por el profesor Del Moral Martínez como «una muestra en exceso amplia y ecléctica por la mezcla de generaciones, tendencias y niveles profesionales».
En abril de 1982 y de junio a septiembre del año siguiente figuró en dos nuevas muestras colectivas convocadas respectivamente por el Instituto de Bachillerato Fernando Robina de Llerena y el Museo Provincial (esta segunda de carácter itinerante) en la que junto a las de dieciocho artistas extremeños del momento como Eva Callejo, Antonio Galván, Leopoldo Gragera, Vaquero Poblador o Francisco Pedraja se expusieron obras del italiano afincado en Badajoz Alberto Rotili y el aragonés Manuel Viola.

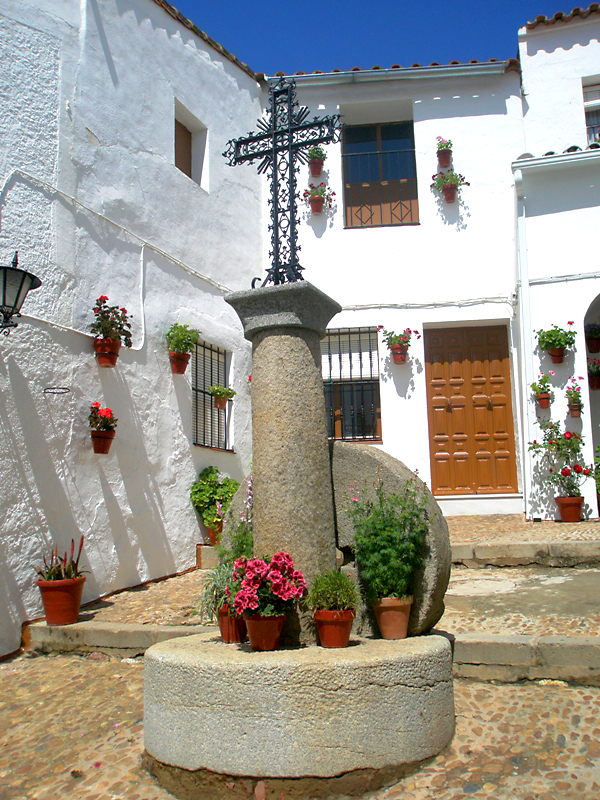
Vista general del monumento a la Santa Cruz erigido en la localidad de Feria, Badajoz, en 1980. Se reutilizaron para ello dos antiguas muelas de otros tantos molinos de aceite (como base de sustentación) y harina (perpendicular a la primera) junto a las cuales se levantó una columna procedente de la ermita de San Miguel de la Contienda, situada en la dehesa de los Rapados. La cruz de hierro fue realizada en Badajoz por el maestro forjador y titular del taller de Cerrajería Artística de la Escuela de Artes y Oficios Adelardo Covarsí Manuel Alonso Regalado.

En cuanto a los primeros se conocen el diseño del monumento a la Santa Cruz erigido en Feria en 1980 según las instrucciones de Silveira, la cabeza en relieve (escayola patinada, 43 x 34 cm) fundida más tarde en bronce del también pintor y profesor de Dibujo Artístico de la Escuela de Artes y Oficios Adelardo Covarsí José María Collado Sánchez (1981), a los que habrían de añadirse los estudios para la ejecución de dos murales destinados a la sede de la Caja Postal de Badajoz (nov. 1983), así como para tres conjuntos de vidrieras que decorarían la nave central (6), el presbiterio (2) y el coro (1) de la iglesia de la colonia Carlos Haya, a pocos metros de la base de Talavera la Real (may. 1985), que dejó inacabados a su muerte.
En cualquier caso la pieza que «hasta entonces le supuso el mayor esfuerzo personal tanto por su tratamiento netamente escultórico como por la cuidada aplicación de la policromía» fue el mural titulado La nave Argón (182 x 400 cm), presentado en la Escuela de Reactores de la Base Aérea de Talavera la Real el 9 de diciembre de 1981 (se expusieron además algunas otras obras del pintor que por edad pasaba en breve a la «reserva activa»). El artista —consciente de que podía ser tomado «como si fuera una fantasía de Julio Verne o un precioso cuento de Andersen»— declaró haber buscado «la permanencia indestructible de lo más elevado del ser humano. Así de sencillo, porque el Arte tiene el don de mover los mundos». Presidió el acto inaugural el coronel jefe del Sector Aéreo Gonzalo Gómez Vayo e intervinieron en el mismo el teniente, abogado y escritor Evaristo López de la Viesta, «quien estableció un parangón entre las calidades humanas de Silveira y sus cualidades artísticas», así como el miembro correspondiente de la Real Academia de Bellas Artes de San Fernando y crítico de arte Antonio Zoido, «quien tras una exposición general de las distintas tendencias pictóricas lo encuadró entre los expresionistas».
Seguidamente tomó la palabra el propio autor, que dijo entre otras cosas: 

Si el Arte, como se afirma, es universal e imperecedero, también la resbaladiza pendiente de la sociedad de consumo, la desencadenada máquina, la ambición y la materialidad han creado un mundo irreversible en el que el ser viviente, portador de ese Arte, está atrapado.

Pero en lo más hondo de su ser siente la llamada espiritual del retorno, porque aún adelantada la premonición de la noche total, aún tiene fe y le queda la esperanza.
Todo esto nos conduce a un interrogante vital: ¿Lleva camino el ser humano de convertirse en un robot viviente con solo un voluminoso cerebro, unas ruedas o mecanismos para su transporte y mandos electrónicos para sus necesidades vegetativas?

Si esto es así, ¿sería posible que el avance de la Ciencia pudiera reducir al ser humano a la condición de máquina obediente a una caja electrónica y, en definitiva, a la nada?

Pequeña historia de una pintura mural, s/f. Archivo digital Guillermo Silveira [sin clasificar].

Como ya se ha mencionado más arriba, a principios de diciembre de 1984 (3 al 9) con motivo de la Semana Cultural Militar organizada por el Gobierno Militar y el Regimiento Castilla 16 se celebró en la denominada SALA L del Banco de Bilbao de Badajoz la última exposición en solitario en vida del pintor —calificada por el propio artista de «social y humana»—, en la que se exhibieron un total de treinta y nueve piezas realizadas casi en su totalidad entre 1959 y finales de la década de los setenta:

Cumple por lo tanto la muestra su carácter antológico […] con bastante exactitud, [toda vez que] de cada una de sus interesantes etapas y escaladas personales se encuentra algún paradigma significativo en la exposición.

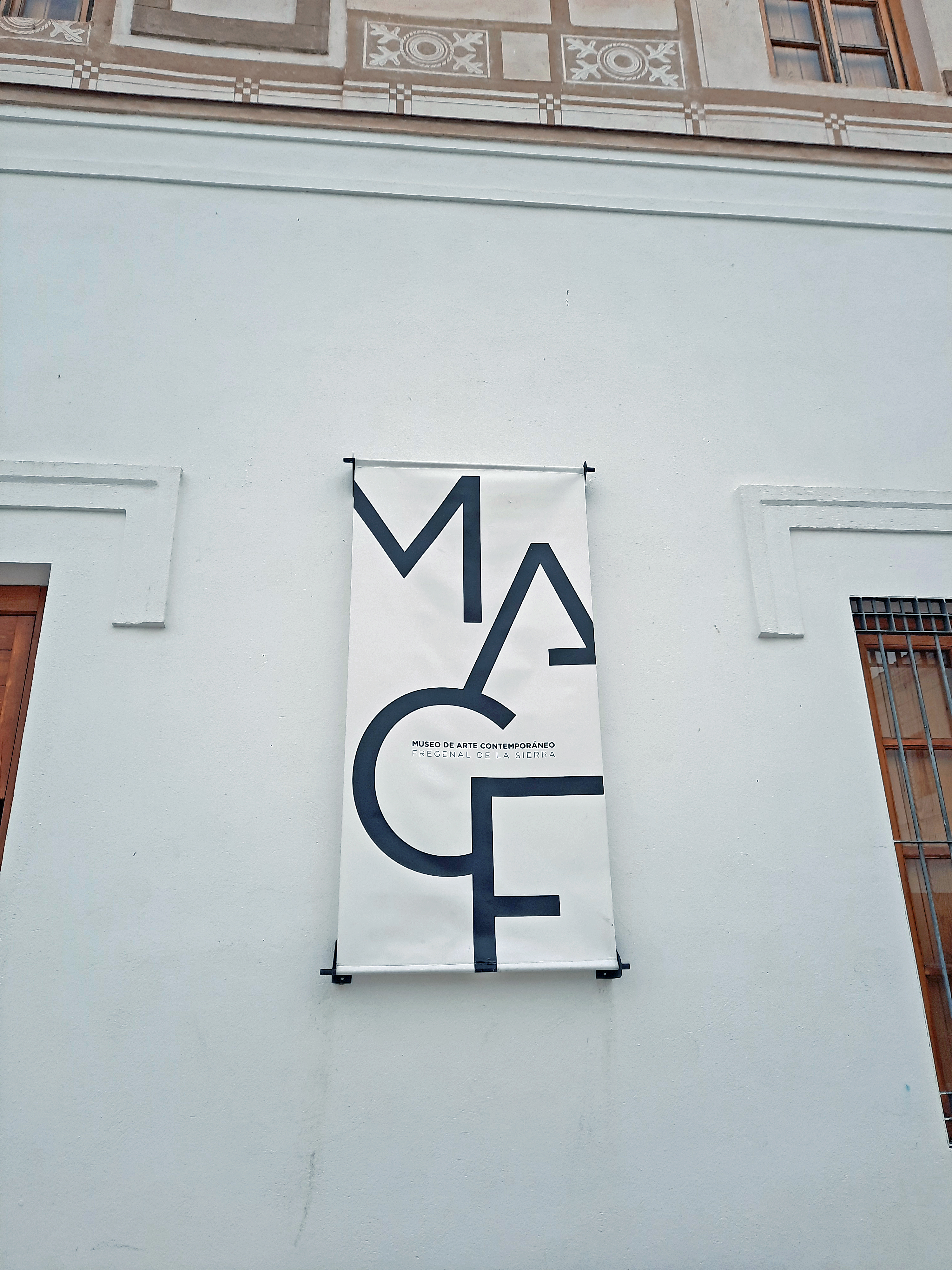
Logotipo del Museo de Arte Contemporáneo de Fregenal de la Sierra (MACF) en el que desde su inauguración oficial en marzo de 2021 se exponen al público los cuadros de Guillermo Silveira Paisaje (canal de riego) (1968) y Hombres y máquinas (Primer Premio del III Concurso de Pintura Eugenio Hermoso, diciembre de 1984).

El 22 de diciembre de 1984 obtuvo el Primer Premio (dotado con 400 000 pesetas) del III Concurso de Pintura Eugenio Hermoso por su obra Hombres y máquinas (óleo sobre tela, 160 x 89 cm), considerada en parte como una nueva versión de la Figura y carros presentada en Alicante en noviembre de 1967, convocado conjuntamente por la Diputación Provincial de Badajoz y el Ayuntamiento de Fregenal de la Sierra, clasificable dentro de una corta serie de realizaciones entendidas por el propio autor como «un intento de plasmar el mundo del trabajo», y que según la normativa del certamen pasó a engrosar los fondos del Consistorio frexnense. Tras pasar por distintas dependencias municipales se expone al público en el Museo de Arte Contemporáneo de la localidad desde su inauguración oficial el jueves 4 de marzo de 2021.
Según el correspondiente díptico informativo del certamen concurrieron treinta y tres obras de veintinueve autores entre los que figuraron Enrique Moreno Díez, Antonio Vaquero Poblador (que consiguió un accésit por Taberna), Juan Francisco García Mateo (por Luz de otoño) y María del Pilar Molinos López, que presentaron dos obras cada uno, Manuel Santiago Morato (por Érase una vez), María Ruiz Campins, Alberto Rotili Zampaloni, Miguel Ángel Bedate, Gerardo Ayala Hernández, Manuel Parralo Dorado o Antonio Galván Espárrago, que concursaron con una por artista.
La noticia fue recibida con cierto desagrado por quienes consideraban que un concurso que llevaba el nombre del pintor regionalista había de seguir criterios inspirados en «valores de siempre» a la hora de otorgar los galardones, más incluso habida cuenta de que ya los de las dos primeras ediciones habían sido concedidos en 1981 y 1983 (la de 1982 no llegó a convocarse) a otros tantos pintores de corte vanguardista como Antonio Gallego Cañamero y María Ruiz Campins respectivamente. Se conoce una nueva versión de la pieza realizada unos meses más tarde (1985. Óleo sobre lienzo, 115 x 87 cm. Col. particular, Badajoz).
Con En una esquina cualquiera y Pan humilde participó del 19 de febrero al 25 de mayo de 1985 en la muestra itinerante titulada Pintores Extremeños (Entre el Realismo y la Crítica de la Realidad) organizada por la Dirección General de Acción Cultural de la Junta de Extremadura y de la que también formaron parte obras de Hermoso, Covarsí, Pérez Jiménez, Pérez Rubio, Bonifacio Lázaro, José Carmona o Juan José Narbón. Con tal motivo se publicó un catálogo en el que el director del Museo Extremeño e Iberoamericano de Arte Contemporáneo (MEAC) Antonio Franco definió la pintura de Silveira como el reflejo de un «mundo de pobres y de tristes seres marginados».

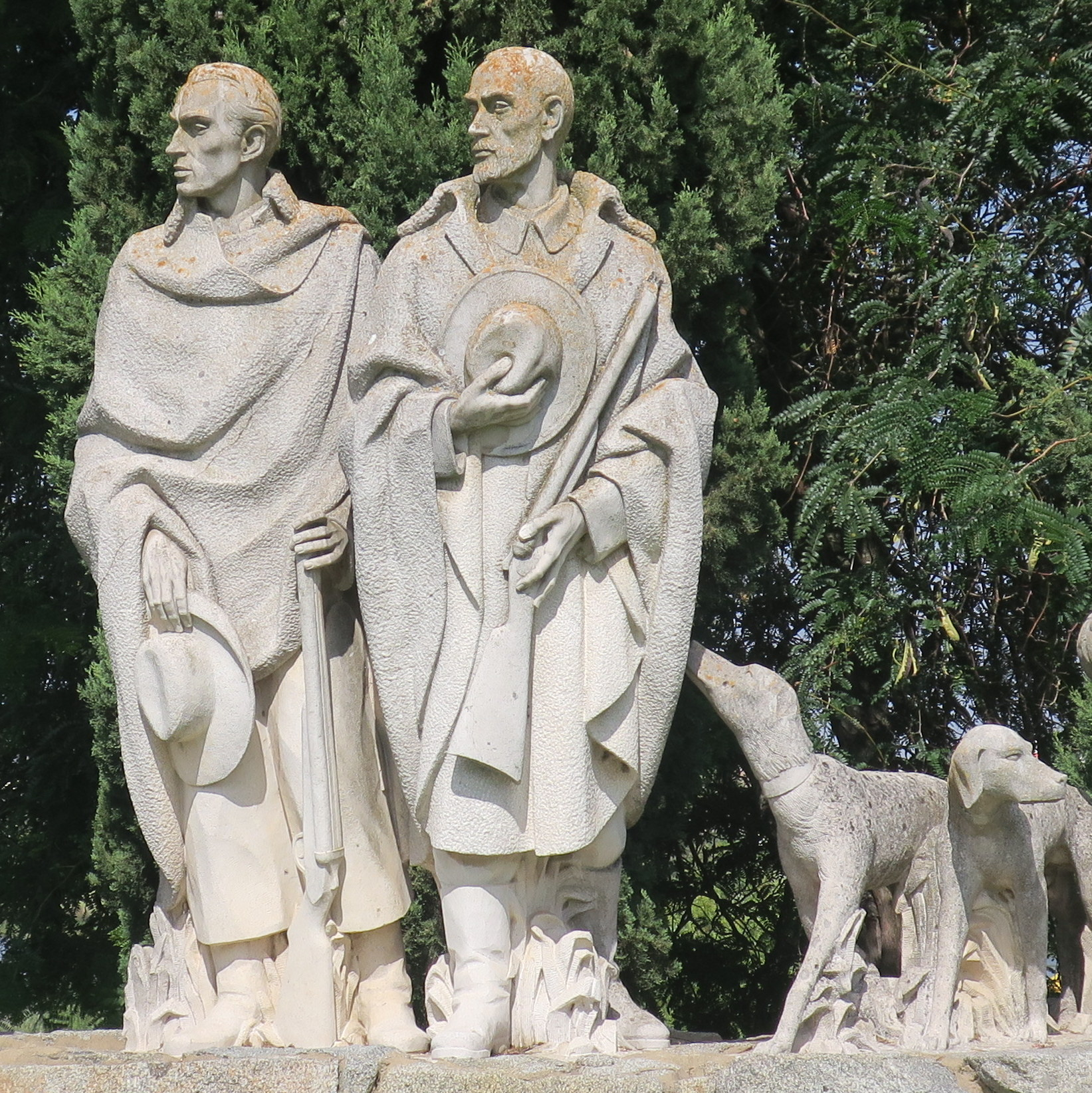
"Puente de la Universidad", Badajoz. Juan de Ávalos. Los monteros, 1967. Vista parcial del monumento inaugurado a las 12:00 horas del sábado 22 de junio de 1968 por el entonces ministro de Agricultura Adolfo Díaz-Ambrona en homenaje al pintor Adelardo Covarsí.

Durante los meses siguientes emprendió el estudio de las distintas fases del proyecto de restauración del monumento a Adelardo Covarsí (Juan de Ávalos. Los monteros, 1967) inaugurado el 22 de junio de 1968 junto al llamado «Puente de la Universidad» de Badajoz, encargada por la Comisión Municipal Permanente del Ayuntamiento con fecha 12 de febrero de 1985 en el contexto de las actividades programadas al cumplirse el 23 de marzo el primer centenario del nacimiento del pintor, presupuestada en 350 000 pesetas, y consistente en la reposición de varios elementos (el cañón de una escopeta, dos manos, una oreja) arrancados a lo largo de los años, que tampoco llegó a terminar.
Se conserva también al respecto una carta remitida por Silveira a la presidenta de la Comisión de Acción Sociocultural el 2 de marzo en la que tras darle las gracias por el reconocimiento de sus méritos artísticos le comunicaba «que con mucho gusto acepto la reparación del Monumento a Covarsí».

No obstante, si me lo permite, hagole [sic] notar que deseo plena libertad y tiempo razonable para el desarrollo de mi trabajo técnico y artístico, puesto que el monumento presenta bastantes desperfectos y es delicada su restauración.

Por otro lado el presupuesto es corto, pero siendo mi deseo colaborar con el Excmo. Ayuntamiento y esa Comisión Sociocultural en la parcela de las Bellas Artes y con el centenario del ilustre pintor, no he dudado en hacerme cargo [del trabajo] por la cantidad presupuestada.

Si me son necesarios los servicios de la Policía Municipal y Vías y Obras los solicitaré de su autoridad…

En dicho contexto el diario Hoy publicó días después la siguiente nota informativa:

Se cumple hoy 23 de marzo de 1985 el centenario del nacimiento de Adelardo Covarsí con cuyo motivo se preparan diversas actividades conmemorativas.

La Diputación Provincial, a través de su Museo de Bellas Artes, ha proyectado entre otros actos una exposición de Covarsí y Hermoso…

El Ayuntamiento de Badajoz, por su parte, ha encargado la restauración del monumento al pintor, obra de Juan de Ávalos, instalado junto al Puente de la Universidad. Este monumento presenta bastantes desperfectos. La restauración va a hacerla el escultor Guillermo Silveira.

Dentro del programa de actos convocados en Bélgica a raíz de la celebración de la llamada «Europalia 85», a principios de octubre de aquel año se inauguró en la Casa de España de Amberes una exposición de cuadros procedentes de los fondos artísticos de las diputaciones de las dos provincias extremeñas a la que el Museo de Bellas Artes de Badajoz contribuyó con la cesión de dieciocho obras de otros tantos pintores del entorno entre las que se encontraban por citar las más recientes El niño del gallo de José Amador, El vendedor de frutas de Antonio Vaquero Poblador, Paisaje extremeño de Francisco Pedraja, Sueños blancos de Eduardo Naranjo o Gitanilla de Julián Pérez Muñoz. En el caso de Silveira figuró Palomas blancas sobre tejado gris depositada en la pinacoteca provincial desde mediados de la década de los setenta.
A partir del 28 de febrero de 1986 participó con su cuadro Tierra parda en la muestra colectiva organizada con motivo de la inauguración de la Sala Acuarela de la capital, en la que también se colgaron obras de los pintores locales Leopoldo Gragera, Francisco Pedraja, Vaquero Poblador, Santiago Morato, las pintoras Pepita Casillas y María Teresa Romero, Fernández Moreno, Enrique Parra o Antonio Galván entre otros.
Del 19 de diciembre de 1986 al 11 de enero de 1987 concurrió a la VII Bienal de Pintura Provincia de León. Al igual que en el caso precedente el artista presentó la composición Tierra parda (1985. Óleo sobre lienzo, 92 x 73 cm), a la que se sumó esta vez el paisaje urbano La Ría (ant. 1964. Óleo sobre lienzo, 46 x 55 cm), que no obtuvieron ninguna recompensa.

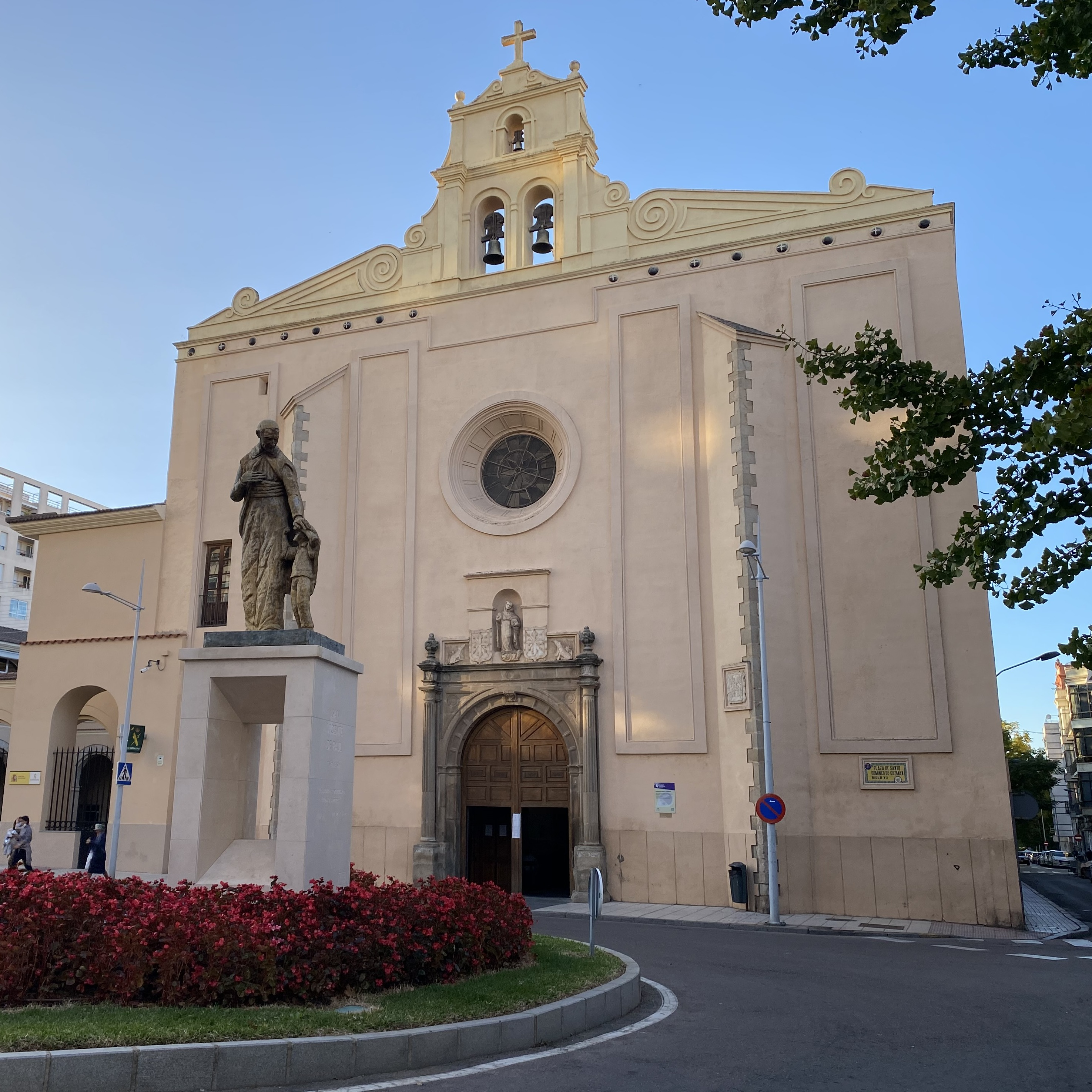
Plaza de Santo Domingo, Badajoz. Vista general de la iglesia de los padres paúles en la que a las 11:00 horas del 12 de mayo de 1987 se ofició una misa corpore insepulto, tras la cual el féretro del artista fue trasladado al "cementerio nuevo" de la capital pacense.

Después de someterse a finales del mes anterior a una intervención quirúrgica de la que se recuperaba favorablemente, falleció a las 11:00 horas del lunes 11 de mayo de 1987 en su domicilio familiar de la Avda. Cristóbal Colón n.º 7-5.º 2, en el que en ese momento se encontraba con su esposa, a consecuencia de «Parada cardiaca - Cardiopatía isquémica». Veinticuatro horas más tarde se celebró en la cercana iglesia de los padres paúles de Santo Domingo una misa corpore insepulto, tras la cual fue enterrado en un nicho del Cementerio de Nuestra Señora de la Soledad (más conocido como «cementerio nuevo») de la capital pacense.
Aquel mismo día (12 de mayo) la Comisión de Gobierno del Ayuntamiento de Badajoz adoptó entre otros el siguiente acuerdo:

SENTIMIENTO: A propuesta de la Ilma. Alcaldía, la Excma. Comisión municipal de Gobierno acuerda, por unanimidad, hacer constar en acta su profundo sentimiento por el óbito de D. Guillermo Silveira García, pintor y escultor, extremeño ilustre, en posesión de la Medalla Nacional de Arte Contemporáneo y colaborador del Excmo. Ayuntamiento en numerosas actividades municipales.

Asimismo, fue acordado trasladar estos sentimientos de pesar a la esposa y familiares del finado.
Badajoz, 20 de mayo de 1987.

El Secretario General [firma].

De igual forma la Diputación Provincial en sesión plenaria ordinaria celebrada el día 29 a propuesta de la presidencia acordó por unanimidad «dejar en acta sentimiento de pesar y condolencia por el fallecimiento» entre otros de «D. GUILLERMO SILVEIRA, profesor que fue de la Escuela Adelardo Covarsí, aceptándose la propuesta formulada in voce por el portavoz del Grupo Popular D. Jacinto Sánchez», de lo que «en cada caso se dará el oportuno traslado a los respectivos familiares para su conocimiento».
Se conoce también en tal sentido la «RELACION DE ALUMNOS CON LAS CALIFICACIONES OBTENIDAS» por los trece integrantes (mayoritariamente mujeres) de la clase de Modelado y Vaciado de la Escuela de Artes y Oficios Adelardo Covarsí firmada en Badajoz con fecha 11 de junio de 1987, es decir, exactamente un mes después de su muerte por el profesor «accidental» S[ánchez] Borayta.
Finalmente el 6 de febrero de 1988, promovido por Francisco Pedraja y Antonio Zoido, se le rindió un breve homenaje en la Real Sociedad Económica Extremeña de Amigos del País, localizada aún por aquellos años en su antigua sede de la calle Hernán Cortés n.º 1, en la que se expusieron diversos utensilios de pintura del artista (un caballete, espátulas, pinceles), así como su cuadro inacabado Dos músicos del circo (óleo sobre lienzo, 116 x 89 cm. Col. particular, Badajoz).
Junto con este cabe referirse a una larga docena de obras que en aquellos momentos formaban parte de su colección privada como un retrato a tinta de José Lanot Asensio (suegro del pintor) realizado según inscripción el «otoño [de] 1949», El puente (ant. 1960), Romántica dulzura (ant. 1962), La Ría (ant. 1964), La caseta (1968), Paisaje urbano (donada al Museo Provincial de Bellas Artes por su hija mayor en 2012), En una esquina cualquiera, Fidelidad (una y otra de 1972), Pan humilde (c. 1975), El maquinista, El violinista (ambas de 1975), Tierra parda (1985) y otras.

## Influencias, temas y estilo

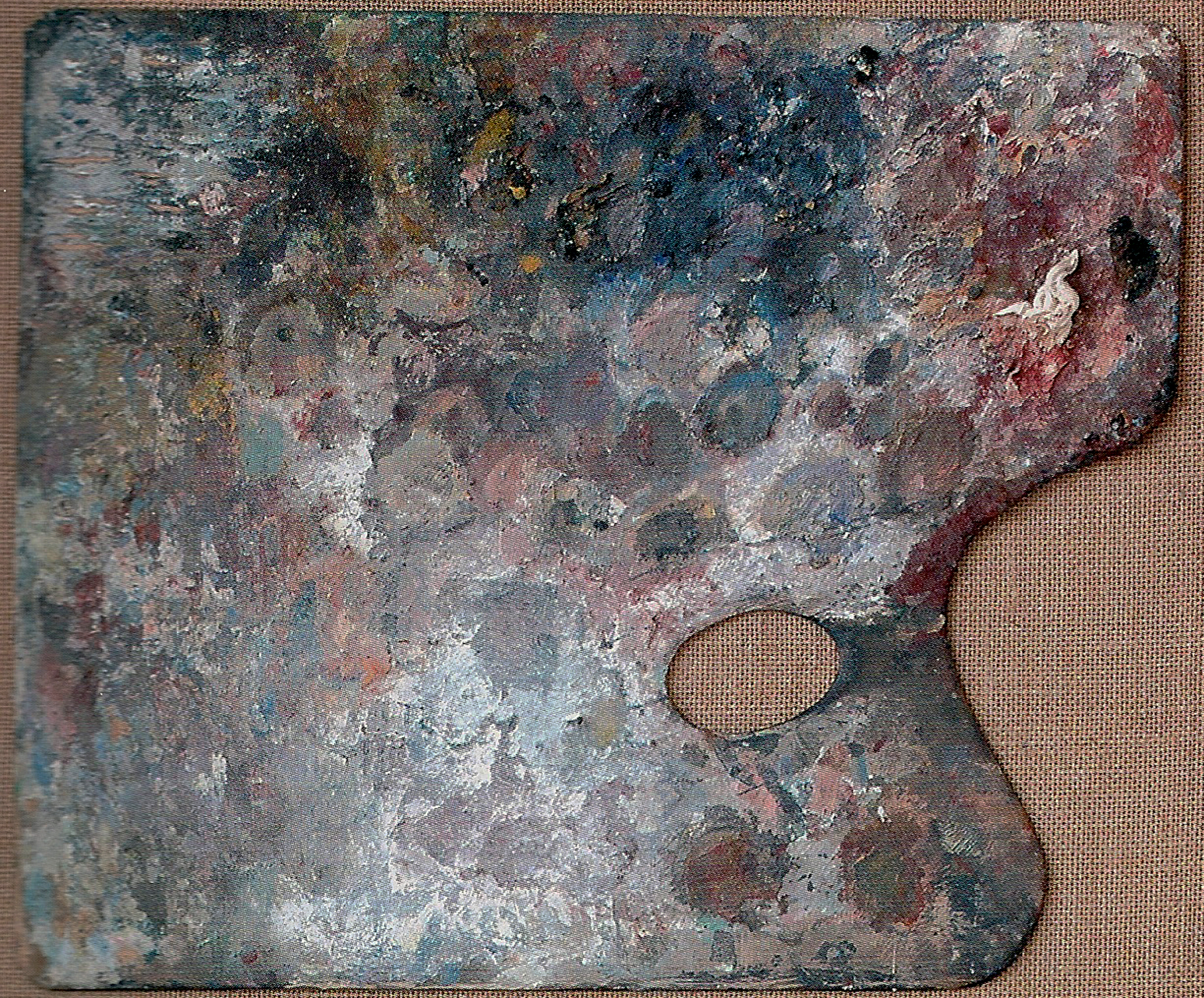
"[Utilizo] pigmentos grises no derivados del negro. Tierras, sienas y ocres se alternan con primarios y secundarios no puros, yuxtaponiéndose entre sí y procurando una complementación lo más cercana posible a la teoría del color, con tonos o gamas sui géneris. El blanco y el negro tampoco son puros. Por lo general, el primero es mezclado con otros tonos o sobre veladuras, como pátina del negro, y este con azules, tierras o rojos. Los contrastes los suelo obtener por complementación o afinidad".

Ya en el comentario dedicado a su primera exposición individual (Badajoz, diciembre de 1959) —«de contenido expresionista»—, el crítico de arte y escritor Antonio Zoido lo situó dentro del «inconformismo de la pintura francesa […] (lo que en las audacias pictóricas de nuestro marco nacional pueden representar los pasos de un Prieto, un Palencia o un Zabaleta)», entorno que Silveira —prematuro seguidor de las tendencias vanguardistas de entreguerras— tomaría desde un primer momento como algo consustancial a su obra:

[…] los grandes pintores franceses y otras figuras de distintos países, me hicieron meditar, trabajar e inclinarme por Georges Rouault, Matisse, Van Gogh, Utrillo, Cézanne o, entre los nacionales, Vázquez Díaz, Palencia, Cossío, Ortega Muñoz y otros.

Por su parte el onubense Enrique Montenegro (Punta Umbría, agosto de 1962) subrayó: 

[A] este pintor, si nos permite un consejo, le diríamos que olvidase un poco la obsesión que tiene con los impresionistas franceses. Sus cuadros rurales parece que quieren trasladarnos a 1870. Tiene una fuerte personalidad que puede anular si sigue tratando de imitarlos, aunque sea de una manera inconsciente.

Advertimos que se encuentra en periodo de evolución y que sus últimas obras son precisamente las que más nos llaman la atención y […] se apartan algo del impresionismo.

Pero «desde aquella su sonada presentación en la capital pacense en 1959», su pintura evolucionó paulatinamente (no se trata de periodos estancos) hasta alcanzar hacia mediados de los años 1970 y sobre todo 1980 un cierto «estilo propio», «sin tributos ni adjetivas subsidiaridades», «por la vía de un formalismo al tiempo monumental e ingenuo», que ya «no encajaba» con el expresionismo subjetivo ni la neofiguración de su primera etapa.
Corresponden a esta nueva fase sobre todo una serie de cuadros de caballete, de fuerte carga argumental, cuyo origen puede situarse en pequeños poemas o notas del pintor por los que discurren gente del mundo del circo, trabajadores, violinistas callejeros, antiguas fondas, distintos elementos inherentes a la ejecución de las denominadas obras públicas en especial vagonetas, máquinas para alquitranar o bidones de esta sustancia como el propiamente titulado Alquitranadoras (años 1970. Gouache sobre papel, 42 x 57 cm. Col. particular, Badajoz) o Altozano (1984) expuestos en Badajoz del 26 de marzo al 31 de mayo de 2009 (n.os 11 y 17 del catálogo), caravanas circenses (sin título, c. 1982. Gouache sobre papel, 35 x 50 cm. Col. particular, Badajoz), «tomados desde un punto de vista más sentimental que crítico», agrupables para el profesor Hernández Nieves en un compuesto de «paisajes naturales y urbanos de apretadas casitas y tejados y, sobre todo, [una amalgama de] escenas con pocas figuras, próximas al espectador, que recubren toda la composición en un claro horror vacui, con las características cabezas inclinadas y los rostros expresivos, ingenuos y tristes», en los que según él mismo «fija su atención en Georges Rouault, Marc Chagall y Permeke»:

Pienso [entonces] qué me dicen los tejados grises, las palomas, las madres, los niños, las buhardillas…; si tienen algún significado trascendente un remolino de papel, la música o la felicidad nacida de la nada. Cómo la cuerda de un violín, un carromato, unas almas tronchadas y errantes pueden significar algo sublime. Qué mensajes esconden el amor, la muerte, los ángeles, un perro, una muñeca, un cementerio…

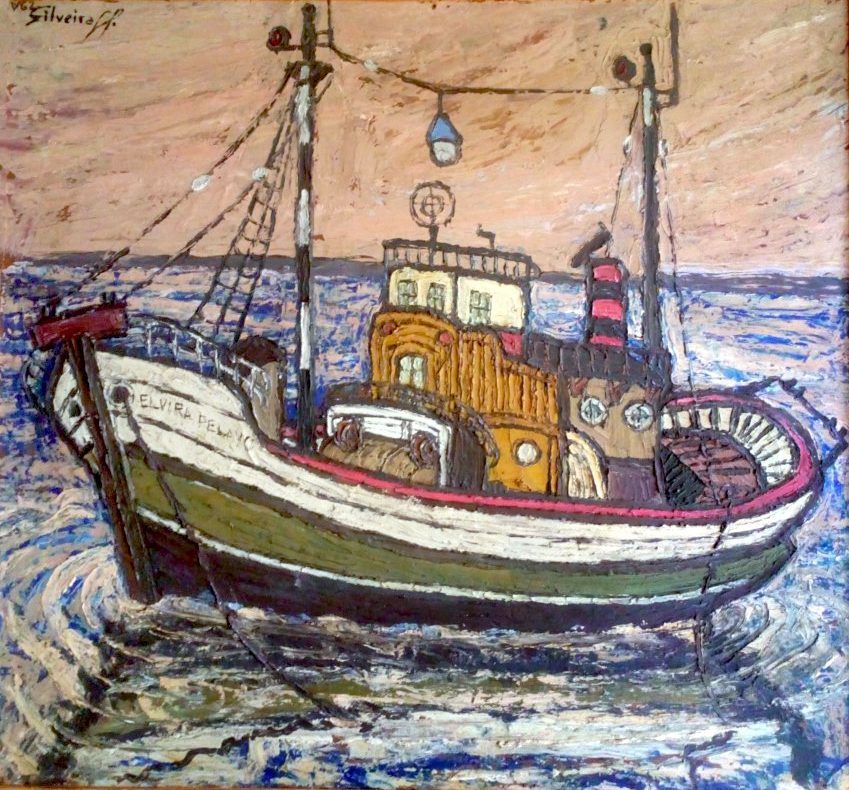
Barco Elvira Pelayo (Punta Umbría), "V[19]62". Óleo sobre tablex, 54 x 59 cm. Col. particular, Badajoz.

Junto a estos cabe hablar sobre todo en los años 1960 de un relativo interés por un conjunto de temas relacionados con el entorno marino, patente en obras como Hijos del mar (anterior a 1960. Col. particular, Talavera la Real), Barcas en el muelle, Barco Elvira Pelayo, Héroes del mar, Muelle de pescadores, Viejo solitario (anteriores a 1964), Barcos viejos (ya de 1977), cuyo inicio podría rastrearse en una serie de escritos de carácter autobiográfico en los que el artista aportó datos de su estancia como auxiliar de Meteorología en el Observatorio de Huelva (1941-1943), a raíz de la cual visitaría otras cuantas localidades costeras de la zona:

Es destinado al Observatorio de Huelva.
Primer contacto con el mar.
Dibujos y pinturas del natural de […] muelles, barcos, maquinarias y trabajadores portuarios. Conoce La Rábida.
Visitas a Rota, El Puerto de Santa María, Cádiz y Algeciras.

Se puede resaltar también en este aspecto su participación en la Exposición Nacional de Pintura sobre Temas del Mar (como parte del programa de actos convocados con motivo de la celebración de la II Semana Naval) clausurada en los salones de la Cámara de Comercio de Santander el 8 de julio de 1968, a la que concurrió con el cuadro al óleo titulado La espera y la semilla, vendible por la cantidad de 7000 pesetas, «aunque en el talón se indica que su valor [se establece] entre 7000 y 10 000», y en la que también colgaron obras los pintores badajocenses Julio Antúnez Ramos (de Olivenza), Fernando Fernández Sánchez (Mérida) y Anita Sánchez García (Zafra), a razón en estos casos de tres piezas cada uno.
Respecto al colorido y producción de las obras se descubre asimismo una cada vez más que evidente transformación desde el predominio de los tonos terrosos, grises y sienas de la primera época —del artista gestual de los primeros tiempos al laborioso «artesano» de las siguientes décadas— hasta una mayor matización cromática a base especialmente de rojos y azules dispuestos en grandes planos o masas de color delimitados mediante profundas incisiones de los últimos años. Sobresalen en este sentido La cuerda rota (1968), Palomas blancas sobre tejado gris (1970, «tal vez la síntesis más acabada de su estilo»), En una esquina cualquiera (1972), El adiós (1978), Niños olvidados (1980), las dos versiones de Hombres y máquinas (1984-1985), ejecutadas según el propio autor de la siguiente forma:

Ejecutoria y técnica de mi figuración expresionista

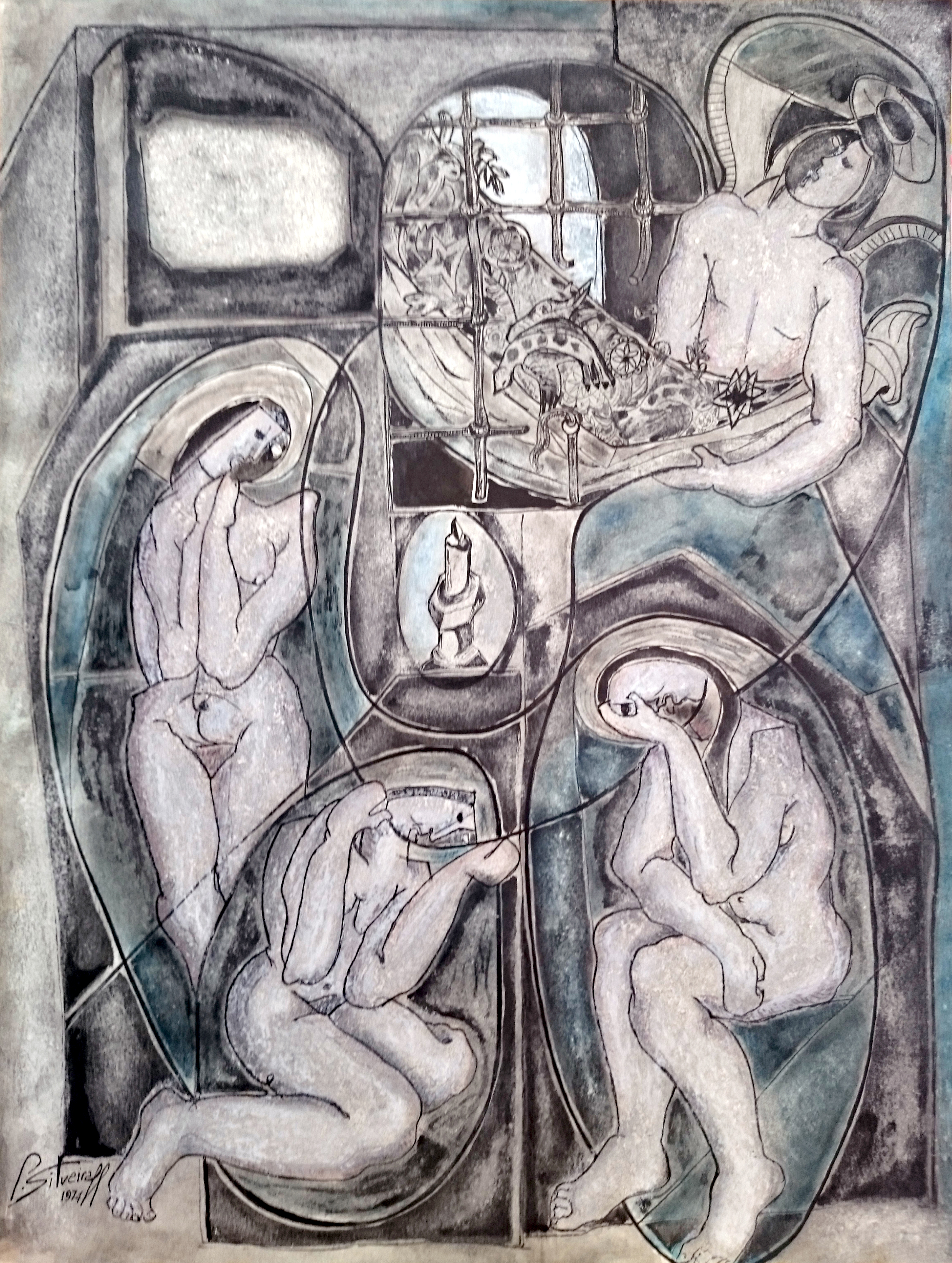
Réquiem – Flores, pájaros y estrellas nunca me digáis adiós, 1974. Grabado al aguatinta, 63 x 47 cm. Col. particular, Badajoz.

Concebida la obra y dispuesto a ejecutarla, me basta un simple boceto o esquema lineal…
[…] ubico [a los personajes] en un espacio cerrado o abierto, solos, por parejas…, del mismo o distinto sexo, niños o mayores…, ocupando casi todo el soporte.
La distorsión de las figuras se adecúa a las necesidades expresivas del tema, aunque esta no suele ser muy pronunciada, sino más bien suave.
[Utilizo] pigmentos grises no derivados del negro. Tierras, sienas y ocres se alternan con primarios y secundarios no puros, yuxtaponiéndose entre sí y procurando una complementación lo más cercana posible a la teoría del color, con tonos o gamas sui géneris. El blanco y el negro tampoco son puros. Por lo general, el primero es mezclado con otros tonos o sobre veladuras, como pátina del negro, y este con azules, tierras o rojos. Los contrastes los suelo obtener por complementación o afinidad.
Todas las obras llevan en sus masas de color esgrafiados o interpenetraciones de color; es decir, si una masa es azul, aunque no puro, lleva también intercalados tonos contiguos, complementarios, sin que por ello varíe su tónica general.
Las obras básicas son ejecutadas sobre yute, lienzo, lona… y sus dimensiones exceden casi siempre del metro, al menos en uno de sus lados. La imprimación y preparación completa del soporte siempre me gustó hacerlas personalmente.

También a veces ejecuto obras menores al aguatinta, gouaches, grabados, dibujos, etc.

Abundan entre estos últimos una extensa diversidad de paisajes naturales y urbanos pintados alrededor de las décadas de los setenta y ochenta como un par de escenas rurales realizadas probablemente en 1983 y cuyas dimensiones son de 36 x 51 y 35 x 49 cm, otros cuatro paisajes urbanos de los años 1980 expuestos en Badajoz del 26 de marzo al 31 de mayo de 2009 (n.os 19 y 22 del catálogo), Paisaje urbano (inacabado) (1987), casi todos ellos conservados en distintas colecciones privadas de la ciudad.
En el mismo orden de cosas se tienen noticias documentales de siete paisajes urbanos ejecutados a base de gouaches y procedimientos mixtos presentes en la muestra celebrada en la Casa de la Cultura de la Plaza de Minayo a partir del 28 de noviembre de 1966, «en alianza de tonos grises y ocres hasta casi lo informe, […] y que con seguridad —por más inteligibles— conseguirán los mejores elogios del público».
Su obra no figurativa, afianzada sobre todo hacia finales de los años 1960 —visible expresamente en sus estudios murales—, se adscribe al denominado expresionismo abstracto representado en España por Manolo Millares, Lucio Muñoz, Rivera, Antoni Tàpies, de quien aseguraría que «conoce la piedra, el árbol, el trozo de muro, mejor que nadie»; que «es bueno, fundamentalmente bueno, absolutamente bueno».
También en este caso se dispone del correspondiente texto en que el artista describió con sus propias palabras su manera de abordar este segundo tipo de obras:

Ejecutoria y técnica de mi expresionismo no imitativo
La escultopintura es también subjetiva. Trato de reflejar la belleza de las formas geometrizantes asimétricas combinadas de forma que sugieran al contemplador algo espiritual, unido a cierta inquietud que lo lleve a conocer el entorno humano al tiempo que despierte una conciencia, un porqué, un estado anímico, etc.
Los soportes de estas obras, por su peso y dimensiones, son de aglomerado o TAM [tablero aglomerado de madera], con el fin de que no puedan deformarse.

Una vez estudiado y concebido el tema, distribuyo las distintas formas a base de un dibujo esquemático sobre el propio soporte. Las masas de arenas mezcladas con colas especiales son trabajadas y extendidas según su forma y grosor. Otras veces, empleo combinaciones de materiales diversos como carbonilla machacada de las estaciones, polvo de mármol, yeso, […] en consonancia con el asunto que deseo representar. Sacos, telas, maderas y hierros dispuestos de tal forma que tengan un significado y aludan a algo definido o indefinido, si se desea. Estos materiales son buscados y encontrados en mi deambular por los barrios de la ciudad. Otras veces, incorporo objetos mecánicos inservibles ya, buscándoles un sentido en el conjunto de la obra.

Por lo que se refiere a su escultura figurativa, próxima según el profesor Del Moral Martínez «a la sobriedad estilística de Carlos Ferreira, Susana C. Polac, Rubio Camín o José Rausell», «puedo decir que sigue el mismo camino que mi pintura, basada en los mismos principios, fuentes y determinantes»:

Suelo trabajar la materia casi directamente [sobre todo] si son de pequeño formato, basadas en un dibujo esquemático. A veces, cuando se trata de un busto, realizo modelado y vaciado…

Cuando se trata de monumentos figurativos como el dedicado a las 100 000 horas de vuelo (ya que suelen ser de grandes dimensiones y peso) trazo el proyecto conforme a mis ideas y técnicas con arreglo al tema.

### Materiales
Como ya se ha referido en varias ocasiones, los cuadros de Silveira, mayormente a partir de la década de los setenta, muestran un creciente interés poco visible en otros autores del entorno por la ejecución personal de la práctica totalidad de los elementos que, en mayor o menor grado, van a integrarlos.
Respecto a los soportes empleados en la mayoría de sus obras cabe destacar el uso de una serie de telas adquiridas por metros en el economato del Ejército del Aire de Madrid o simplemente papeles de desecho para lo que en numerosas ocasiones recurriría al dorso de los mapas meteorológicos propios de su trabajo profesional. Ya montadas sobre los correspondientes bastidores, realizados por el propio pintor lo mismo que los marcos o las paletas (en este caso de madera o tablex), estas eran preparadas con una conocida imprimación artesanal a base de cola de pescado y cola blanca de carpintero, lo que hacía que todo el proceso resultase en general muy económico.
Asimismo las pinturas propiamente dichas eran elaboradas por él mismo a partir de diversos pigmentos por lo común naturales a los que posteriormente incorporaba las más variadas materias de carga como yeso, arenas, polvo de mármol, maderas o bien residuos metálicos conseguidos en fraguas, herrerías, carbonerías o carpinterías, todo lo cual se traduciría finalmente en una serie de características formales que darían a las mismas un aspecto «peculiar, extraño [y] diferente»:
Ya a mediados de los años 1960, más concretamente a la pregunta de José Manuel G. Torga sobre «por qué gusta[ba] de emplear en [su] cocina pictórica materiales y mezclas raras», contestó:

Porque el óleo yo diría que se me escapa de las manos. Es demasiado blando. Por mi doble condición de pintor y escultor necesito materiales más fuertes, más afines con mi temperamento, y empleo esas mezclas de elementos. Por eso me gusta hacer esculto-pinturas.

Algo que José M.ª Pagador volvió a observar dos décadas después en los términos siguientes:

Su estudio en la pacense Avenida de Colón es también el taller de un alquimista. En grandes botes guarda los materiales secretos de sus gruesos empastes.

En cuanto a las esculturas todas fueron ejecutadas a base de aglomerado de polvo de mármol, si bien conviene advertir que habida cuenta de la complejidad inherente a la ejecución de este tipo de piezas al menos las figuras del Cristo Redentor (1962) y la Virgen de Bótoa (1964) fueron realizadas en una antigua marmolería ubicada en la carretera de Valverde de Leganés junto al desaparecido Cuartel de Menacho o en el caso del monumento conmemorativo de las cien mil horas de vuelo (1970) en las propias instalaciones de la base de Talavera como se desprende de algunas fotografías tomadas en pleno proceso de vaciado por el periodista Fernando Saavedra Campos y no en su domicilio estudio de la calle del Pilar n.º 1-3.º izda. donde el artista residió con su familia desde mediados de 1962 hasta finales de los años 1960 o comienzos de la década siguiente y en la que llevó a cabo la práctica totalidad de su producción pictórica de aquella primera época.

### Firmas, fechas e inscripciones
Con las muy escasas excepciones de unas cuantas en las que se pueden distinguir las variantes «G. Silveira Galán», «Silveira», «Silveira G», «Silveira G.G.» o «Silveira Galán», observables en poco más de una decena de tablas de finales de los años 1950 y principios de la década siguiente, en la mayoría de las obras pictóricas del autor aparecen las firmas «SilveiraGG» o «G. SilveiraGG» («G[uillermo]. SilveiraG[arcía]G[alán]»), bajo las cuales suelen figurar los dos últimos dígitos del año en el que fueron concluidas, trazadas por regla general a base de diversas pinturas o tintas de colores blancos, rojos, azules o negros (los más habituales) y en distintos tamaños con el fin de conseguir el suficiente resalte cromático entre aquellas y los tonos normalmente más claros de los fondos.
|                |
| Paisaje, 1968. |

|                 |
| Fábricas, 1970. |

|                  |
| Impresión, 1976. |

|                                    |
| Hombres y máquinas, otoño de 1984. |

Por lo que corresponde a sus esculturas y otras piezas trabajadas con materiales varios se conocen hasta el presente la inscrita en la base de la imagen de la Virgen de los Ángeles (1960), firmada por «G SIIVEIRA» debajo del pie derecho de la figura, una segunda observable en uno de los dos mosaicos de Valdebótoa en la que puede leerse «G.Silveira.67» y una última visible junto a la cabeza en relieve del pintor y «PROFESOR DE LA ESCUELA DE ARTES Y OFICIOS ADELARDO COVARSI DURANTE CUATRO DECADAS 1941 12-1-1981» José María Collado, relacionada por el autor como «Relieve Retrato Homenaje a José M.ª Collado» (1981. Bronce), firmada por «Silveira» en la parte inferior izquierda de la misma.
|                                                               |
| Imagen de la Virgen de los Ángeles, 1960. Detalle de la base. |

|                              |
| Mosaico de Valdebótoa, 1967. |

|                                                      |
| "Relieve Retrato Homenaje a José M.ª Collado", 1981. |

Junto a estas se aprecian en su obra, sobre todo a partir de mediados de los años 1960, una prolija serie de inscripciones, rótulos identificativos y «leyendas que señalan a veces lo obvio» como «FF.CC. KM 15 LAS ACACIAS APEADERO», la finca «LOS CARDOS», las fondas «AZUL», «DEL MOLINERO», «DEL SUR», tiendas de «ULTRAMARINOS», el «BAR LA RIA», «LONJA AZUL», el barco «ELVIRA PELAYO», las relaciones de artes y oficios que integran cada uno de los cinco paneles inferiores que componen el antes referido mural Fábricas, la afirmación de que «mientras exista un niño que sufra en la Tierra, habrá ángeles con alas» (Fidelidad, 1972), «3ª CLASE», «EQUIPAJES», «ESTACION-FC» o «HERRAMIENTAS OBRAS» (El adiós o La despedida, 1978), «LAS AGUILAS HUMANAS ATRACCION INTERNACIONAL SESIONES 8 TARDE - 11 NOCHE» o «CIRCO AZUL HNOS ESTRELLA CAJON Nº 5» (Melancolía bohemia o Arlequín, 1983), «INDUSTRIAS METALURGICAS Hnos SA» y «MERENDERO EL RINCON» (anotadas en sendos paisaje urbanos de la década de los ochenta expuestos en Badajoz en 2009), «OBRAS P[UBLICAS]» (Hombres y máquinas, 1984), entre muchas otras.

## Obra seleccionada
Conforme a los datos extraídos de la Obra documentada del artista publicada con ocasión de la muestra organizada en el Museo de Bellas Artes de Badajoz del 26 de marzo al 31 de mayo de 2009, a los que se sumarían otras fuentes como catálogos de exposiciones, recortes de prensa o testimonios orales acerca de cuadros que nunca llegaron a exponerse en vida del autor, la producción completa de Silveira podría cuantificarse por encima de las trescientas piezas entre pinturas, esculturas, escultopinturas, dibujos preparatorios, obra gráfica y murales —una parte de las cuales (al menos un centenar de estas obras permanecen en paradero desconocido) se hallan en el Museo Provincial de Bellas Artes (cinco cuadros más una escultura) y Delegaciones Provinciales de las Consejerías de Educación (2) y Cultura e Igualdad (1) de la Junta de Extremadura de Badajoz, IES Eugenio Hermoso (1), Centro Municipal Nertóbriga (1) y Museo de Arte Contemporáneo (2) de Fregenal de la Sierra, Escuela de Reactores de la Base Aérea de Talavera la Real (2), Museo de Cáceres (1), así como en distintas colecciones particulares de Extremadura (las más de las veces de Badajoz capital), Algeciras, Madrid, Maracena, Salamanca (sobre todo de su primera etapa de pintor), la vila portuguesa de Cascaes (1)—, de las que se destacan las siguientes:

### Años 1940
Por la hoja de servicios del artista en su condición de miembro del Ejército del Aire y otros textos redactados por él mismo en los que se encuentran datos sobre su vida como pintor, se sabe exactamente que tras ingresar en el aeródromo de Tablada el 29 de diciembre de 1939 desempeñó las funciones propias de su cargo de meteorólogo en Jerez de la Frontera (25 de marzo-julio de 1940), el Observatorio Astronómico de Huelva (16 de diciembre de 1941-1943), Salamanca (22 de febrero de 1943-1944), Santiago de Compostela (julio de 1947-1948), Valladolid (a partir del 21 de junio de 1948) o Pamplona (del 15 de noviembre de 1948), que compaginó con una intensa actividad artística enfocada especialmente a la realización de paisajes y bodegones dentro de las «disciplinas tradicionales», si bien hasta la fecha solo se conocen dos cuadros de este periodo:
- Sin título (bodegón), firmada y fechada «Silveira / GarciayGalan [sic] / otoño 1947» en el ángulo inferior derecho. Óleo sobre lienzo, 34 x 44 cm. Col. particular, Badajoz.
- Retrato de José Lanot Asensio (suegro del pintor), firmada y fechada «G. Silveira / otoño 1949» en el ángulo inferior derecho. Tinta sobre papel, 50 x 30 cm. Col. particular, Maracena, Granada.[308]

### Años 1950-1960
Como ya se ha mencionado con anterioridad, desde que fijó su residencia en Badajoz a mediados de octubre de 1954 hasta los últimos años 1960 o comienzos de la década siguiente el artista residió con su familia en varios domicilios de la ciudad (por norma general de reducidas proporciones) en los que ejecutó la mayor parte de su producción pictórica de entonces.
En cuanto a las esculturas se sabe que habida cuenta de sus dimensiones y sobre todo de la complejidad inherente a la ejecución de tal tipo de piezas varias de estas, especialmente la imagen de la Virgen de los Ángeles de la Puerta de Palmas, fueron realizadas en la Escuela Sindical de Formación Profesional San José, de la que era profesor en aquella época el también pintor y amigo de Silveira Manuel Fernández Mejías, las dependencias del taller de marmolería registrado con el nombre comercial de «Mármoles Nieto» o bien las instalaciones de la Base Aérea de Talavera la Real como en el caso específico del monumento conmemorativo de las cien mil horas de vuelo.

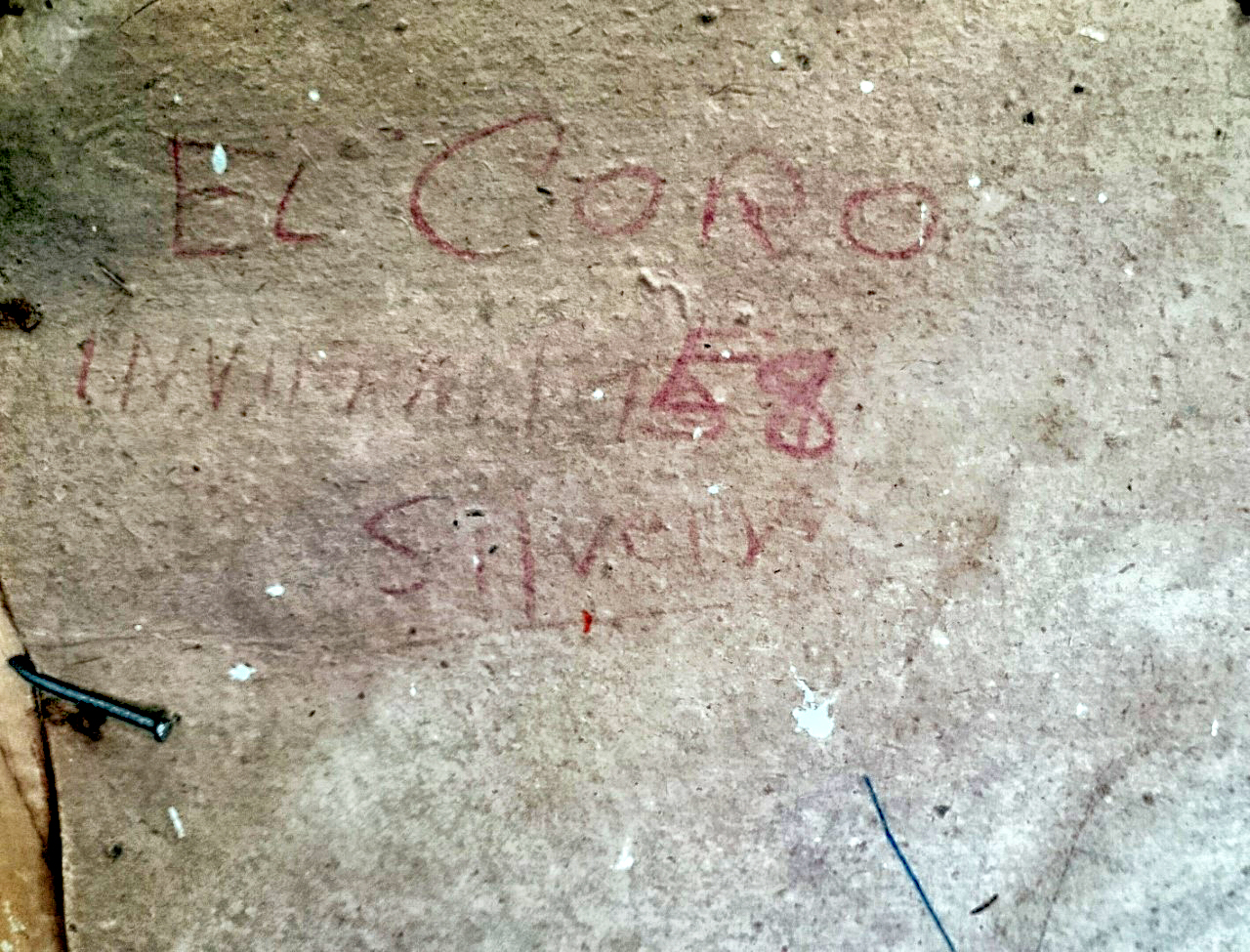
El coro, "INVIERNO 58 / SILVEIRA". Óleo sobre tablex,
46 x 61 cm.

- El coro, «INVIERNO 58 / SILVEIRA». Óleo sobre tablex, 46 x 61 cm. Col. particular, Badajoz.[101]
- Plaza [de Badajoz], 1958. Óleo sobre madera. Col. particular, Cascaes (Portugal).[310]
- Sol de invierno, 1959. Óleo con espátula sobre tablex, 51,5 x 70 cm. Col. particular, Badajoz.[83][284][311][262][312]
- Rocas y pastos, 1959. Óleo sobre madera, 53 x 84,5 cm. Col. particular, Madrid.[83][284][311]
- Jarra policroma, 1959. Óleo con espátula sobre tablex. Col. particular, Sevilla.[106]
- Paisaje gris, 1962. Pintura al óleo. Presentada con motivo de la Exposición de Pinturas de G. Silveira García-Galán celebrada en Punta Umbría (Huelva) del 4 al 11 de agosto de 1962 (n.º 3), a raíz de la cual fue destacada por el pintor onubense Enrique Montenegro como un cuadro «en el que la perspectiva honda está magníficamente lograda, simplemente con una serie de postes de telégrafo que parten del primer plano y se pierden en el infinito». Paradero desconocido.[286][313]
- Paisaje urbano (casas altas), 1962. Óleo sobre tablex, 61 x 54 cm. Col. particular, Badajoz.[314][262]
- Payaso triste, mayo de 1962. Óleo con espátula sobre tablex, 51,5 x 50 cm. Al dorso de la misma aparece una nota manuscrita en la que se señala que «debajo de esta pintura del payaso / hay otra: una mujer con los pechos desnudos». Col. particular, Barajas, Ávila.[315]

- Joven maternidad, 1963. Óleo sobre tablex, 62 x 55 cm. Col. particular, Barajas, Ávila.[106]
- La casa azul, 1963. Óleo sobre tablex, 52 x 57 cm. Col. particular, Mérida, Badajoz.[316][98]
- La tapia, 1963. Pintura y elementos metálicos sobre papel, 42 x 31 cm. Col. particular, Badajoz.[317][318][192]
- Muelle de pescadores, 1963. Técnica mixta sobre tablex, 80 x 89,5 cm. Col. particular, Madrid.[192][262]
- Mujer con niño, 1963. Técnica mixta sobre papel, 42 x 28 cm. Col. particular, Badajoz.[319][320]
- Plaza de Minayo (Badajoz), firmada y fechada «P-63 / SilveiraGG» en la parte inferior izquierda. Óleo sobre lienzo, 90 x 121 cm. «Exposición de Pinturas y Esculturas: G. Silveira García-Galán». Casa de la Cultura de la Diputación Provincial. Badajoz, 2-10 de mayo de 1963 (n.º 1). «Pinturas de Silveira». Sala de exposiciones de la Sociedad de Instrucción y Recreo Liceo de Mérida (Badajoz), 9-13 de febrero de 1964 (n.º 3). Col. particular, Talavera la Real, Badajoz.[310][321]

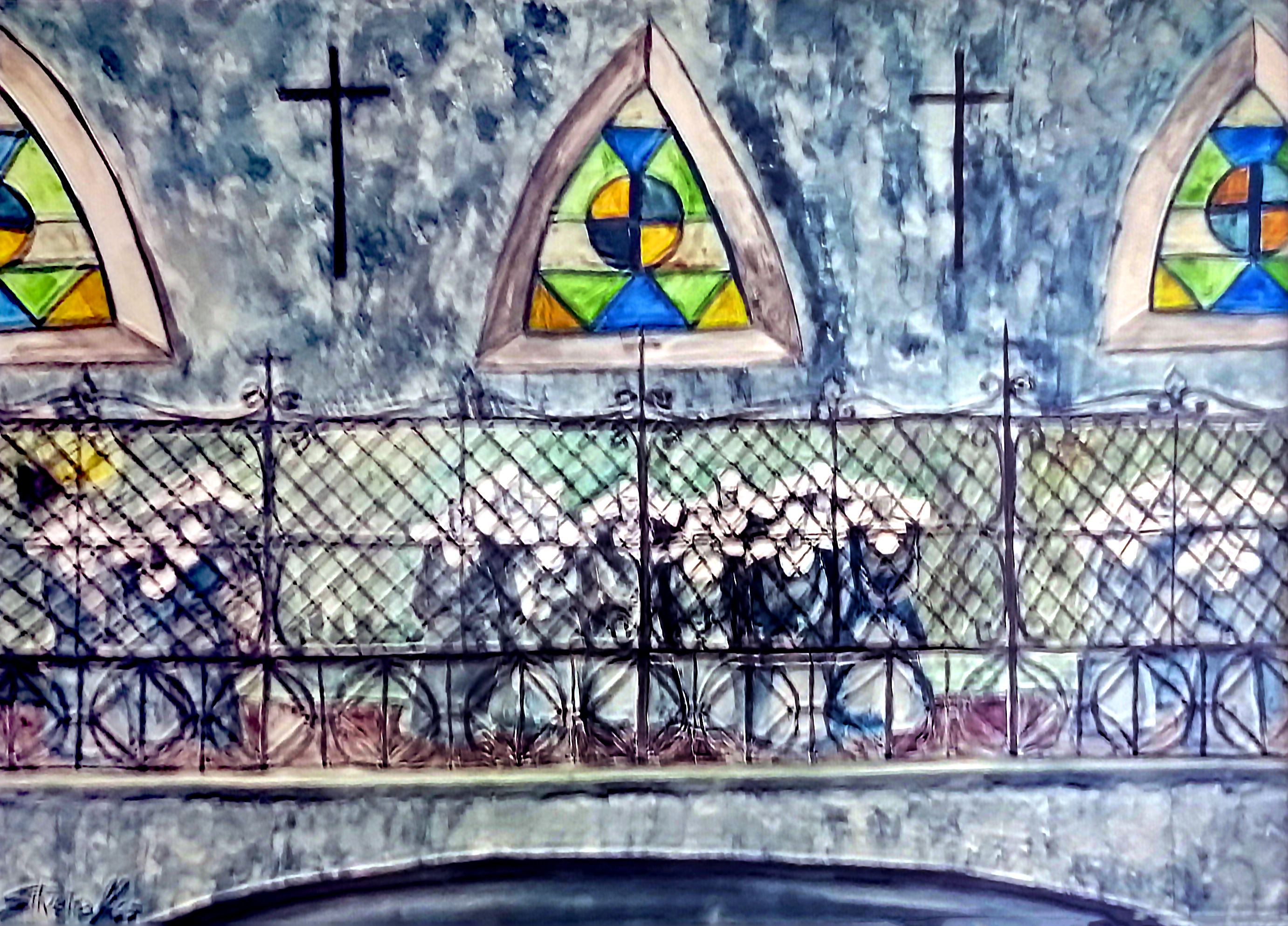
Coro de monjas, 1965. Gouache sobre papel, 40 x 52 cm. Col. particular, Badajoz.

- Coro de monjas, 1965. Gouache sobre papel, 40 x 52 cm. Col. particular, Badajoz.[98]
- Fábrica, 1965. Gouache sobre papel, 40 x 55 cm. Col. particular, Madrid.[322]
- Maternidad, 1965. Gouache sobre papel, 54 x 38 cm. Col. particular, Badajoz.[323]
- Paisaje gris (2.ª vers.),[ae] 1965. Óleo sobre tablex, 38 x 53 cm. «Búsquedas». Palacio de los Barrantes-Cervantes. Trujillo, 15 de septiembre-29 de octubre de 2017 (sin numerar). Col. particular, Badajoz.[262]
- Paisaje urbano (nocturno) o Casa iluminada, 1965. Gouache sobre papel, 39 x 54 cm. Adquirido por el Museo Provincial de Bellas Artes de Badajoz en 1988.[146][90][324][98]
- San Isidro Labrador, 1967. Grabado sobre mármol (2), 57 x 33 cm cada uno. Fueron realizados por encargo del ya citado arquitecto José Alejandro Mancera Martínez para la decoración de los dos portales de acceso a las viviendas del Edificio San Isidro (calle San Isidro n.os 2-4), Badajoz. Al igual que el boceto del Cristo Redentor o la imagen de la Virgen de Bótoa se ejecutaron en las instalaciones de una antigua marmolería ubicada en la carretera de Valverde de Leganés junto al desaparecido Cuartel de Menacho.[309] Firmadas «Silveira» en la parte inferior izquierda.[af]
- Carros en la cuesta, firmada y fechada «Silveira 68» al dorso. Óleo sobre tablex, 69 x 94 cm. Col. particular, Badajoz.[262][325]
- La caseta, 1968. Óleo con espátula y pincel sobre tela de saco, 80 x 120 cm. Presentada a la última edición de la Exposición Nacional de Bellas Artes clausurada en el Palacio de Cristal del Parque del Retiro de Madrid a mediados de octubre de 1968. Al no ser premiada, el autor recibió una nota de la Dirección General de Bellas Artes en la que se le comunicaba que en ese caso podía retirarla «durante los veinte días siguientes a la fecha de este escrito».[326] Museo de Cáceres.[327][106][262]
- La cuerda rota (expuesta erróneamente como La primera cuerda rota, 1962), 1968.[328] Óleo sobre lienzo, 126 x 90 cm. Museo Nacional Centro de Arte Reina Sofía. Depositada desde 2009 en el Museo Provincial de Bellas Artes de Badajoz.[329][106]
- Paisaje (canal de riego), 1968. Óleo sobre lienzo, 90 x 121 cm. Exposición de la Agrupación Nacional Sindical de Bellas Artes (ANSIBA). «España Vista por sus Artistas»: Copenhague (Dinamarca, finales de 1968). «Pinturas de Guillermo Silveira». Salón de plenos del ayuntamiento de Fregenal de la Sierra, 25 de abril-2 de mayo de 1976. «Búsquedas». Palacio de los Barrantes-Cervantes. Trujillo, 15 de septiembre-29 de octubre de 2017 (sin numerar). Sala Permanente del Museo de Arte Contemporáneo de Fregenal de la Sierra (MACF).[134][262]
- «VISTA LATERAL EN ESCORZO» del monumento conmemorativo de las cien mil horas de vuelo (boceto), noviembre de 1969. Gouache sobre papel, 46 x 31 cm. Col. particular, Badajoz.[330]

Escultura

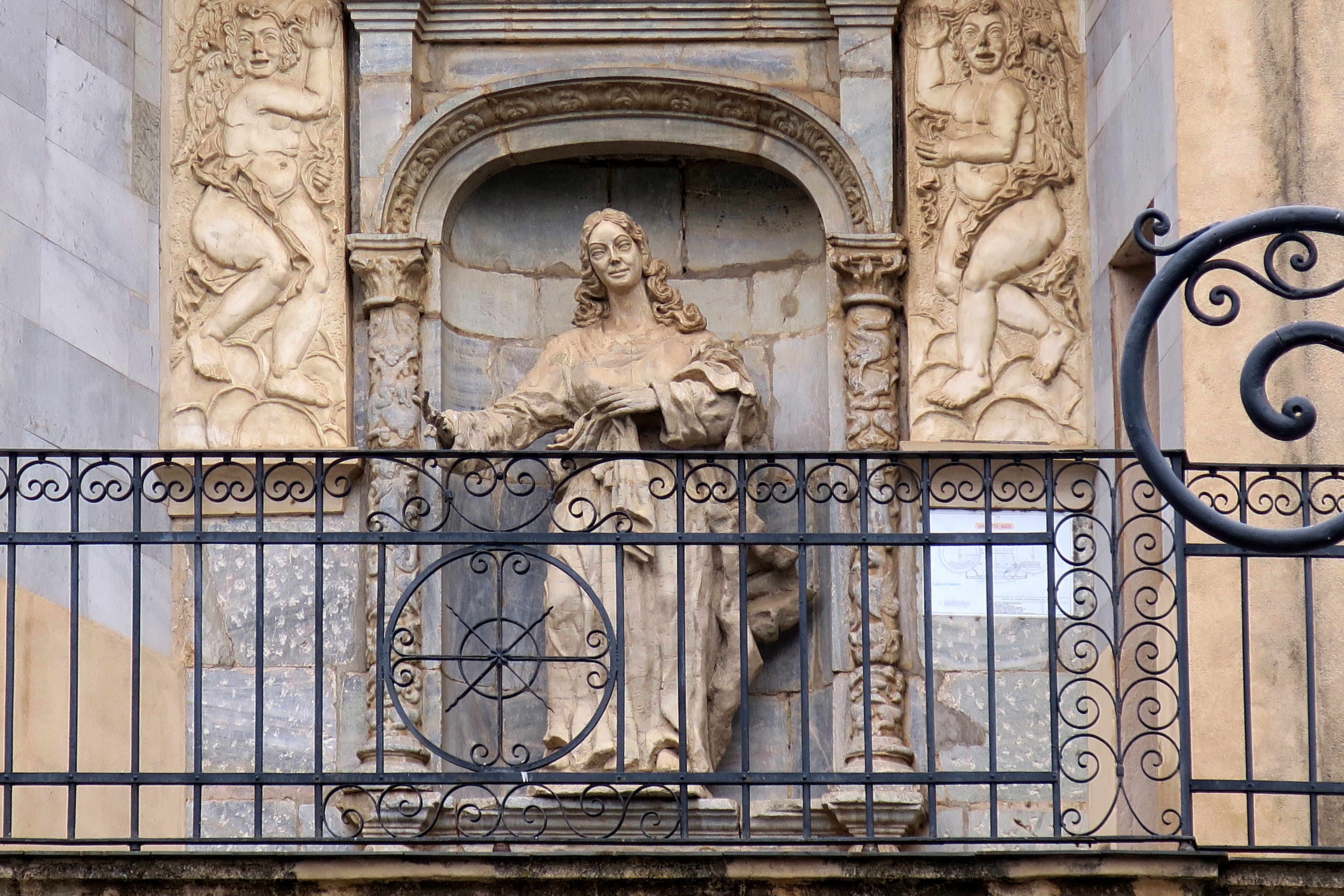
"La imagen es de piedra artificial. Pesa aproximadamente 250 kilos y mide 1,80 metros. El estilo es barroco de los siglos xvi y xvii. […] Será una de las figuras escultóricas mayores de nuestra ciudad".

- Virgen de los Ángeles (180 cm de altura) más dos bajorrelieves laterales, 1960. Aglomerado de polvo de mármol. Puerta de Palmas, Badajoz:[130][331][332][333]

De un día a otro será colocada en la hornacina de Puerta de Palmas una bella y hermosa imagen de Nuestra Señora la Virgen de los Ángeles, obra del escultor y pintor extremeño Guillermo Silveira G. Galán, cuya última exposición de pintura, acogida muy lisonjeramente por el público y la crítica, se celebró el pasado mes de diciembre en la Casa de la Cultura de nuestra capital. La obra ha sido realizada por encargo de nuestro Ayuntamiento, cuyo alcalde, don Ricardo Carapeto Burgos, acompañado por don Juan Cuéllar, primer teniente de alcalde, arquitecto señor Vaca y don Antonio Chorot, visitó recientemente al artista en su domicilio, tan pronto supo que la imagen estaba ya terminada.

Según los atributos de la imagen esta lució al menos durante la jornada inaugural (7 dic.) una corona circundada por un halo de doce estrellas donada a tal efecto al propio alcalde por el poeta y escultor local Luis Álvarez Lencero, «idénticamente igual» que la realizada unos cuatro años antes por el mismo artista con destino al festival navideño organizado por el Grupo de Empresa del Instituto Nacional de Previsión (INP), si bien con posterioridad desapareció de su primitivo emplazamiento.
Con respecto a la identidad de la joven que posó para la obra se sabe concretamente que se llamaba Mercedes Jiménez Cordero, era natural de Azuaga, tenía en aquel momento sobre veinte años y ayudaba en las tareas de la casa a la familia del artista, residente por entonces en la colonia Carlos Haya, inmediata a la base de Talavera, primero, y la antigua calle del Pilar de Badajoz más tarde.
- Cristo Redentor (boceto), 1962. Aglomerado de polvo de mármol, 105 x 100 x 36 cm. Según el propio autor se trataría de uno de los dos estudios realizados «para el Cristo Redentor del monumento [diocesano] en el Cerro Gordo de Badajoz a los Sagrados Corazones de Jesús y María», de quince metros de altura.[89] Junto con otros dos Cristos de Pedro Torre Isunza y Saturnino Domínguez Nieto se expuso por primera vez del 21 de marzo al 25 de abril de 2013.[337] Museo Provincial de Bellas Artes de Badajoz.[90]
- Augusto velado (copia del original del siglo i d. C. conservado en el Museo Nacional de Arte Romano de Mérida), 1963. Aglomerado de polvo de mármol, 34 x 25 x 21 cm, aprox. Tras permanecer unos años en la antigua Oficina de Turismo del llamado Pasaje de San Juan se conserva en una de las dependencias de los Servicios Territoriales de la Consejería de Cultura e Igualdad de la Junta de Extremadura ubicada en el n.º 2 de la Avda. de Huelva de la capital pacense.[338][339][130]
- Proserpina (copia del original del siglo i d. C. conservado en el Museo Nacional de Arte Romano de Mérida), 1963. Aglomerado de polvo de mármol, 700 kg de peso, aprox. Según el periodista Manuel Villamor este enorme peso impidió que la escultura de la diosa, «quizá la más pesada de toda la EXPOTUR», pudiese ser llevada hasta el interior del centro de exposiciones del Instituto Nacional de Industria (INI) de Madrid donde se celebraba la muestra, por lo que quedó fuera del estand a la espera de «su colocación definitiva».[109][339] Destruida.[130]
- Virgen de Bótoa. Aglomerado de polvo de mármol policromado, 82 (+ 10 de peana) x 48 x 42 cm. Bendecida por el cura párroco de San Andrés Apóstol José Reseco Lozano en junio de 1964.[131] Tras varias intervenciones posteriores fue restaurada en 2017 por un antiguo discípulo de Silveira, si bien cabe observar que buena parte de los colores originales, sobre todo los del manto (primitivamente azul), fueron sustituidos por otros más intensos. CEIP Nuestra Señora de Bótoa, Badajoz.[129][130]
- Monumento conmemorativo de las cien mil horas de vuelo, 1970. Aglomerado de polvo de mármol y hierro. Base Aérea de Talavera la Real, Badajoz.[320]

Retrato escultórico
Por una de las entrevistas publicadas a raíz de la muestra de pinturas del artista celebrada en Punta Umbría (Huelva) del 4 al 11 de agosto de 1962 se sabe que entre sus proyectos inmediatos se encontraba seguir «trabajando en mi estudio pues tengo pendientes más de cincuenta encargos de bustos de diversas personas pacenses», «que más bien nos dicen del alma de los interesados que de su descripción física».

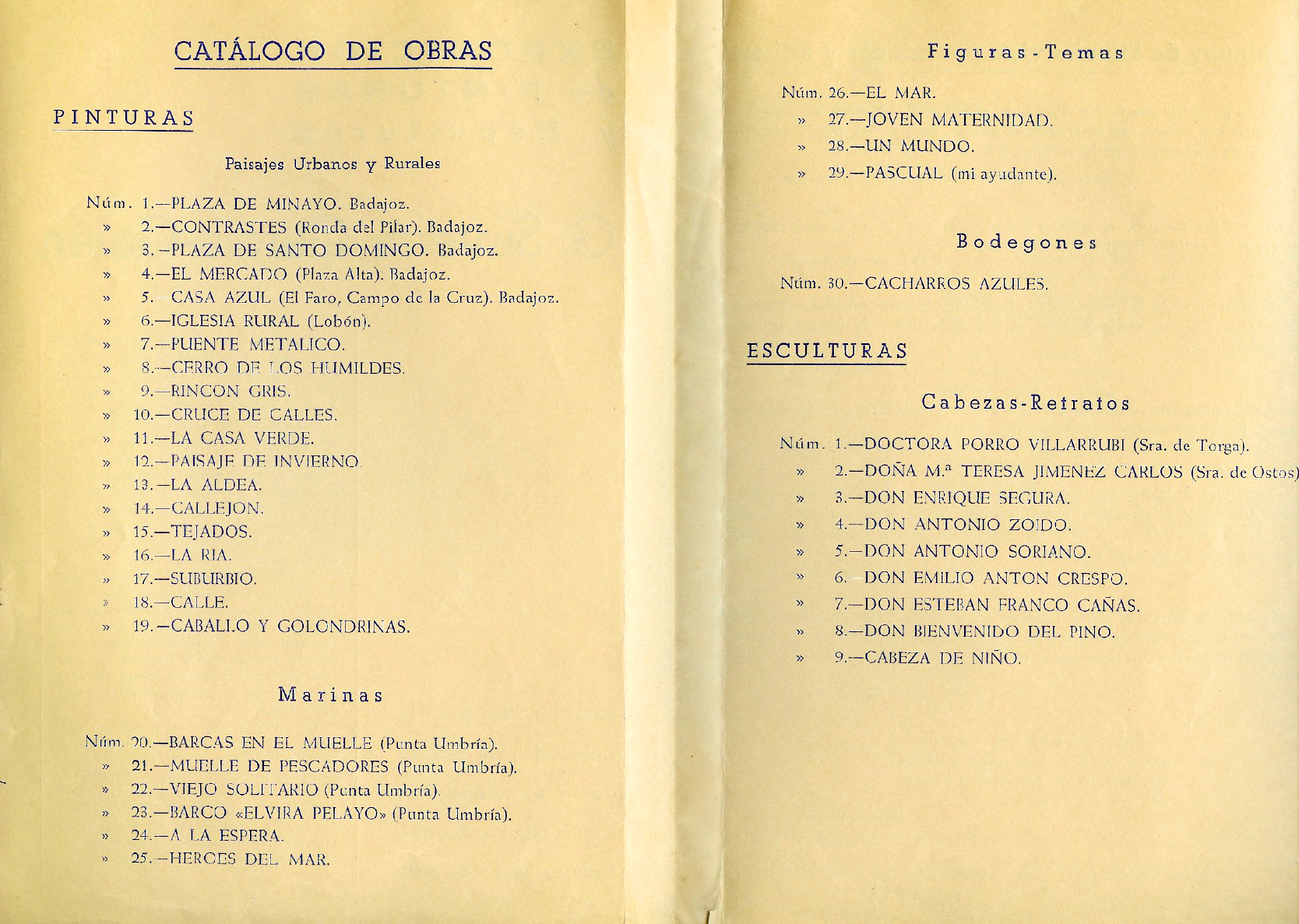
Díptico de la "Exposición de Pinturas y Esculturas: G. Silveira García-Galán". Casa de la Cultura de la Diputación Provincial. Badajoz, mayo de 1963. pp. 2-3.

Se conoce asimismo que nueve de estos retratos de tamaño natural fueron presentados con motivo de la exposición organizada en Badajoz a principios de mayo del año siguiente, entre los que Antonio Zoido destacó en su comentario los del escritor y militar Enrique Segura Otaño y María Teresa Jiménez Carlos (señora de Ostos), si bien para el crítico de arte no era en general el tipo de escultura más acorde con sus características artísticas:

En cuanto a la obra escultórica, creemos que hay que entenderla en amplios términos, más como experiencia saludable que como afinada diana. Sabemos que en muchos de los retratados el parecido es grande (excepcional quizá el de don Enrique Segura). Sin embargo para nosotros representa más un enriquecimiento de la vigorosa personalidad del artista. Porque cabe a esta obra mayor remate, más delicados matices, más perfectibilidades. […] [No obstante] adivinamos cierta morosidad y un detenimiento más suficiente en una de las esculturas, la mejor de concepción, ejecución y logrado carácter. Se trata del retrato de la señora de Ostos. Aunque quizá no sea este —por esencia esclavizado a la realidad— el género de escultura que corresponda a su inspiración.

- Purificación Porro Villarrubí, ant. 1964. Escayola patinada, 40 cm de altura (fundida más tarde en bronce). Col. particular, Madrid.[320]
- Enrique Segura Otaño, inscripción «[AMI]STAD. E SEGURA OTAÑO / JUNIO 1963» en la peana. Escayola patinada en dorado, 31 x 18 x 22 cm. Col. particular, Badajoz.[200][320]
- Antonio Zoido Díaz, ant. 1964. Escayola barnizada, 38 x 22 x 26 cm. Col. particular, Madrid.[341][320]
- Antonio Soriano Díaz, firmada y fechada «Silveira 62» en la base. Escayola patinada imitando bronce, 35 x 16 x 23 cm. Col. particular, Madrid.[320]

Acerca de la ubicación y estado de los cinco restantes se ignora el paradero de los de María Teresa Jiménez Carlos, Emilio Antón Crespo y Esteban Franco Cañas, así como se conoce que los de Bienvenido del Pino y el niño Manuel Alberto Zoido Martín quedaron destruidos por diversas circunstancias.

### Años 1970
- Marina, 1970. Óleo sobre lienzo, 87 x 120 cm. Col. particular, Madrid.[343][262]
- Virgen y Niño, 1971. Óleo sobre lienzo, 125 x 83 cm. Col. particular, Badajoz.[236][237][344]
- En una esquina cualquiera, 1972. Óleo sobre lienzo, 116 x 89 cm. Col. particular, Badajoz.[345][101][346]
- Fidelidad, 1972. Óleo sobre tela, 150 x 130 cm. Col. particular, Badajoz.[347][105][348]

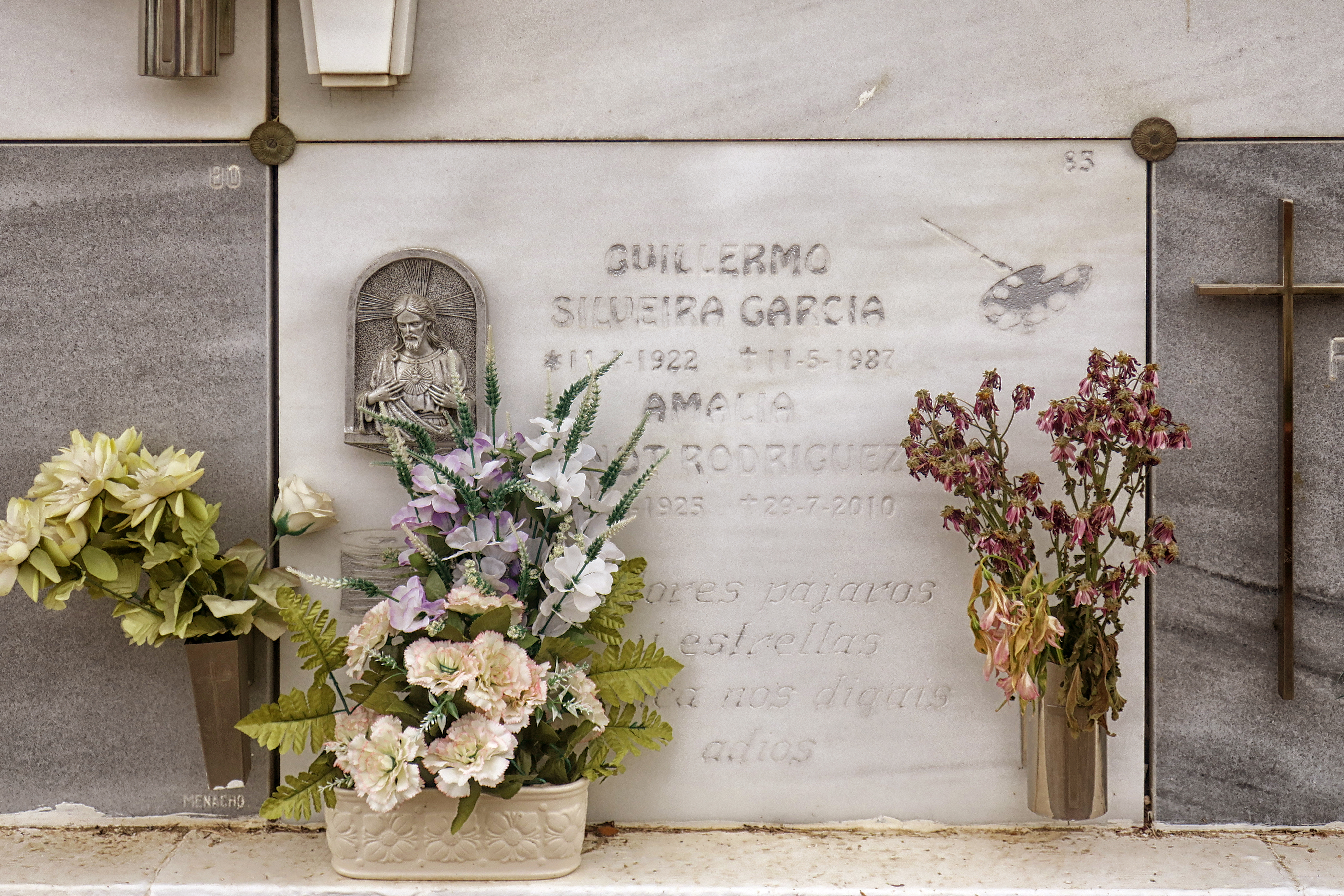
Nicho de Guillermo Silveira García y Amalia Lanot Rodríguez (f. 29 jul. 2010) en el Cementerio de Nuestra Señora de la Soledad de Badajoz. En la parte inferior de la lápida figuran como epitafio los versos "Flores pájaros / y estrellas / nunca [nos] digáis / adiós", utilizados por el artista a modo de subtítulo de su grabado al aguatinta Réquiem, presentado al "I Premio Internacional de Dibujo Luis de Morales" en octubre de 1974.

- Réquiem – Flores, pájaros y estrellas nunca me digáis adiós,[349] firmada y fechada «G. SilveiraGG / 1974» en el ángulo inferior izquierdo. Grabado al aguatinta, 63 x 47 cm. Col. particular, Badajoz.[ag][350][320][262]
- El maquinista (expuesta erróneamente en 2009 como El regreso), 1975. Técnica mixta sobre lienzo, 126 x 92 cm. Col. particular, Maracena, Granada.[351][101]
- El violinista, 1975. Óleo sobre lienzo, 129 x 90 cm. «Guillermo Silveira». Museo Provincial de Bellas Artes. Badajoz, 26 de marzo-31 de mayo de 2009 (n.º 48). Col. particular, Maracena, Granada.[352][101]
- Nostalgia bohemia, 1976. Óleo sobre lienzo, 100 x 78 cm. Col. particular, Badajoz.[353][192][262][354]
- Retrato de Juan Carlos I, 1976. Óleo sobre lienzo, 161 x 111 cm. Museo Provincial de Bellas Artes de Badajoz.[310]
- Vista general del santuario de la Virgen de los Remedios o Impresión, 1976. Pintura acrílica sobre aglomerado de madera, 69 x 88 cm. «Pinturas de Guillermo Silveira». Salón de plenos del ayuntamiento de Fregenal de la Sierra, 25 de abril-2 de mayo de 1976 (n.º 1). Centro Municipal Nertóbriga. Ayuntamiento de Fregenal de la Sierra (Badajoz).[237]
- Los pedigüeños, 1977. Óleo sobre tela, 100 x 81 cm. Col. particular, Badajoz.[355][310][262][356]
- Paso a nivel, 1977. Gouache sobre papel, 65 x 81 cm. «XXVI Exposición de Otoño». Real Academia de Bellas Artes Santa Isabel de Hungría. Sevilla, 16 de octubre-17 de noviembre de 1977. Col. particular, Badajoz.[212][134]
- El adiós o La despedida (2.ª vers.),[357] 1978. Óleo sobre tela, 130 x 90 cm. Col. particular, Badajoz.[358][359][262][360]
- Maternidad o Virgen y Niño con revolanderas,[361] 1978. Lápiz de grafito sobre papel, 45 x 29 cm. Paradero desconocido.[238]
- Frustración, 1979. Óleo sobre lienzo, 98 x 79 cm. Reproducida tanto en el cartel anunciador como en la propia cubierta (solo en parte) del folleto informativo de la muestra celebrada en el Palacio de los Barrantes-Cervantes de Trujillo del 15 de septiembre al 29 de octubre de 2017. Col. particular, Badajoz.[292][262][362]
- Serena sentada en la alfombra de los sueños, 1979. Técnica mixta sobre papel, 47 x 32 cm. Col. particular, Badajoz.[363][284][364]

Ilustración editorial
- Sin título. Antonio Zoido (1976). Cualquier día. Badajoz: Imp. Doncel Industrias Gráficas. ISBN 8440020104. Imagen de cubierta.[365][237][366]
- Sin título. VV. AA. (dic. 1976). Boletín Informativo de la Hermandad de Donantes de Sangre. Badajoz: Imp. Vicente Campini. DL BA 139-1975. Imagen de cubierta. Según se expresa en la propia publicación «habla de caridad, de paz, de amor y fraternidad, de recompensa espiritual, alrededor del viejo tronco de la encina extremeña».[237][ah]
- Sin título. Antonio Zoido (mar. 1979). «Huyendo del mundanal ruido…». Alminar. Viñetas de viejo infolio (Badajoz: Diputación Provincial) (3): 24-25. Ilustración.
- Plaza Chica de Zafra. Antonio Zoido (may. 1979). «La escondida senda». Alminar. Viñetas de viejo infolio (Badajoz: Diputación Provincial) (5): 18-19. Ilustración.[320]
- Sin título. Antonio Zoido (dic. 1979). «El capitán arrogante». Alminar. Viñetas de viejo infolio (Badajoz: Diputación Provincial) (10): 24. Ilustración.

Junto a estas cabe citar además los dibujos que ilustran el relato titulado Veredicto culpable (19 jun. 1976. Seis y Siete. Cuentos de ahora mismo [Badajoz] [32]: 6-7), el llamado Poema decapentaédrico (1978. Fregenal de la Sierra [Badajoz]: Imp. Ángel Verde. DL BA 284-1978), así como el poemario Versos por la calle (1979. Ibidem. ISBN 978-8430008438), publicados por Miguel Pérez Reviriego.

### 1980-1987
- Niños olvidados, 1980. Óleo sobre lienzo, 130 x 100 cm. Col. particular, Badajoz.[192]

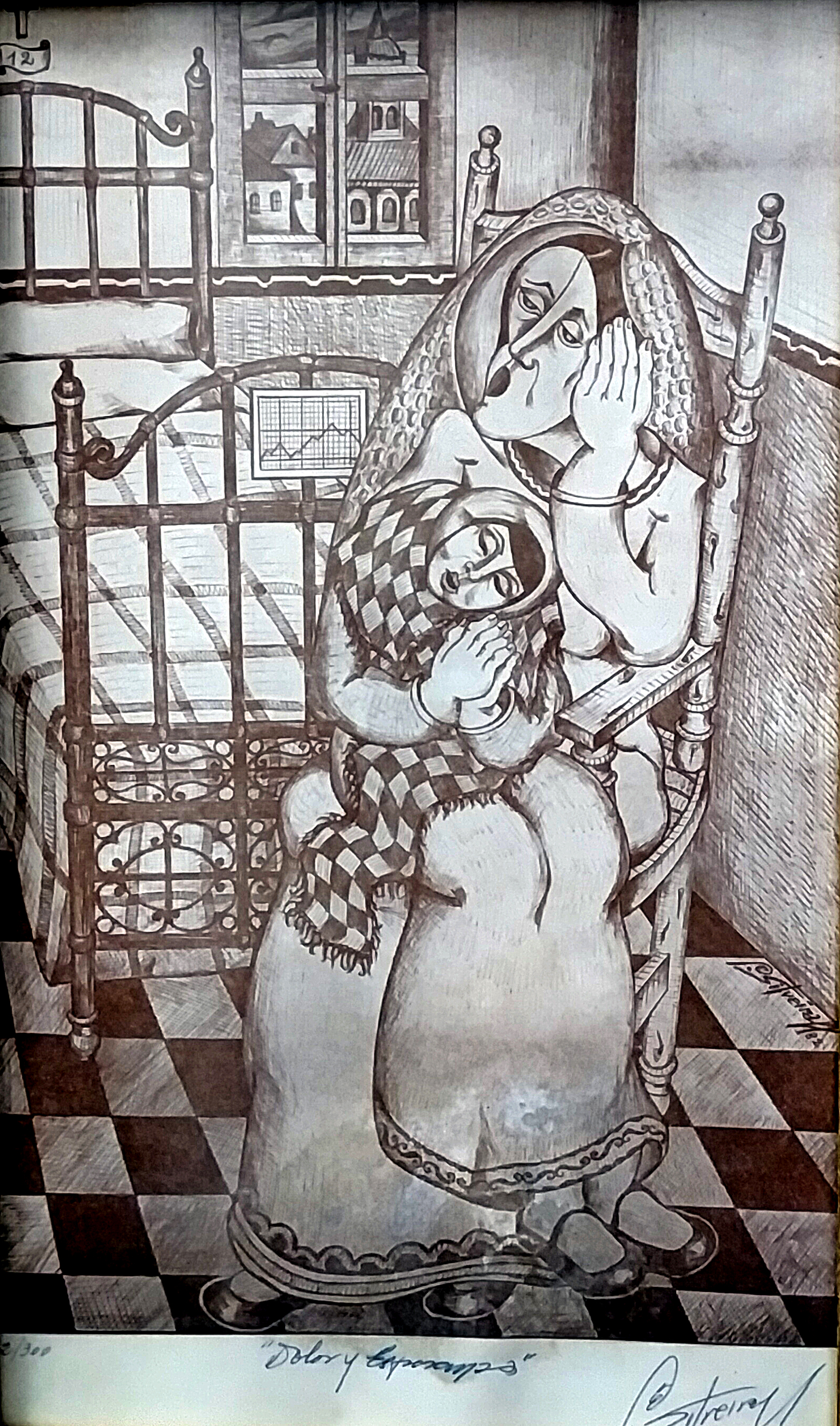
Dolor y esperanza, 1982. Dibujo litografiado, 40 x 26 cm. Col. particular, Badajoz.

- Dolor y esperanza, 1982. Dibujo litografiado, 40 x 26 cm. Col. particular, Badajoz.[368][237]
- Melancolía bohemia o Arlequín, 1983. Óleo sobre tela, 100 x 80 cm. Col. particular, Badajoz.[369][192][262]
- Mural A (boceto), noviembre de 1983, «6,5 x 4,0 = 26 m² / ESCALA 1/20». Técnica mixta sobre papel, 42 x 30 cm. Col. particular, Badajoz.[370][237]
- Mural B (boceto), noviembre de 1983, «2,30 x 4,0 = 9,20 m² / ESCALA 1/10». Técnica mixta sobre papel, 30 x 42 cm. Junto con el anterior se trataría de dos de los estudios proyectados para la realización de otros tantos murales destinados a decorar la sede principal de la Caja Postal de Badajoz, inacabados tras la muerte del artista. Col. particular, Badajoz.[371][237]
- Hombres y máquinas, otoño de 1984. Óleo sobre tela, 160 x 89 cm. «Primeros Premios de las XXX Ediciones del Internacional de Pintura Eugenio Hermoso». Sala de exposiciones del conventual de San Francisco. Fregenal de la Sierra, inaugurada el 2 de febrero de 2013. «Búsquedas». Palacio de los Barrantes-Cervantes. Trujillo, 15 de septiembre-29 de octubre de 2017 (sin numerar). Sala Permanente del Museo de Arte Contemporáneo de Fregenal de la Sierra (MACF), Badajoz.[262]
- Bohemia o El estudiante, 1985. Óleo sobre lienzo, 93 x 74 cm. Col. particular, Badajoz.[372][262][373]
- El violinista apasionado, 1985. Óleo sobre tela, 116 x 77 cm. Col. particular, Badajoz.[262][374]
- Hombres y máquinas (2.ª vers.), 1985. Óleo sobre lienzo, 115 x 87 cm. Col. particular, Badajoz.[375][376]
- Proyecto para la realización de tres conjuntos de vidrieras destinadas a decorar la iglesia de la colonia militar Carlos Haya, Base Aérea de Talavera la Real (inacabado), mayo de 1985. Col. particular, Badajoz.[252]

Según las previsiones del autor, el número y medidas de las mismas serían los siguientes:
- Nave central. Seis vidrieras formadas por veintisiete piezas de 50 x 24 cm (3,24 m²) cada una.
- Presbiterio. Dos vidrieras formadas por catorce piezas de 63 x 24 cm (2,12 m²) cada una.
- Coro. Una vidriera formada por nueve piezas de 122 x 63 cm (6,92 m²).

Equivalentes a una superficie total aproximada de 64,60 m².
- Tierra parda, 1985. Óleo sobre lienzo, 92 x 73 cm. Col. particular, Badajoz.[377][262][378]
- Dos músicos del circo, 1987. Tinta china y lápiz de color sobre papel, 42 x 35 cm. Col. particular, Badajoz.[379][380]
- Dos músicos del circo (inacabada), 1987. Óleo sobre lienzo, 116 x 89 cm. Col. particular, Badajoz.[301][381]

Retrato escultórico
- José María Collado Sánchez (relieve), 1981. Escayola patinada, 43 x 34 cm (fundida más tarde en bronce). Relacionada por el autor como «Relieve Retrato Homenaje a José M.ª Collado». Encima, «J.M. COLLADO». Firmada «Silveira» en la parte inferior izquierda. Escuela de Artes y Oficios Artísticos Adelardo Covarsí, Badajoz.[247][248]

Ilustración editorial
- El sembrador de piedras. Antonio Zoido (1985). Niño y Dios. Caja de Badajoz. p. 39. ISBN 978-8439856559. Ilustración. Col. particular, Badajoz. También colaboraron en el libro los pintores Francisco Pedraja, Julián Pérez Muñoz, María Teresa Romero, Antonio Vaquero Poblador, Cecilia Marín Torres, M.ª José Gomero y Beatriz Corchuelo.[382]

### Sin fecha definida (por orden alfabético)
- Afueras, ant. 1962. Óleo con espátula sobre madera, 55 x 63 cm. «Exposición de Óleos de Guillermo Silveira García-Galán». Sala de exposiciones de la Sociedad de Instrucción y Recreo Liceo de Mérida (Badajoz), 11-17 de diciembre de 1961 (n.º 15). Col. particular, Talavera la Real, Badajoz.[383][291][384]
- Bodegón de la ventana, c. 1973. Óleo sobre lienzo, 60 x 73 cm. Col. particular, Badajoz.[385][291][386] Se conoce en tal sentido la existencia de una segunda versión al óleo de la pieza realizada poco después (firmada «G. Silveira» en el ángulo inferior izquierdo) y que comparte notorias similitudes con esta. Col. particular (desconocida).

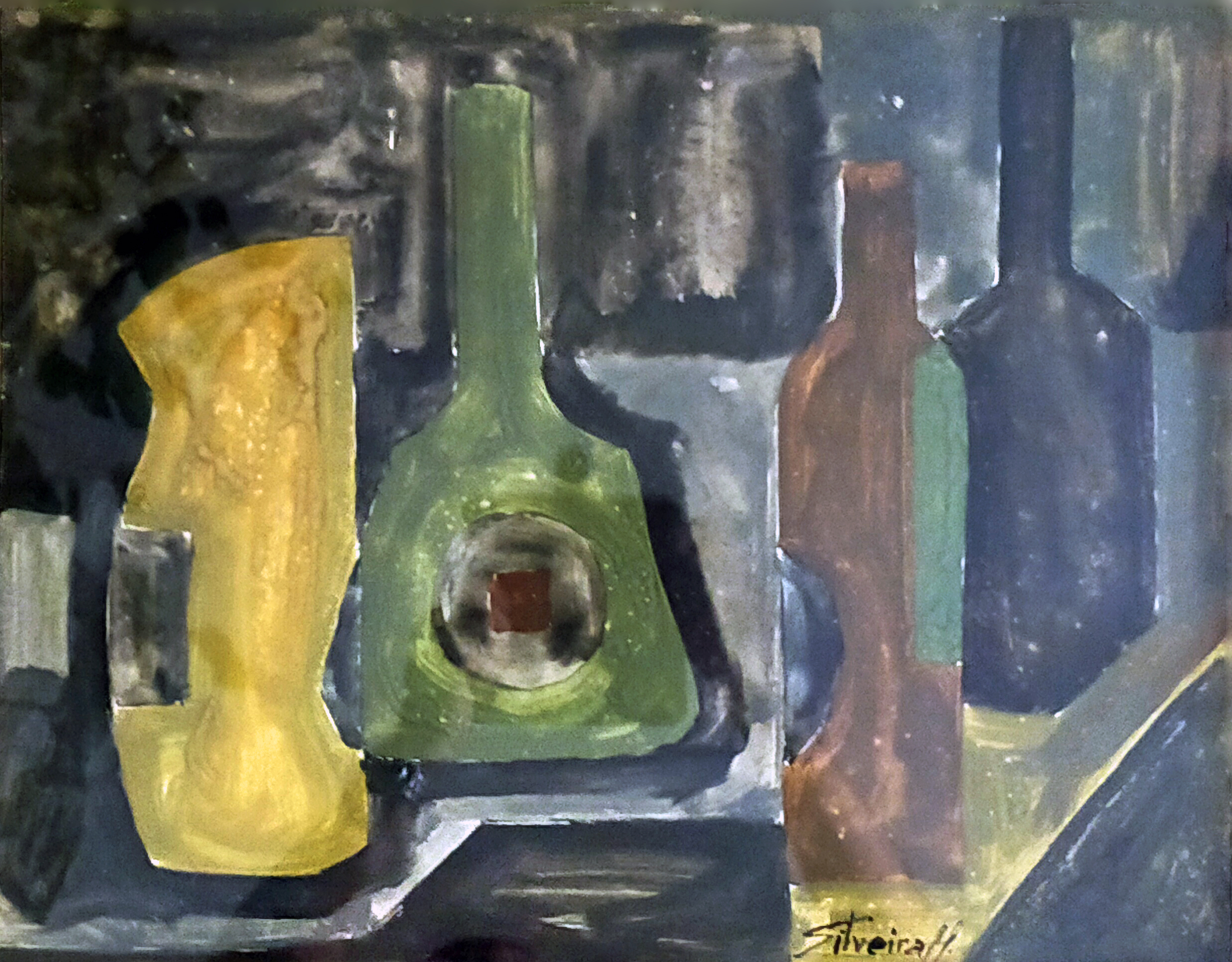
Botellas (estudio), c. 1962. Gouache sobre papel,
40 x 50 cm. Col. particular, Badajoz.

- Botellas (estudio), c. 1962. Gouache sobre papel, 40 x 50 cm. Col. particular, Badajoz.[229]
- Buhardillas y tejados, ant. 1966. Óleo sobre tablex, 65 x 50 cm. Col. particular, Salamanca.[146][387]
- El abrazo, finales de los años 1970. Técnica mixta sobre papel, 55 x 42 cm. Col. particular, Badajoz.[262][388]
- El gallinero, c. 1955-1959.[ai] Pintura al óleo, 55 x 40 cm. Col. particular, Madrid.[101]
- El puente, ant. 1960. Óleo sobre tela de saco. Col. particular, Badajoz.[100][101]
- Hijos del mar, ant. 1960. Óleo sobre tela de saco, 69 x 102 cm. «Exposición de Óleos: Guillermo Silveira García-Galán». Casa de la Cultura de la Diputación Provincial. Badajoz, 1-9 de diciembre de 1959 (n.º 2). «Exposición de Óleos de Guillermo Silveira García-Galán». Sala de exposiciones de la Sociedad de Instrucción y Recreo Liceo de Mérida (Badajoz), 11-17 de diciembre de 1961 (n.º 27). Col. particular, Talavera la Real, Badajoz.[292]
- La familia, mediados de los años 1970. Collage, 36 x 51 cm. Col. particular, Badajoz.[389][390]
- La Ría, ant. 1964. Óleo sobre lienzo, 46 x 55 cm. Se trata en realidad de una única obra presentada en Badajoz del 2 al 10 de mayo de 1963 (n.º 16), Fregenal de la Sierra (25 de abril-2 de mayo de 1976) y de nuevo en la capital del 3 al 9 de diciembre de 1984 (n.º 35) y del 26 de marzo al 31 de mayo de 2009 (n.º 18). Col. particular, Badajoz.[276][106]
- Mujer descansando, ant. 1964. Elementos metálicos, látex y gouache sobre papel, 40 x 55 cm. Col. particular, Barajas, Ávila.[391]
- Otoñal, ant. 1960. Óleo sobre tablex, 52 x 66 cm. «Exposición de Óleos: Guillermo Silveira García-Galán». Casa de la Cultura de la Diputación Provincial. Badajoz, 1-9 de diciembre de 1959 (n.º 5). «Exposición de Óleos de Guillermo Silveira García-Galán». Sala de exposiciones de la Sociedad de Instrucción y Recreo Liceo de Mérida (Badajoz), 11-17 de diciembre de 1961 (n.º 18). Col. particular, Talavera la Real, Badajoz.[83][392][313][393]
- Paisaje urbano, años 1960. Óleo sobre tablex, 37 x 44 cm. Museo Provincial de Bellas Artes de Badajoz.[394][395]
- Paisaje y caballo, ant. 1960. Óleo con espátula sobre madera, 46 x 49 cm. «Exposición de Óleos de Guillermo Silveira García-Galán». Sala de exposiciones de la Sociedad de Instrucción y Recreo Liceo de Mérida (Badajoz), 11-17 de diciembre de 1961 (n.º 28). Col. particular, Talavera la Real, Badajoz.[134]

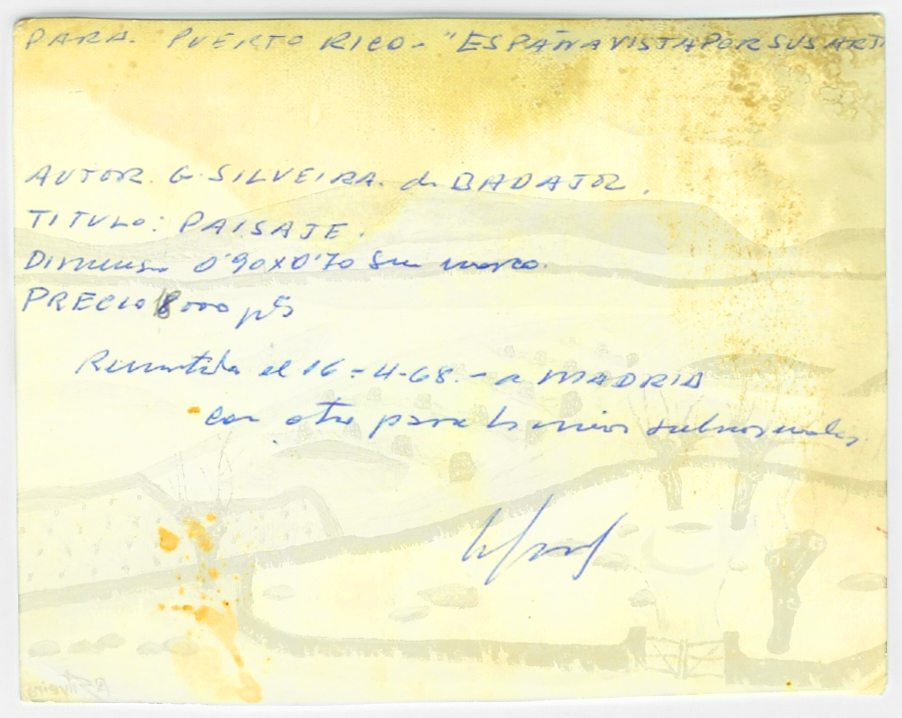
Datos técnicos del Paisaje remitido a Madrid el 16 de abril de 1968 con destino a la exposición "España Vista por sus Artistas", celebrada en San Juan de Puerto Rico en torno a la primavera de aquel año. Junto con la obra mencionada se envió "otro [cuadro] para los niños subnormales".

- Paisaje, ant. 1969. 70 x 90 cm. Junto «con otro [cuadro] para los niños subnormales» dirigido a la subasta organizada en el contexto del programa de variedades Club mediodía emitido por Televisión Española (junio de 1968),[396][397] fue remitido a Madrid el 16 de abril con destino a la exposición España Vista por sus Artistas celebrada en San Juan de Puerto Rico en torno a la primavera de aquel año. Paradero desconocido.
- Palomas blancas sobre tejado gris, c. 1969. Óleo sobre lienzo, 120 x 110 cm. Museo Provincial de Bellas Artes de Badajoz.[90][398][134]
- Palomas blancas sobre tejado gris, c. 1969. Plumilla y témpera sobre papel, 56 x 41 cm. Col. particular, Badajoz.[399]
- Pan humilde, c. 1975. Óleo sobre tela de saco, 115 x 85 cm. Col. particular, Badajoz.[400][134][401]
- Romántica dulzura (conocida paralelamente como La viuda),[402] ant. 1962. Óleo sobre tablex, 75 x 50 cm. Junto con las «figuras» El adiós, Dama exótica, Muchacha de la blusa moteada, Transición y Payaso melancólico formó parte de la Exposición de Óleos de Guillermo Silveira García-Galán celebrada en la sala de exposiciones de la Sociedad de Instrucción y Recreo Liceo de Mérida del 11 al 17 de diciembre de 1961.[383] Cabe resaltar asimismo que en años posteriores el artista realizó una serie de modificaciones en relación con el cuadro original (algo relativamente habitual en el conjunto de su producción), sin que en ningún momento se pueda hablar de dos piezas distintas. Col. particular, Badajoz.[284][403]
- Serie Circo, años 1980. Col. particular, Badajoz.

- Espectáculo circense (inacabada). Tinta y gouache sobre papel, 37 x 43 cm.
- Malabaristas. Tinta y gouache sobre papel, 33 x 40 cm.
- Sin título («DIRECCION ARTE»). Técnica mixta sobre papel.

- Sin título (réquiem) (inacabada), años 1970. Técnica mixta sobre papel, 30 x 28 cm. Col. particular, Badajoz.
- Vidriera para un aleluya [sic], ant. 1964. Pintura al óleo y acrílica sobre madera, 40 x 20 cm. Col. particular, Badajoz.[123][237]
- Vitral, ant. 1966. Laca vitral sobre vidrio, 61 x 35 cm. Col. particular, Madrid.[237]

|                                                                                                |
| La caseta, 1968. Óleo con espátula y pincel sobre tela de saco, 80 x 120 cm. Museo de Cáceres. |

| |
| Apeadero las Acacias, finales de los años 1960. Óleo sobre madera, 45 x 54 cm. Col. particular, Badajoz. |

|                                                                                                 |
| Bodegón o Botellas en azul, c. 1972. Gouache sobre papel, 40 x 52 cm. Col. particular, Badajoz. |

|                                                                                            |
| Paisaje urbano nevado, años 1970. Óleo sobre tablex, 37 x 44 cm. Col. particular, Badajoz. |

| |
| El abrazo, finales de los años 1970. Técnica mixta sobre papel, 55 x 42 cm. Col. particular, Badajoz. |

|                                                                                  |
| Bodegón del té, 1979. Gouache sobre papel, 38 x 54 cm. Col. particular, Badajoz. |

| |
| Composición (boceto para mural), 1983. Técnica mixta sobre planchas de tablex, 60 x 46 cm. Col. particular, Badajoz. |

|                                                                              |
| Tierra parda, 1985. Óleo sobre lienzo, 92 x 73 cm. Col. particular, Badajoz. |

## Certámenes y exposiciones

### Algunas colectivas
- «IV Exposición de Artistas Regionales». Casino de Salamanca, 13-20 de diciembre de 1953.[aj]
- «Exposición Nacional de Recursos Turísticos» (EXPOTUR). Palacio de exposiciones del Instituto Nacional de Industria. Madrid, 20 de junio-20 de julio de 1963.[339]

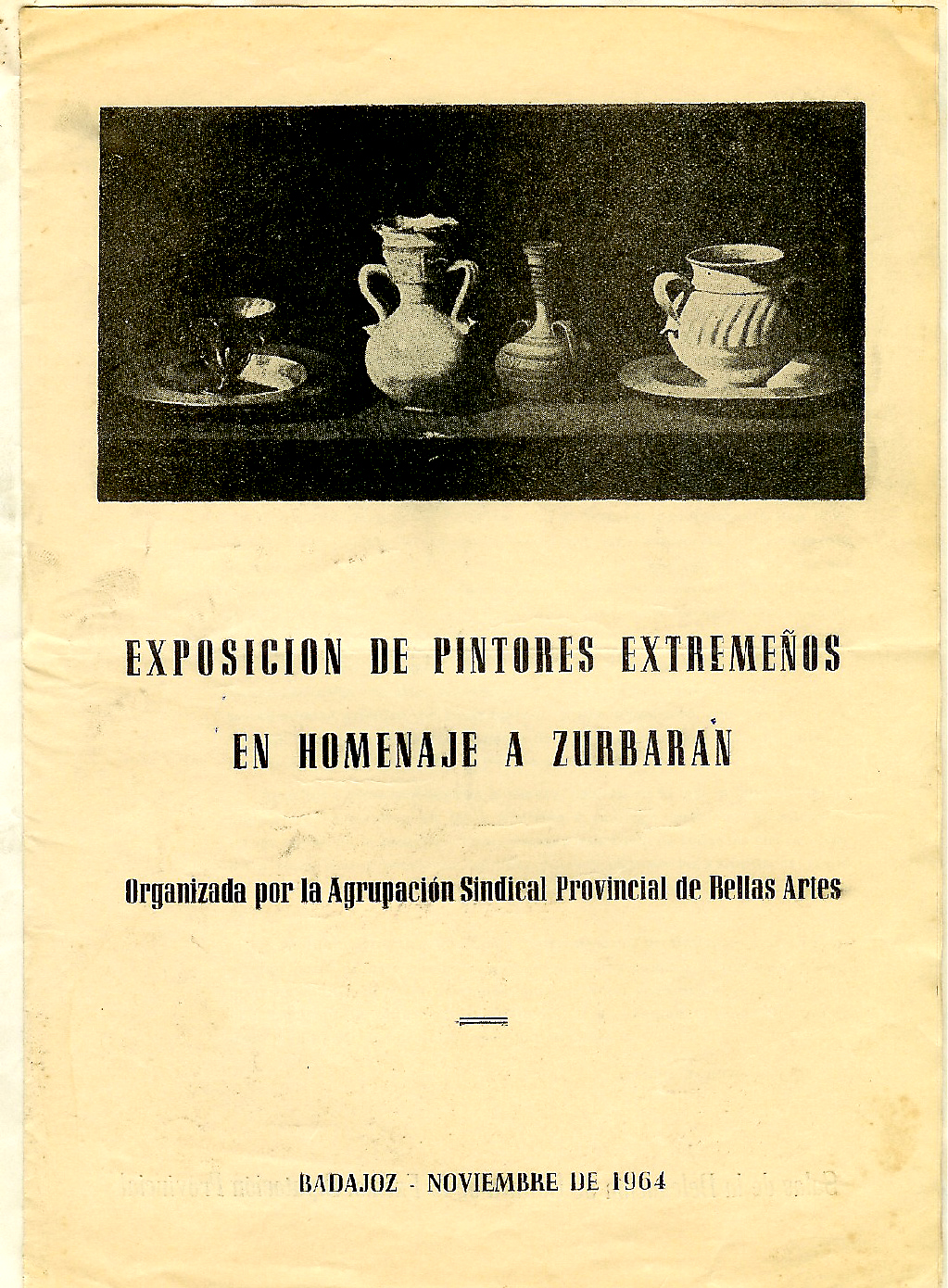
Folleto de mano de la "Exposición de Pintores Extremeños en Homenaje a Zurbarán". Agrupación Nacional Sindical de Bellas Artes (ANSIBA). Badajoz (Casa de la Cultura de la Diputación Provincial, 27 de noviembre-diciembre de 1964). Imprenta Provincial. Imagen de cubierta.

- «Exposición de Pintores Extremeños en Homenaje a Zurbarán». Agrupación Nacional Sindical de Bellas Artes (ANSIBA): Fuente de Cantos (Colegio San Francisco Javier, 20 de septiembre-2 de octubre de 1964),[406][407] Badajoz (Casa de la Cultura de la Diputación Provincial, 27 de noviembre-diciembre de 1964. Imprenta Provincial. DL BA 164-1964).[133]
- «Siete Artistas Extremeños de Vanguardia». Sala de exposiciones de la Sociedad de Instrucción y Recreo Liceo de Mérida, Badajoz, 20-28 de marzo de 1965. Tip. Vadillo.[ak]
- «Pintores de Badajoz». VI Feria Internacional del Campo (Cortijo de Badajoz). Madrid, 23 de mayo-junio de 1965.[148]
- «Exposición ANSIBA» (Agrupación Sindical Provincial de Bellas Artes). Badajoz, 8- de febrero de 1966.[156]
- «Exposición Antológica de Pintores Extremeños Contemporáneos» (primera salida). Cátedra López Prudencio de Cultura y Arte. Círculo de Artesanos. Don Benito, Badajoz, noviembre-diciembre de 1967.[al]
- «Exposición Antológica de Pintores Extremeños Contemporáneos» (segunda salida). Cátedra López Prudencio de Cultura y Arte. Almendralejo, Badajoz, marzo de 1968. Imp. Doncel Industrias Gráficas.[156]
- Exposiciones de la Agrupación Nacional Sindical de Bellas Artes (ANSIBA). «España Vista por sus Artistas»: San Juan de Puerto Rico (en torno a la primavera de 1968),[408] Nueva York y Copenhague (de octubre a noviembre del mismo año).[am]
- «I Salón de Octubre». Agrupación Nacional Sindical de Bellas Artes (ANSIBA). Casa de la Cultura de la Diputación Provincial. Badajoz, octubre de 1968.[409]
- «Pintores de Badajoz». Sevilla, IX Feria de Muestras Iberoamericana, 15-30 de abril de 1969.[22]
- Selección de obras presentadas en la Exposición Nacional de Arte Contemporáneo de 1970 (itinerante). Centro Cultural Genaro Pozas. Huesca, 15-22 de febrero de 1972.[410]
- Exposición de fondos de los Museos de Arte Contemporáneo y Nacional de Bellas Artes. Caja de Ahorros y Monte de Piedad de Baleares (itinerante). Palma de Mallorca, 28 de agosto-1 de septiembre de 1972. Se expusieron pinturas de artistas como Anglada Camarasa, Manuel Benedito, Gonzalo Bilbao, Maruja Mallo, Francisco Sancha, Fernando Álvarez de Sotomayor, Juan Barjola, Gregorio Prieto, Manuel Viola, Feito o Guillermo Silveira entre otros.[411]
- «Pintura Española Actual». Galería de Arte de la Caja de Ahorros Provincial. Alicante, 2-9 de noviembre de 1972. Se presentaron según el correspondiente catálogo un total de dieciocho obras de quince artistas españoles como Fernando Delapuente (dos), Carmelo García Barrena (una), Ignacio García Ergüin (una) o Ángel Medina (dos), que con anterioridad habían concurrido a la Nacional de Arte Contemporáneo de 1970 y en la que por parte de Silveira figuró La cuerda rota.[412]
- Exposición conmemorativa del centenario de la Escuela de Artes y Oficios Adelardo Covarsí. Casa de la Cultura de la Diputación Provincial. Badajoz, febrero de 1975. Se presentaron obras de profesores y alumnos que pasaron por ella a lo largo de sus cien años de actividad como Aurelio Cabrera, Felipe Checa, José María Collado, el propio Covarsí, Antonio Juez, Isauro Luengo, Timoteo Pérez Rubio, José Rebollo, Guillermo Silveira o Ángel Zoido entre otros.[413][414]
- «Exposición de Pintores Contemporáneos de la Baja Extremadura». Sala de exposiciones de la Caja de Ahorros Provincial de Vizcaya. Bilbao, septiembre de 1976.[212]
- Cultural Legation Extremadura.[35] Diputación Provincial de Badajoz: Institución Cultural Pedro de Valencia. El Cairo, 21-29 de septiembre de 1978. Conformaron el envío «veinte cuadros del Museo Provincial, representatarios [sic] de la pintura extremeña de los siglos xix y xx, [así como] cerca de cien fotografías de paisajes, monumentos y destacados aspectos de la provincia».[415] Silveira presentó el retrato Campesina (1977. Tinta y lápiz de color sobre papel, 60 x 45 cm). Por parte egipcia se hizo eco del evento el periódico Al-Ahram, si bien no se conservan ejemplares del número o los números concretos donde salió la noticia.[212]
- «Exposición Antológica de Artistas Extremeños». Organizada por la Diputación Provincial con ocasión del traslado de la Casa de la Cultura de la Plaza de Minayo a la Avda. de Europa dedicada por entonces al general Miguel Rodrigo. Badajoz, 10-25 de marzo de 1980.[243]
- «Pintura Contemporánea Extremeña: Tendencias Actuales» (itinerante). Museo Provincial de Bellas Artes. Badajoz, junio-septiembre de 1983.[an]
- Exposición de artistas extremeños. Casa de España. Amberes, Europalia 85.[ao]
- Exposición inaugural de la Sala Acuarela. Badajoz, 28 de febrero-marzo de 1986.[ap]

### Participación en certámenes (selección)

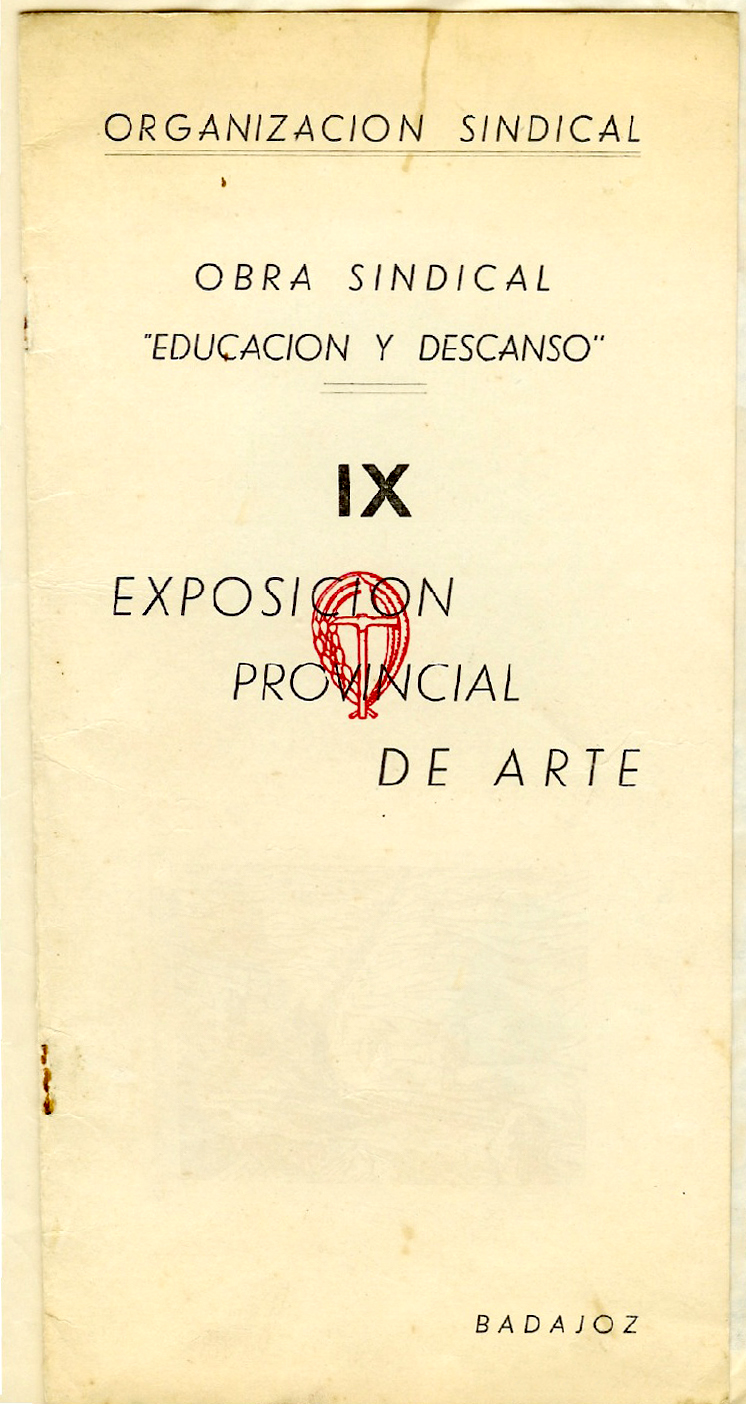
Catálogo de la "IX Exposición Provincial de Arte de la Obra Sindical de Educación y Descanso". Badajoz, julio de 1960.

- «IX Exposición Provincial de Arte de la Obra Sindical de Educación y Descanso». Badajoz, julio de 1960:

[…] en los fuera de concurso, debió sin duda figurar también la obra de Guillermo Silveira.

Así lo entendió el jurado al excluirlo de los galardones concedidos, pese a ser la suya la más considerable aportación al certamen. Casi todas las obras que presenta son conocidas de su última y relativamente reciente exposición.

Obtuvo el Primer Premio la pintura abstracta Cosmos de Luis Álvarez Lencero.
- «III Premio Valdepeñas y XXIV Exposición Manchega de Artes Plásticas». Valdepeñas (Ciudad Real), septiembre de 1963.[108]
- «XII Exposición de Otoño». Real Academia de Bellas Artes Santa Isabel de Hungría. Sevilla, 1 de noviembre-1 de diciembre de 1963.[108][417]
- Les Arts en Europe (primera exposición). Consejo Europeo de Arte y Estética. Centro Internacional Rogier. Bruselas, 3-15 de junio de 1964.[418][129]
- «IV Premio Valdepeñas y XXV Exposición Manchega de Artes Plásticas». Valdepeñas (Ciudad Real), septiembre de 1964.[146][129]
- «XIII Exposición de Otoño». Real Academia de Bellas Artes Santa Isabel de Hungría. Sevilla, inaugurada en el Palacio Municipal de Exposiciones el 18 de octubre de 1964.[129][419]
- «II Bienal de Pintura Extremeña». Cáceres, clausurada el 18 de julio de 1965.[146][420]
- «XXV Exposición Nacional de Arte de la Obra Sindical de Educación y Descanso» (fuera de concurso). Locales del Pabellón de Electrificación. Alicante, 30 de octubre-13 de noviembre de 1967.[421]
- «Exposición Nacional de Pintura sobre Temas del Mar» (II Semana Naval). Salón de exposiciones de la Cámara de Comercio. Santander, clausurada el 8 de julio de 1968.[422]
- «Exposición Nacional de Bellas Artes». Palacios de Velázquez y Cristal del Parque del Retiro. Madrid, 1-20 de julio, 1 de octubre- de 1968. Participaron en la muestra los pintores extremeños Juan Barjola, Eduardo Naranjo, Godofredo Ortega Muñoz (fuera de concurso), Julián Pérez Muñoz, Manuel Parralo, Felipe Yuste y Guillermo Silveira García-Galán, que presentó su obra La caseta (SALA XVI, n.º 170).[423][aq]
- «XXX Exposición Manchega de Artes Plásticas». Valdepeñas (Ciudad Real), septiembre de 1969.[22]
- «I Certamen de Pintura UNICEF». Club Urbis. Madrid, noviembre de 1969.[ar]
- «XXI Exposición de Otoño». Real Academia de Bellas Artes Santa Isabel de Hungría. Sevilla, inaugurada el 8 de octubre-noviembre de 1972.[424][425]

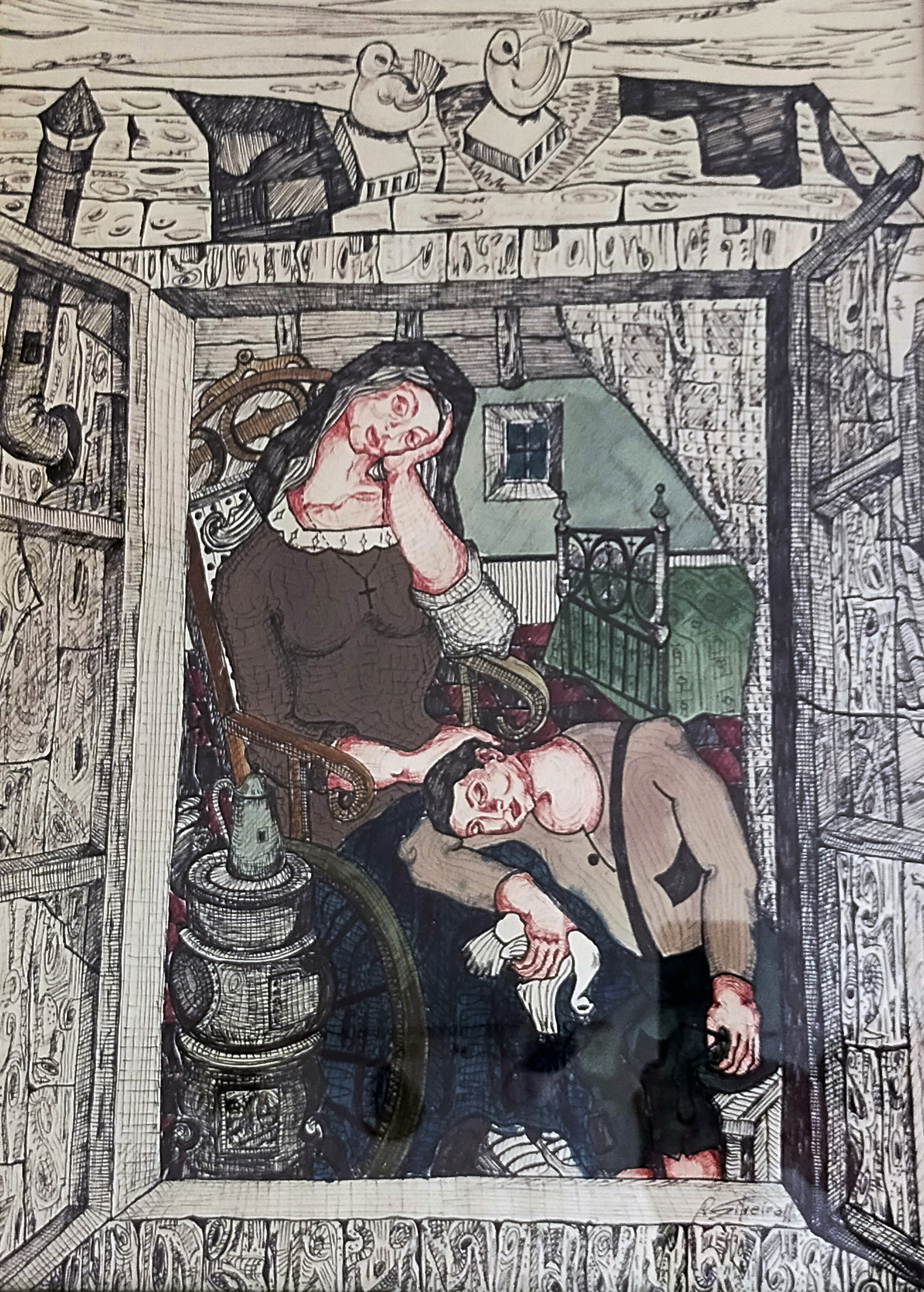
Palomas blancas sobre tejado gris,
c. 1969. Plumilla y témpera sobre papel, 56 x 41 cm. Col. particular, Badajoz.

- «Exposición Nacional de Arte Contemporáneo 1972». Comisaría General de Exposiciones; Ministerio de Educación y Ciencia. Muestra itinerante celebrada en Barcelona, Bilbao, Granada, La Coruña, Las Palmas, Madrid, Palma de Mallorca, Salamanca, Sevilla, Valencia, Valladolid y Zaragoza. Concurrieron en las distintas secciones numerosos artistas del momento como José Manuel Broto, Felipe Brugueras, Fernando Delapuente, Jorge Freixas Cortés, Manuel Gannau, Fernando Gómez Catón, Juan Antonio Huguet Pretel, Bernard Petit, Carmen Pinteño o Martín Ruiz Anglada.[426] Silveira por su parte envió la pintura al óleo En una esquina cualquiera y una versión realizada a base de técnicas mixtas de Palomas blancas sobre tejado gris a las que sumó un dibujo de comienzos de los años 1970 titulado El perdón, si bien estas dos últimas piezas no fueron seleccionadas.[195]
- «V Bienal de Pintura Extremeña» (se presentaron fuera de concurso dos obras por autor de Bonifacio Lázaro Lozano, Julián Pérez Muñoz y Guillermo Silveira, que expuso sus cuadros En una esquina cualquiera y Fidelidad). Casa de la Cultura de la Diputación Provincial. Badajoz, 26 de febrero-14 de marzo de 1974.[427]
- «I Premio Internacional de Dibujo Luis de Morales». Institución Cultural Pedro de Valencia. Casa de la Cultura de la Diputación Provincial. Badajoz, 8- de octubre de 1974.[428]
- «LXXX Exposición de Primavera». Pabellón Mudéjar. Ateneo de Sevilla, inaugurada el 2 de marzo de 1975.[429]
- «III Bienal de Pintura Ciudad de Zamora». Ayuntamiento de Zamora, octubre de 1975.[212]
- «XXVI Exposición de Otoño». Real Academia de Bellas Artes Santa Isabel de Hungría. Sevilla, 16 de octubre-17 de noviembre de 1977.[212][430]
- «III Premio Nacional de Pintura Francisco Gil» con Pan humilde. Sala de exposiciones del Gran Hotel. Salamanca, 15-30 de noviembre de 1977.[431]
- «III Bienal Nacional de Pintura Ciudad de Huesca». Sala de exposiciones de la Caja de Ahorros y Monte de Piedad de Zaragoza, Aragón y Rioja, octubre-noviembre de 1978.[252]
- «I Premio Cáceres de Pintura». Diputación Provincial, diciembre de 1979.[432]
- «VII Bienal de Pintura Provincia de León». Diputación Provincial, 19 de diciembre de 1986-11 de enero de 1987.[277]

### Individuales
- «Exposición de Óleos: Guillermo Silveira García-Galán». Casa de la Cultura de la Diputación Provincial. Badajoz, 1-9 de diciembre de 1959.[81][83][433][434][311]

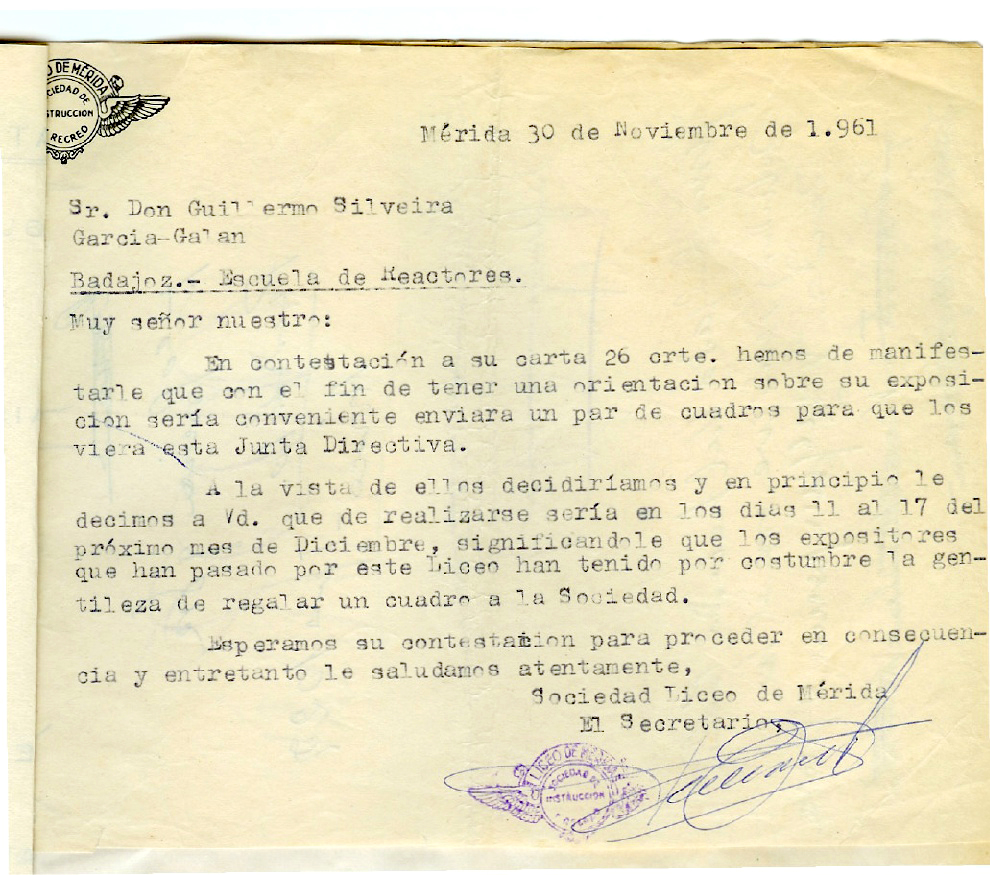
Carta del secretario de la Sociedad Liceo de Mérida a Guillermo Silveira García-Galán sobre la posible exposición a celebrar del 11 al 17 de diciembre de 1961.

- «Exposición de Óleos de Guillermo Silveira García-Galán». Sala de exposiciones de la Sociedad de Instrucción y Recreo Liceo de Mérida (Badajoz), 11-17 de diciembre de 1961.[92][383][84]
- «Exposición de Pinturas de G. Silveira García-Galán». Sala de exposiciones de la Escuela Municipal de Punta Umbría (Huelva). Calle Ancha, 4-11 de agosto de 1962.[286][84]
- «Exposición de Pinturas y Esculturas: G. Silveira García-Galán». Casa de la Cultura de la Diputación Provincial. Badajoz, 2-10 de mayo de 1963.[435]
- «Pinturas de Silveira». Real Sociedad Económica Extremeña de Amigos del País. Celebrada eventualmente en la sala de exposiciones de la Casa de la Cultura de la Diputación Provincial de Badajoz, 17-25 de diciembre de 1963.[436][437][438]
- «Pinturas de Silveira». Sala de exposiciones de la Sociedad de Instrucción y Recreo Liceo de Mérida (Badajoz), 9-13 de febrero de 1964.[439]
- «Silveira Expone Pinturas». Casa de la Cultura de la Diputación Provincial. Badajoz, 28 de mayo-5 de junio de 1965.[440]
- «Pinturas de Silveira». Casa de la Cultura de la Diputación Provincial. Badajoz, 28 de noviembre-7 de diciembre de 1966.[19][441]
- «Pinturas de Guillermo Silveira». Salón de plenos del ayuntamiento de Fregenal de la Sierra (Badajoz), 25 de abril-2 de mayo de 1976.[226][227][as]
- «Exposición de Pinturas de Guillermo Silveira». Muestra retrospectiva (1959-1984) con ocasión de la Semana Cultural Militar. Sala de exposiciones del Banco de Bilbao (Badajoz), 3-9 de diciembre de 1984.[256][257][255][240]

Constó la misma de treinta y nueve piezas realizadas entre los años 1959 (Rocas y pastos. Óleo sobre madera, 53 x 84,5 cm) y 1982 (Dolor y esperanza. Dibujo litografiado, 40 x 26 cm), entre las que figuraron las escultopinturas tituladas Formas contenidas metálicas (1961. 39 x 55 cm) y Torero (1963. 80 x 60 cm), Camino de la luz y Pueblo en azul (ambas de 1963), Simbolismo de una pareja de artistas (1965) o La herencia (1981), las cuatro en paradero desconocido, los cuadros de caballete Bodegón de la ventana (c. 1973), Palomas blancas sobre tejado gris (c. 1969), Virgen y Niño (1971), En una esquina cualquiera (1972), Los pedigüeños (1977), El adiós (1978), si bien cabe resaltar la existencia de una nota publicada en el pertinente folleto de mano en la que se advertía de que «dada la premura» con que se montó la muestra solo pudieron presentarse obras conservadas en aquel momento en diversas colecciones particulares y organismos oficiales de Badajoz capital, así como de un conjunto de fotografías y esquemas de esculturas y murales «sitos en la ciudad», considerados por el propio artista como «de dominio público».

### Póstumas (2009-presente)
Colectivas
- Bodegón de la ventana, c. 1973. Óleo sobre lienzo, 60 x 73 cm. Col. particular, Badajoz. «La Naturaleza Muerta en la Pintura Extremeña». Museo Provincial de Bellas Artes. Badajoz, 25 de octubre-12 de diciembre de 2010.[386][442]
- La cuerda rota, 1968. Óleo sobre lienzo, 126 x 90 cm. Museo Nacional Centro de Arte Reina Sofía. «Adquisiciones, Donaciones y Depósitos (2009-2010)». Museo Provincial de Bellas Artes. Badajoz, 31 de marzo-30 de abril de 2011.[185]
- Hombres y máquinas, otoño de 1984. Óleo sobre lienzo, 160 x 89 cm. Museo de Arte Contemporáneo de Fregenal de la Sierra (MACF). «Primeros Premios de las XXX Ediciones del Internacional de Pintura Eugenio Hermoso». Con motivo del 50.º aniversario de la muerte del artista. Sala de exposiciones del conventual de San Francisco. Fregenal de la Sierra (Badajoz), inaugurada el 2 de febrero de 2013.[443]
- Paisaje urbano, años 1960. Óleo sobre madera, 37 x 44 cm. «Adquisiciones, Donaciones y Depósitos (2011-2012)». Museo Provincial de Bellas Artes. Badajoz, 19 de febrero-31 de marzo de 2013.[444]
- Cristo Redentor (boceto), 1962. Aglomerado de polvo de mármol, 105 x 100 x 36 cm. «Obra de Almacén: Esculturas de Iconografía Cristológica». Museo Provincial de Bellas Artes. Badajoz, 21 de marzo-25 de abril de 2013.[445]

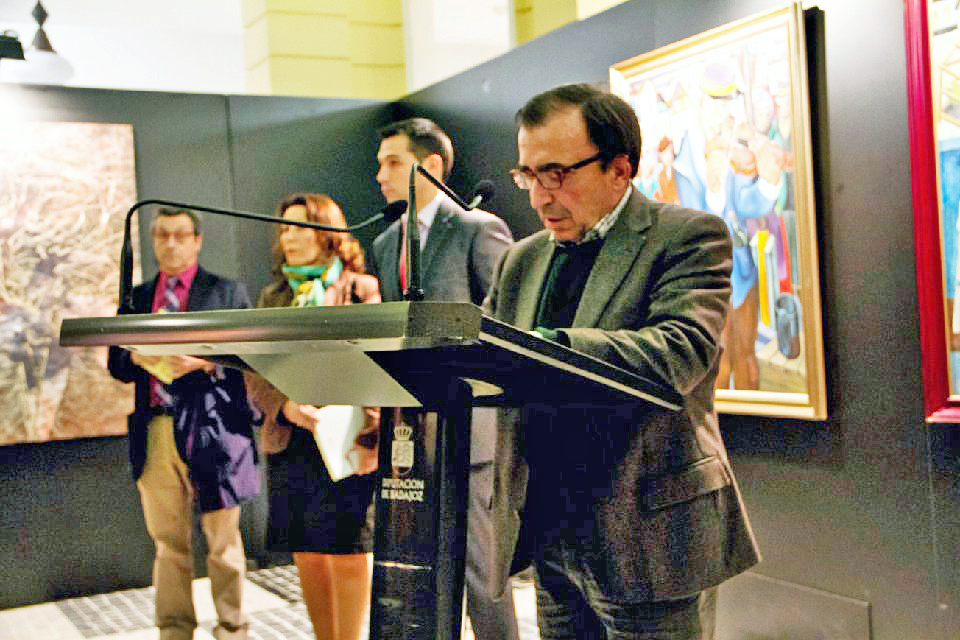
Momento del acto inaugural de la exposición "Huellas de Guillermo Silveira". En la imagen (de izquierda a derecha) el pintor y escritor Francisco J. Vaz Leal, los diputados Isabel Antúnez Nieto y Manuel Borrego Rodríguez y el director del Área de Cultura de la Diputación Provincial Francisco Muñoz Ramírez en el uso de la palabra.

- «Huellas de Guillermo Silveira». Museo Provincial de Bellas Artes (Sala Vaquero Poblador-Patio de Columnas). Badajoz, 25 de febrero-15 de marzo de 2014. Se presentaron treinta y cinco piezas de siete antiguos alumnos de Silveira (Alfonso Doncel, Milagros Galán, Rafael Morera, Ángel Luis Pérez Espacio, Luis Piris, Rafael Sánchez y Francisco J. Vaz Leal) durante los trece años que fue profesor en la Escuela de Artes y Oficios Adelardo Covarsí de Badajoz además de dos pinturas del maestro: Niños olvidados (1980, ya expuesta en 1984) y El violinista apasionado (1985, mostrada por primera vez al público).[446][447]
- «11 + 1». Estudio Taller. Badajoz, 5 («la noche en blanco»)-12 de septiembre de 2015. Se exhibieron once piezas de otros tantos fotógrafos, pintores y escultores más dos obras seguidas (la Composición ejecutada en 1983 fue reemplazada más tarde por una reproducción del dibujo titulado Dos músicos del circo de 1987) de Guillermo Silveira como «artista invitado».[448]
- Exposición itinerante de reproducciones de obras de dieciocho pintores (Luis de Morales, Francisco de Zurbarán, Felipe Checa, Nicolás Megía, José Bermudo Mateos, Eugenio Hermoso, Adelardo Covarsí, José Pérez Jiménez, Antonio Juez, Timoteo Pérez Rubio, Isaías Díaz, Godofredo Ortega Muñoz, Víctor José Amador Purificación, Juan Barjola, Guillermo Silveira [La cuerda rota], Manuel Santiago Morato, Antonio Gallego Cañamero y Eduardo Naranjo) y cuatro escultores (Aurelio Cabrera Gallardo, Pedro Torre Isunza, Enrique Pérez Comendador y Juan de Ávalos) extremeños de los siglos xvi al xxi conservadas en el Museo Provincial de Bellas Artes (MUBA). Sala de conferencias de la Casa de la Cultura de Monesterio (Badajoz), 13-30 de noviembre de 2018.[449][450][451]
- La caseta, 1968. Óleo con espátula y pincel sobre tela de saco, 80 x 120 cm. «Espacios e Identidades – Otras Lecturas para el Territorio desde el Museo de Cáceres» (selección de piezas de arqueología, etnografía y bellas artes). Inaugurada en el Palacio de las Veletas el 15 de septiembre de 2023 con motivo del inicio de la rehabilitación integral del centro comenzando por la Casa de los Caballos. Se exhibieron igualmente en tal sentido pinturas y esculturas de Hermoso, Covarsí, Pérez Rubio, Ortega Muñoz, Pérez Comendador, Juan José Narbón, Ángel Duarte, Wolf Vostell y otros.[452]

Individuales

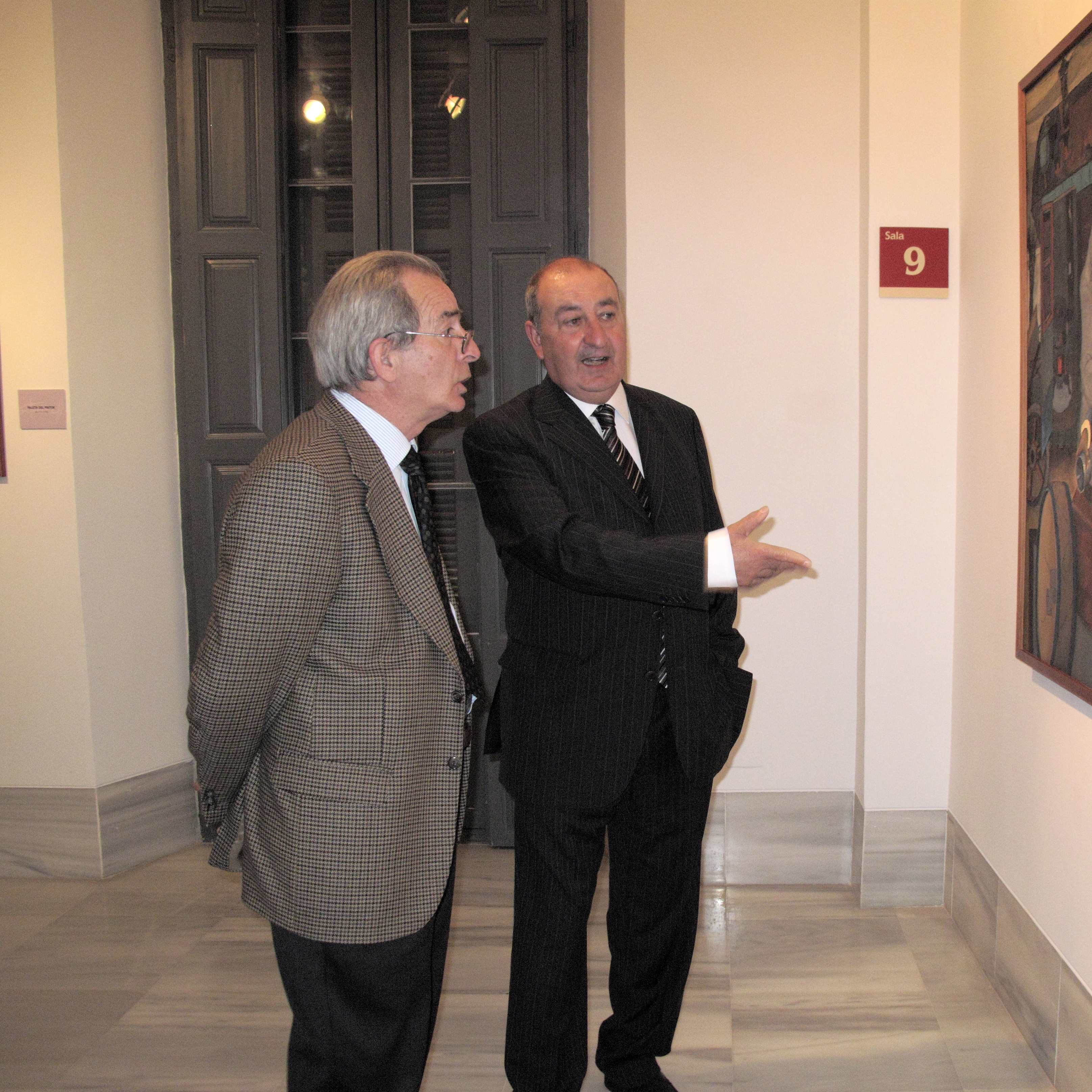
Fernando Saavedra Campos (izda.), yerno del pintor, departiendo con Francisco Tejada Vizuete ante La cuerda rota la tarde inaugural de la exposición de obras de Guillermo Silveira celebrada en el Museo Provincial de Bellas Artes de Badajoz del 26 de marzo al 31 de mayo de 2009.

- «Guillermo Silveira». Centro de exposiciones del Museo Provincial de Bellas Artes de Badajoz. Calle Duque de San Germán, 26 de marzo-31 de mayo de 2009.[453] Se expusieron sesenta y tres obras entre paisajes (22), bodegones (3), escultura y escultopintura (9), un boceto del monumento a las cien mil horas de vuelo, figura humana (26) y escenas simbolistas (2), así como una paleta del pintor, realizada por él mismo. Según los datos ofrecidos por el MUBA, de los 15 774 visitantes registrados durante los ocho primeros meses del año (enero-agosto), destacaron las 4415 personas que acudieron a la exposición, lo que la convirtió en la muestra más concurrida del momento.[454]
- Sala de exposiciones del Casino de Algeciras, Cádiz, abril-3 de mayo de 2009. Se presentaron treinta y cuatro láminas en que se reproducían otros tantos cuadros del extremeño en formato 72 x 30 cm.[455]
- Recordando Guillermo Silveira – Mostra Comemorativa. Fórum Cultural Transfronteiriço. Alandroal (Portugal), 8-31 de mayo de 2015. Junto con algunas obras originales como Sol de invierno, Botellas en azul, Paisaje urbano nevado, la maternidad de la serie inconclusa de 1971 Cuatro estaciones en la vida de una mujer o El abrazo se presentaron láminas y fotografías de esculturas, murales y cuadros a fin de ofrecer una visión lo más amplia posible de su trayectoria plástica.
- «GUILLERMO SILVEIRA moderno / rupturista». Casa de la Cultura de Segura de León, Badajoz, 20-23 de julio de 2017. Se inauguró la muestra conformada por nueve piezas realizadas entre comienzos de la década de los sesenta y 1983 con la audición del texto Búsquedas del pintor y escritor Francisco J. Vaz Leal, antiguo alumno del artista, acompañada de interpretaciones musicales y distintas lecturas dramatizadas. Se expusieron también una versión abstracta de Palomas blancas sobre tejado gris de Vaz Leal y una obra de Rafael Morera (pintura acrílica sobre papel pegado a lienzo, 100 x 80 cm), inspirada según el autor en el colorido de la escultopintura de Silveira Estructura n.º 6 o Fragua.[456]

|                                                                                          |
| Maternidad (primavera), 1971. Gouache sobre papel, 58 x 32 cm. Col. particular, Badajoz. |

|                                                                                           |
| La despedida (invierno), 1971. Gouache sobre papel, 58 x 32 cm. Col. particular, Badajoz. |

- «BÚSQUEDAS».[au] Palacio de los Barrantes-Cervantes. Trujillo, Cáceres, 15 de septiembre-29 de octubre de 2017.[457] Se presentaron veinticuatro obras entre paisajes (6), escenas portuarias (3), bodegones (1), escultopintura (2), figura humana (10) y representaciones simbolistas (2), realizadas entre los años 1959 y 1985.[458] De ellas, Paisaje gris (1965), Carros en la cuesta (1968) y Marina (1968. Técnica mixta sobre aglomerado de madera, 89 x 189,5 cm. Col. particular, Las Matas, Madrid) no habían sido expuestas nunca al público. Asistieron a la inauguración el alcalde de Trujillo Alberto Casero Ávila, el director general de Bibliotecas, Museos y Patrimonio Cultural de la Junta de Extremadura Francisco Pérez Urbán, el presidente del Patronato Fundación Obra Pía de los Pizarro y Jarilla y Barrantes-Cervantes Hernando de Orellana-Pizarro y el director de Actividades de la Fundación Juan Antonio Serrano.[av]
- «GUILLERMO SILVEIRA – UN PUÑETAZO DE ALMA».[aw] Sala Espacio CB Arte de la Fundación CB de Badajoz. Avda. Santa Marina n.º 25, 11-29 de enero de 2022. Contó la muestra con veinticinco piezas realizadas entre 1959 y 1987, todas ellas provenientes de colecciones privadas de Badajoz capital (22) y Talavera la Real (3), estas últimas adquiridas en su momento por «uno de sus primeros compradores y ya amigo, [quien las] guarda con admiración y casi devoción, Alfonso Rourich».[392] En su mayor parte (20) fueron pintadas o bien a base de óleos, o bien de técnicas mixtas sobre lienzo, tablex, diferentes tipos de telas y otros soportes, a las que se sumaron cinco «obras menores [ejecutadas] al aguatinta, gouaches, grabados, dibujos, etc. [sobre papel]».[239] También todas, salvo la composición sin título de principios de los años ochenta, Paisaje urbano (1984) y Dos músicos del circo (aun cuando esta tercera se vio brevemente en la Económica a principios de febrero de 1988),[241] se habían mostrado al menos en un evento anterior. Como ya ocurriera en las exposiciones antológicas de 2009 y 2017 predominó temáticamente la representación de la figura humana (17),[459][460] «a la que trata con la ternura de quien se acerca paternalmente a sus personajes y los acoge con lo que él considera los valores eternos, como la fidelidad, el auxilio y la comprensión».[461][ax] Con dicho motivo se publicó un catálogo de cincuenta y cuatro páginas impreso a todo color en el que a modo de estudios introductorios de los cuadros presentados se incluyeron sendos textos de Fernando Saavedra y Rafael Morera que actuó como comisario.[462]

- Por su parte el Ayuntamiento de Segura de León, pueblo natal del pintor, organizó la muestra titulada «SILVEIRA EN EL CASTILLO» en cuya capilla se presentaron del 27 de mayo al 26 de junio un total de quince obras como Botellas (estudio), Coro de monjas, Virgen y Niño, Bodegón del té, El sembrador de piedras (1.ª vers.), un boceto de 60 x 46 cm ejecutado en noviembre de 1983 para uno de los dos murales destinados a decorar la sede de la Caja Postal de Badajoz y que no llegó a terminar o Tierra parda, realizadas entre comienzos de la década de los sesenta y mediados de los años 1980 en las que se pueden observar diversas técnicas y soportes como óleos o procedimientos mixtos sobre lienzo o planchas de tablex junto a gouaches, témperas o tintas sobre papel.[463]

## Premios y reconocimientos
- Diploma de Honor de la X Exposición Provincial de Arte de la Obra Sindical de Educación y Descanso por Cruce de calles. Badajoz, julio de 1962.[97]
- Medalla de Cobre (Tercera) y 750 pesetas de la XX Exposición Nacional de Arte de la Obra Sindical de Educación y Descanso por El puente (n.º 34). Sevilla, 15-29 de diciembre de 1962. Además de la obra premiada presentó los cuadros El adiós (n.º 32), Romántica dulzura (n.º 33), Cruce de calles (n.º 35) y Callejón (n.º 36).[464]

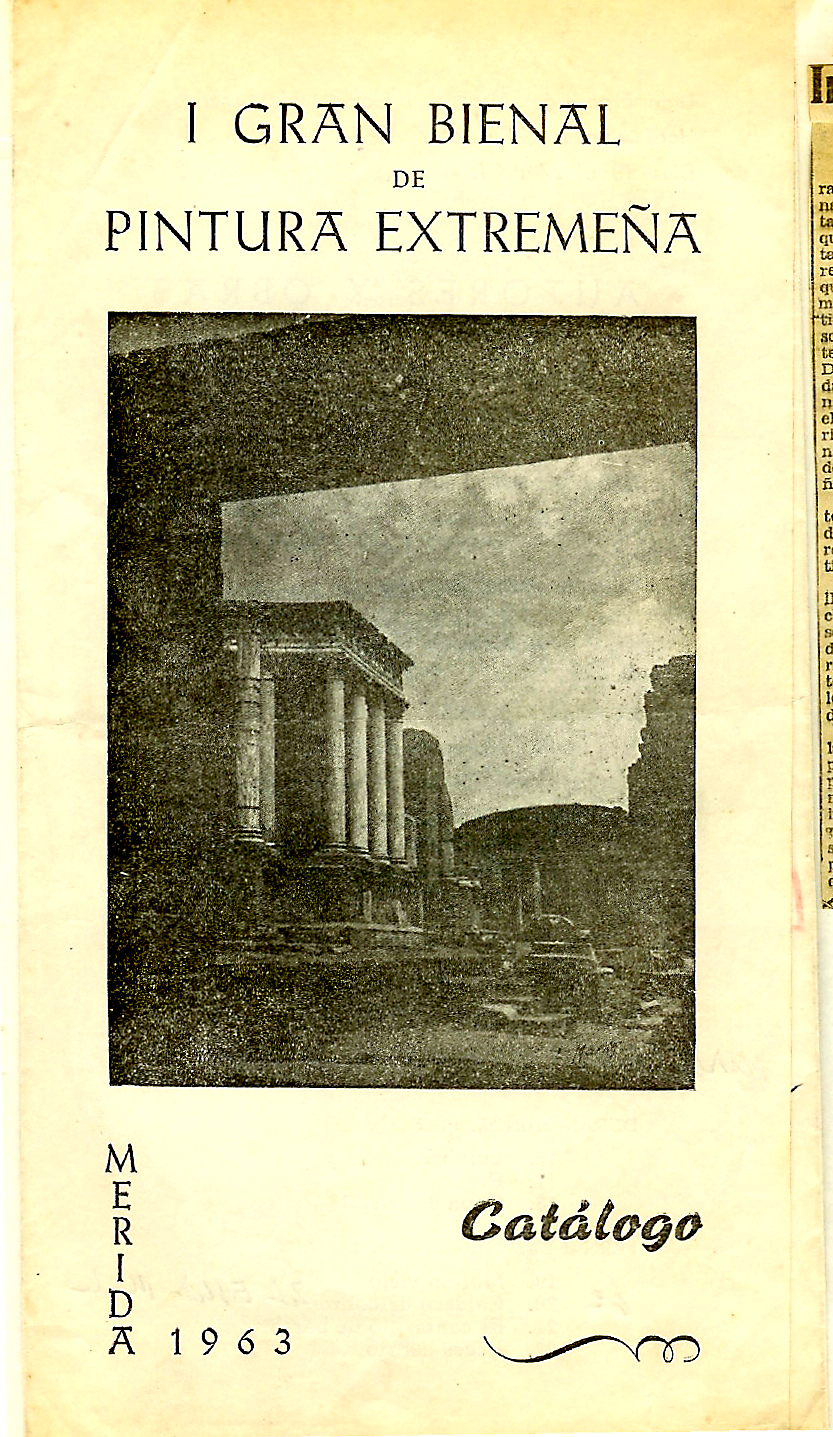
Catálogo de la "I Gran Bienal de Pintura Extremeña". Mérida, Badajoz,
18-27 de julio de 1963. Imagen de cubierta.

- Premio Ayuntamiento de Cáceres de la I Gran Bienal de Pintura Extremeña por Cerro de los humildes. Mérida (Badajoz), abierta oficialmente el 17 de julio de 1963.[465] Dotado con 2000 pesetas y diploma acreditativo.[ay]
- Medalla Dorada al Mérito Artístico del VI Curso Nacional de Orientación y Especialización Artística por Payaso triste. Madrid, noviembre de 1963.[114] Según la convocatoria «cada Jefatura Provincial de la Obra Sindical de Educación y Descanso seleccion[ó] al productor aficionado a la pintura con mayor vocación y mejor dotado para seguir el curso, teniendo especial valoración su participación en las Exposiciones Nacionales de Arte de Educación y Descanso y los premios obtenidos en las mismas».
- Accésit de la XXII Exposición Nacional de Arte de la Obra Sindical de Educación y Descanso por Altos hornos. Palacio de Espartero. Logroño, 10-25 de junio de 1964.[az] Según consta en el correspondiente folleto de mano publicado concurrieron también al certamen los badajocenses Juan Nuño Arcos (empleado), Domingo Manceñido Méndez (relojero), José Hernández Parra (ferroviario), José Mangas Gago (pintor industrial), Julián Báez Sánchez y Juan M. Tena Benítez, estos dos últimos funcionarios del Instituto Nacional de Previsión (INP). Se conserva además en este aspecto una carta de 21 de julio en la que el pintor y jefe del Departamento de Educación Artística de la Obra Sindical de Educación y Descanso Luis M. Valenzuela le comunicaba que «A la vuelta del verano hablaré con el Sr. Areán y veremos de organizarle alguna exposición en Madrid. Vaya trabajando con fe y entusiasmo para ese momento».[466]
- Medalla de Plata de la XXIII Exposición Nacional de Arte de la Obra Sindical de Educación y Descanso por Estructura ascendente y espacio. Claustro gótico del convento de Santo Domingo (Capitanía General). Valencia, diciembre (el día 1 a las 12:00 horas tuvo lugar una primera inauguración de carácter privado) de 1965.[154][155][130]
- Medalla Plateada al Mérito Artístico y Medalla de Barcelona de la XXIV Exposición Nacional de Arte de la Obra Sindical de Educación y Descanso por Estructura n.º 6 o Fragua. Salón del Tinell. Barcelona, noviembre de 1966.[467]
- Segundo Premio (20 000 pesetas) de la III Bienal de Pintura Extremeña por La cuerda rota. Cáceres, mayo de 1968. Obtuvo el Primer Premio la obra Paisaje de Julián Pérez Muñoz con una asignación económica de 25 000 pesetas.[106][468]
- Primer Premio y Medalla de Oro de la IV Bienal de Pintura Extremeña por Palomas blancas sobre tejado gris. Casa del Deán. Plasencia (Cáceres), inaugurada el 1 de mayo-junio de 1970.[469][11]
- Tercer Premio de Pintura de la Exposición Nacional de Arte Contemporáneo por La cuerda rota. Pabellón Mudéjar. Sevilla (fase de Andalucía y Badajoz),[ba] clausurada el miércoles 15 de julio de 1970.[184][22][106]
- Medalla de Oro del II Salón Municipal de Pintura y Escultura por En una esquina cualquiera. Sevilla, mayo de 1975.[213]
- Primer Premio del III Concurso de Pintura Eugenio Hermoso por Hombres y máquinas. Fregenal de la Sierra (Badajoz), diciembre de 1984.[470][11]

### Otras distinciones
Al menos entre finales de los años 1960 y mediados de la década siguiente desempeñó el cargo de vicepresidente provincial de la Agrupación Nacional Sindical de Bellas Artes (ANSIBA) constituida por el escultor Juan de Ávalos en 1964.
El 17 de mayo de 2012, en conmemoración del 90.º aniversario del nacimiento y 25.º de la muerte del artista, se celebró en la nueva sede de la Real Sociedad Económica Extremeña de Amigos del País de la calle San Juan n.º 6 de Badajoz una mesa redonda en la que intervinieron entre otros los escultores Luis Martínez Giraldo y Rafael Sánchez Hernández, el profesor Del Moral Martínez y el pintor y presidente en aquellos entonces de la institución Francisco Pedraja para quien «el mayor valor [de Silveira] fue el saberse pintor y escultor a la vez, lo que demostró mezclando ambas disciplinas en sus escultopinturas», al mismo tiempo que subrayó la necesidad de que se elaborase un estudio en profundidad sobre la pintura y la escultura en Extremadura entre 1959 y 1989.
El 11 de mayo de 2017, con ocasión del 30.º aniversario de su fallecimiento, coincidente con el cincuentenario de la muerte del también pintor de Segura de León José Pérez Jiménez, se le rindió homenaje en el Salón Noble de la Diputación Provincial. Intervinieron en el acto el pintor y escritor Francisco J. Vaz Leal, alumno de Silveira en la Escuela de Artes y Oficios Adelardo Covarsí de Badajoz, el poeta y dramaturgo José Manuel Sito Lerate, la poeta y pintora Maribel Bazaga, entre otros. Con tal motivo se publicó una carpeta con reproducciones de las obras Payaso con niña (1964. Col. particular, Salamanca), Vitral (ant. 1966. Laca vitral sobre vidrio. Col. particular, Madrid) y Figura y carros (ant. 1968. Adquirida por un coleccionista francés en noviembre de aquel año).
Del 29 de octubre al 30 de noviembre de 2021 se celebró en la sala de exposiciones del Edificio Badajoz Siglo XXI la muestra colectiva titulada «Salón de Otoño – Artistas de Badajoz» organizada por la Fundación CB con la colaboración de la Real Sociedad Económica Extremeña de Amigos del País en la que entre las creaciones de más de setenta artistas provinciales se colgó la obra La verdadera esencia ([homenaje a Guillermo Silveira]. Técnica mixta, óleo y pintura acrílica sobre lienzo, 80 x 100 cm) de la pintora Beatriz Gamito Villalobos. Junto a la correspondiente reproducción de la pieza (p. 27 del catálogo) se insertaron las líneas de la entrevista realizada en el verano de 1978 por el periodista Marciano Rivero Breña donde a la pregunta sobre «qué le ha dado la pintura a Guillermo Silveira» este respondió:

La pintura me ha llena[d]o de satisfacciones, tristezas, alegrías, desengaños, incomprensiones muchas veces, porque soy un hombre que en el campo del arte sale a pecho descubierto, y esto no todo el mundo lo entiende.

También al final del año 2021 el Museo de Bellas Artes de Badajoz (MUBA) imprimió un calendario imantado de 10,5 x 15 cm conmemorativo del I centenario de su nacimiento (2022) con una imagen del cuadro La cuerda rota, pintado en realidad en su domicilio estudio de la antigua calle del Pilar n.º 1-3.º izda. de la capital pacense en 1968, en el que nuevamente apareció titulado de manera equivocada como La primera cuerda rota, ejecutado de conformidad con la misma fuente en 1962 [sic].
Ya dentro del programa de actos organizados con motivo de la celebración de la antedicha efemérides el 20 de enero de 2022 se llevó a cabo en la sala Espacio CB Arte de la Fundación CB de Badajoz la presentación del libro titulado Guillermo Silveira – un puñetazo de alma editado por la propia entidad como parte de la colección Personajes singulares (n.º 14) con textos de Miguel Pérez Reviriego, Diego del Moral Martínez y Fernando Saavedra Campos, prólogo de Francisco J. Vaz Leal y epílogo de María Teresa Rodríguez Prieto, ilustrado con reproducciones de documentos y fotografías sobre la vida y obra del autor.
En esta misma línea el Ayuntamiento de Segura de León organizó a lo largo del fin de semana del 27 al 29 de mayo una serie de actividades dedicadas a «Guillermo Silveira en la tierra que lo vio nacer» entre las cuales se descubrió en la fachada de «la casa [de la] calle Cuesta donde está el cuartel de la Guardia Civil», hoy Ramón y Cajal n.º 4, un mural conmemorativo del centenario compuesto en esencia a base de un conjunto de elementos extraídos de cuadros del pintor —un fragmento de Buhardillas y tejados, los molinetes de En una esquina cualquiera o Virgen y Niño con revolanderas, la tetera de Palomas…, Pan humilde u Hombres y máquinas, las manos de Tierra parda o los ojos de cualquiera de sus personajes—, realizado por la alfarera y ceramista María Luisa Gómez Montero.

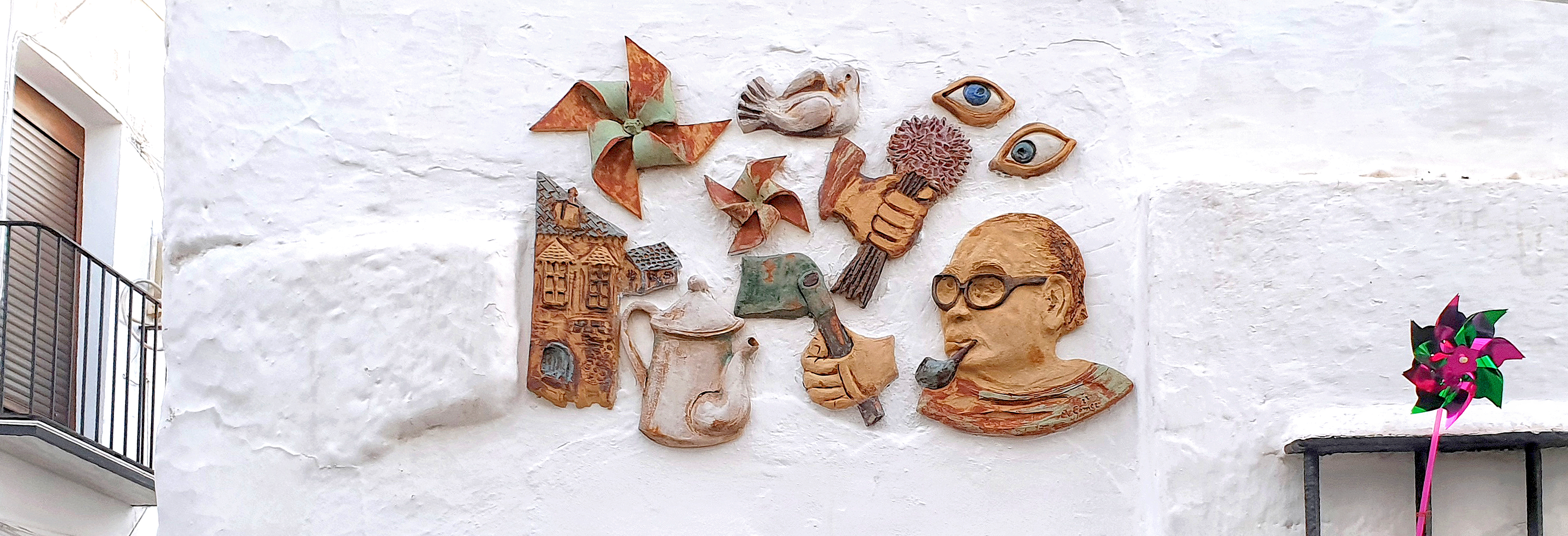
Segura de León, Badajoz. Fachada de la vivienda n.º 4 de la calle Ramón y Cajal, antigua casa cuartel de la Guardia Civil. En el centro mural cerámico conmemorativo del I centenario del nacimiento de Guillermo Silveira descubierto el 27 de mayo de 2022.

Acto seguido se abrió la muestra titulada «100 x 100 SILVEIRA» consistente en colgar en distintos balcones de la Plaza de España un total de nueve lonas de 1 m² (100 x 100 cm) con reproducciones impresas de fragmentos de otras tantas obras pictóricas del artista como El adiós o La despedida, Niños olvidados, sin título (quiosco de prensa) o Paisaje (canal de riego).
«Cartas a Silveira» (exposición homenaje al profesor Guillermo Silveira con motivo del I centenario de su nacimiento [pospuesta en su momento] y la finalización del curso 2023-4). Escuela de Artes y Oficios Adelardo Covarsí. Museo de la Ciudad Luis de Morales. Plaza de Santa María s/n. Badajoz, presentada del 7 al 18 de junio de 2024. Se expusieron al efecto un total de setenta trabajos de cuarenta y siete alumnos de Pintura al Óleo (plasmados en este caso con especial predominio de colores similares a los empleados por el pintor en los cuadros elegidos, «sin perder de vista el alma pura del Silveira crudo, lírico y a la vez dotado de una luz especial, fraterna, dolorosa, tierna»), Modelado (una) y veintidós de Diseño de Moda (transformados en nuevos objetos, más concretamente en bolsos), a los que se sumarían la cabeza en relieve de José María Collado, el lienzo Tierra parda, ambos realizados por el propio autor en 1981 y 1985, la caricatura de 1959 del cartelista y dibujante del diario Hoy Bernardino de la Calle García, conocido artísticamente como Berna Calle («A Silveira, buen amigo / y gran artista». Tinta china sobre papel, 34,5 x 24,5 cm. Col. particular, Badajoz), etcétera.
Odónimos
En lo que se refiere a las vías urbanas que llevan su nombre existen sendas calles enclavadas en Fregenal de la Sierra y Badajoz, en donde residió respectivamente entre 1934 y agosto de 1936 y desde mediados de octubre de 1954 hasta su fallecimiento en mayo de 1987, si bien conviene advertir que en ambos procedimientos se deslizaron de entrada otros tantos errores de bulto:
- Placas identificativas (2) de la calle «FRANCISCO [sic] / SILVEIRA / -PINTOR- ANTIGUA C/. BASTIMENTO-» (tras la toma de la ciudad por las tropas franquistas a mediados de septiembre de 1936,[486] pasó a denominarse oficialmente «TENIENTE SILVEIRA NIETO» en memoria del padre del artista), Fregenal de la Sierra (Badajoz).[487][488][489]
- Calle «GUILLERMO / SILVEIRA / PINTOR SIGLO XV [sic]». Urb. Parque Guadiana, Badajoz.[490][491][489]

Con vistas a la rectificación del primero en la sesión ordinaria del pleno del Ayuntamiento de Fregenal de la Sierra celebrada a partir de las 20:15 horas del 28 de diciembre de 2021 —a petición de la hija mayor del artista y una vez subsanado por parte del secretario de la edición «el error cometido al ser mecanografiado el texto del acta [del III Concurso de Pintura Eugenio Hermoso]» emitida a 22 de diciembre de 1984— se aprobó con los votos a favor de los nueve concejales asistentes que la calle dedicada a principios de octubre de 1985 al pintor «FRANCISCO SILVEIRA» se llamara en adelante «GUILLERMO SILVEIRA», lo que supuso entre otras actuaciones que las dos primeras placas ya citadas más arriba fueron reemplazadas el 13 de enero de 2022 por otras tantas en las que puede leerse lo siguiente: 

GUILLERMO / SILVEIRA / PINTOR Y ESCULTOR – ANTIGUA C/ BASTIMENTO

Acerca del segundo también a principios del año 2022 se procedió por parte del Ayuntamiento pacense a su corrección de forma que donde aparecía «SIGLO XV» figura desde entonces «SIGLO XX».

## Fortuna crítica

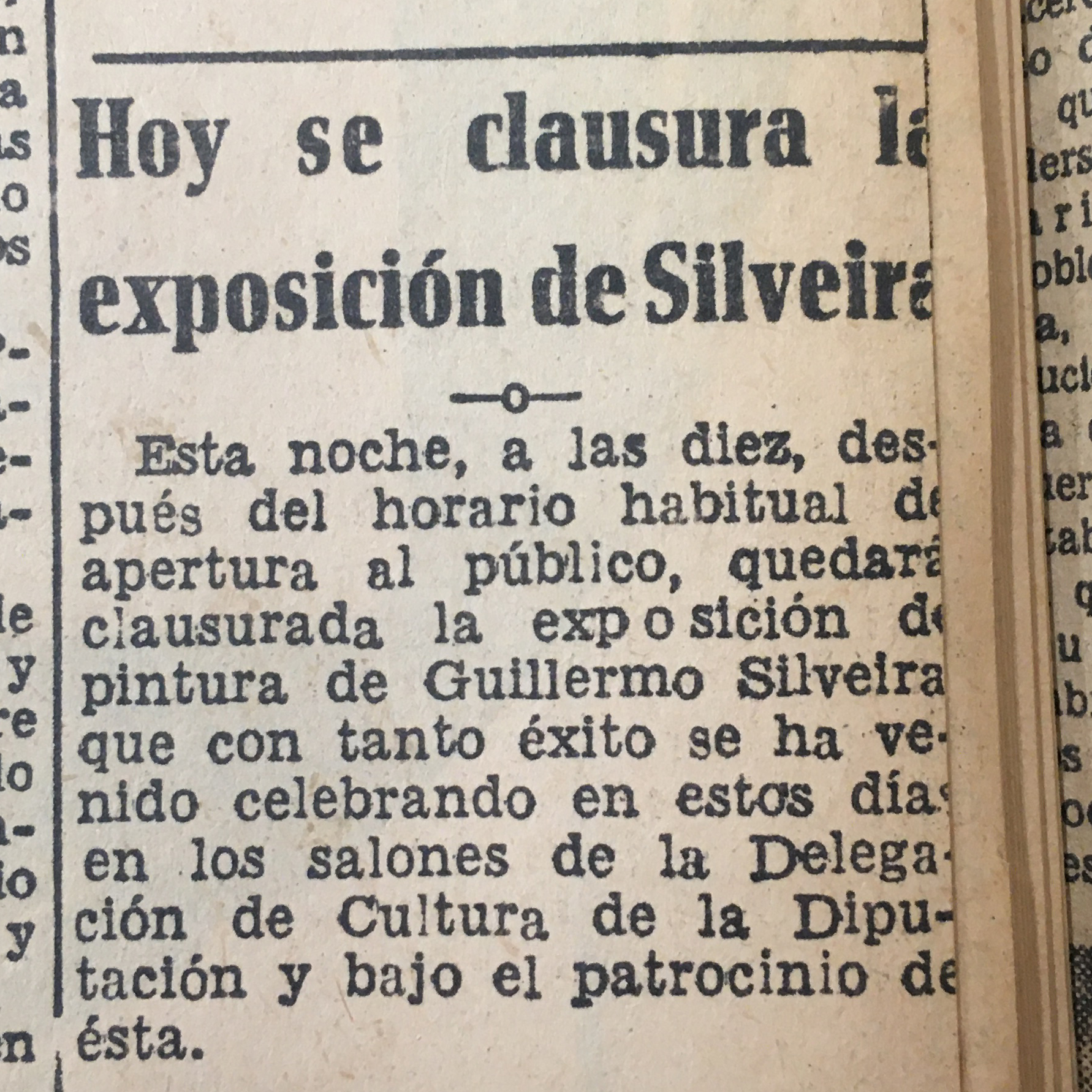
Nota de prensa publicada en el diario Hoy de Badajoz con fecha 5 de junio de 1965, p. 3.

En cuanto a la repercusión mediática de su actividad artística cabe referirse sobre todo a una relativamente extensa serie de artículos de periódicos y revistas especializadas (ABC, Goya, Hoy, Índice Cultural Español, La Estafeta Literaria, Odiel, entre otros), la mayoría de los cuales fueron publicados a raíz de alguna de las diez exposiciones individuales celebradas en vida del pintor o concesiones de premios —lo que lo convertiría en «uno de los autores extremeños más reconocidos fuera de la región y de los más estimados dentro de ella, sobre todo en Badajoz»—, centrados básicamente en destacar desde el primer momento el carácter «rupturista» de un artista que «sabe que pintar no es copiar […] y que el Arte exige [el] sufrimiento del dolor y la inquietud del amor», al que «[por su] estilo muy personal se le puede considerar como un pintor post-expresionista [sic], dentro del [lenguaje] acusado del que hablamos y que hace de Silveira un pintor muy sui géneris».
Del 4 al 11 de agosto de 1962 colgó veintisiete cuadros en la sala de exposiciones de la Escuela Municipal de Punta Umbría (Huelva), a la que llegó «precedido de una justa fama como pintor vanguardista y, según hemos podido deducir por los informes que nos llegan de los críticos de Arte de la región extremeña, está considerado como un pintor de extraordinaria personalidad».

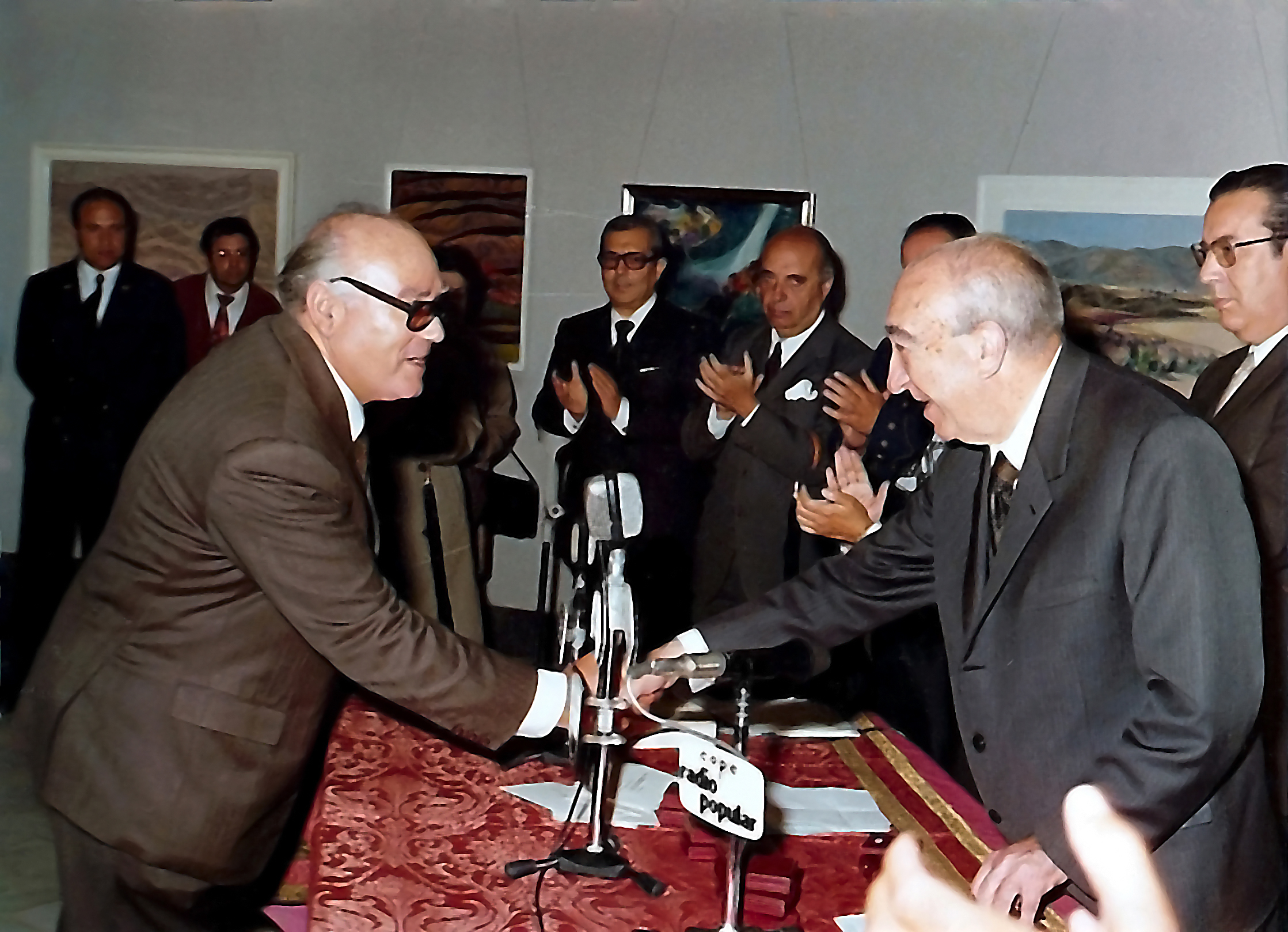
El historiador y crítico de arte José Camón Aznar (dcha.) felicita a Guillermo Silveira por haber obtenido la Medalla de Oro del II Salón Municipal de Pintura y Escultura de Sevilla por su obra En una esquina cualquiera durante el acto de entrega celebrado el 20 de mayo de 1975 en el Pabellón Mudéjar de la ciudad andaluza.
"En dicho acto [Camón Aznar] me dedicó una glosa pública. 'Silveira –dijo– es un expresionista pleno de valores humanos muy hondos'. Y como punto a sus palabras agregó: 'Silveira es ya un pintor nacional muy galardonado'".

En años posteriores se expresaron nuevos juicios al respecto como que «resulta difícil encuadrar a este pintor en una estrecha cuadrícula estilística», que «su pintura, ardua de definir, le brota con espontaneidad e inspiración casi musicales», que «es un romántico becqueriano que seguramente se emociona cuando escucha un nocturno, una sonata, una romanza amorosa, quizá un poema social de Lencero, que sufre como propio el dolor ajeno y lo llora y lamenta mansamente; de ahí su paleta triste, sus colores apenas brillantes, sus grises y sus ocres apagados; de ahí esas formas desdibujadas, torturadas de sus cuadros; de ahí esas formas que pesan —Hombres y máquinas, Altos hornos, Fábrica, El puente, etcétera—, esos hierros que expresan su personal visión del mundo del trabajo; de ahí esos títulos —Capricho musical, Vidriera para un aleluya [sic], Forma no imitativa, Floreal—, de intencionalidad literaria, y esos otros —Encuentro, Maternidad joven, Mujer con niño, Mujer—, que se nos figura que han sido concebidos con lágrimas en los ojos», que para José Camón Aznar sus obras eran el «testimonio de una gran técnica y de una originalidad de visión moderna y poética».
Pero como resaltó el profesor Del Moral Martínez en su artículo de mayo de 2019 Guillermo Silveira el pintor de la humildad y la inocencia, tras su muerte en 1987 «su nombre fue cayendo en el olvido».
En idéntico sentido se manifestó el entonces presidente de la Diputación Provincial Valentín Cortes Cabanillas cuando a raíz de la exposición antológica póstuma celebrada en el Museo de Bellas Artes de Badajoz (MUBA) de marzo a mayo de 2009 habló de Silveira como de un artista «tan desconocido en estos tiempos».
Con todo comenzó a detectarse a partir de la misma una cierta implicación de «las instituciones en la difusión de su figura», si bien la mayoría de las veces no como asunto principal sino como «parte del ambiente cultural que se dio en Badajoz a mediados de los años cincuenta, exponiendo en 1959 con el apoyo de Antonio Zoido, quien destacó cómo sin herir expresó una realidad hostil. La distorsión y la geometrización se conjugaron en sus lienzos con un colorido un tanto estridente, muy lejos del costumbrismo que él mismo consideraba ya trasnochado y, a veces, cercano a un mundo onírico y triste, pero nunca sangrante ni trágico».
Fue su comisaria la conservadora del MUBA en aquel tiempo María Teresa Rodríguez Prieto quien más de una década después añadió en tal aspecto que «esta exposición puso el foco sobre la importancia de la figura creativa de Guillermo Silveira dentro de un panorama artístico regional en el que no abundaban personalidades que marcasen nuevos rumbos estéticos entroncados con las dinámicas nacionales e internacionales, [a la vez] que dio a conocer a generaciones más jóvenes a un artista plástico, un oasis de creatividad que, a pesar de no dedicarse en exclusiva a su profesión artística, consiguió una presencia significativa en certámenes nacionales con recompensas en forma de premios, sin duda, logrados por méritos propios».

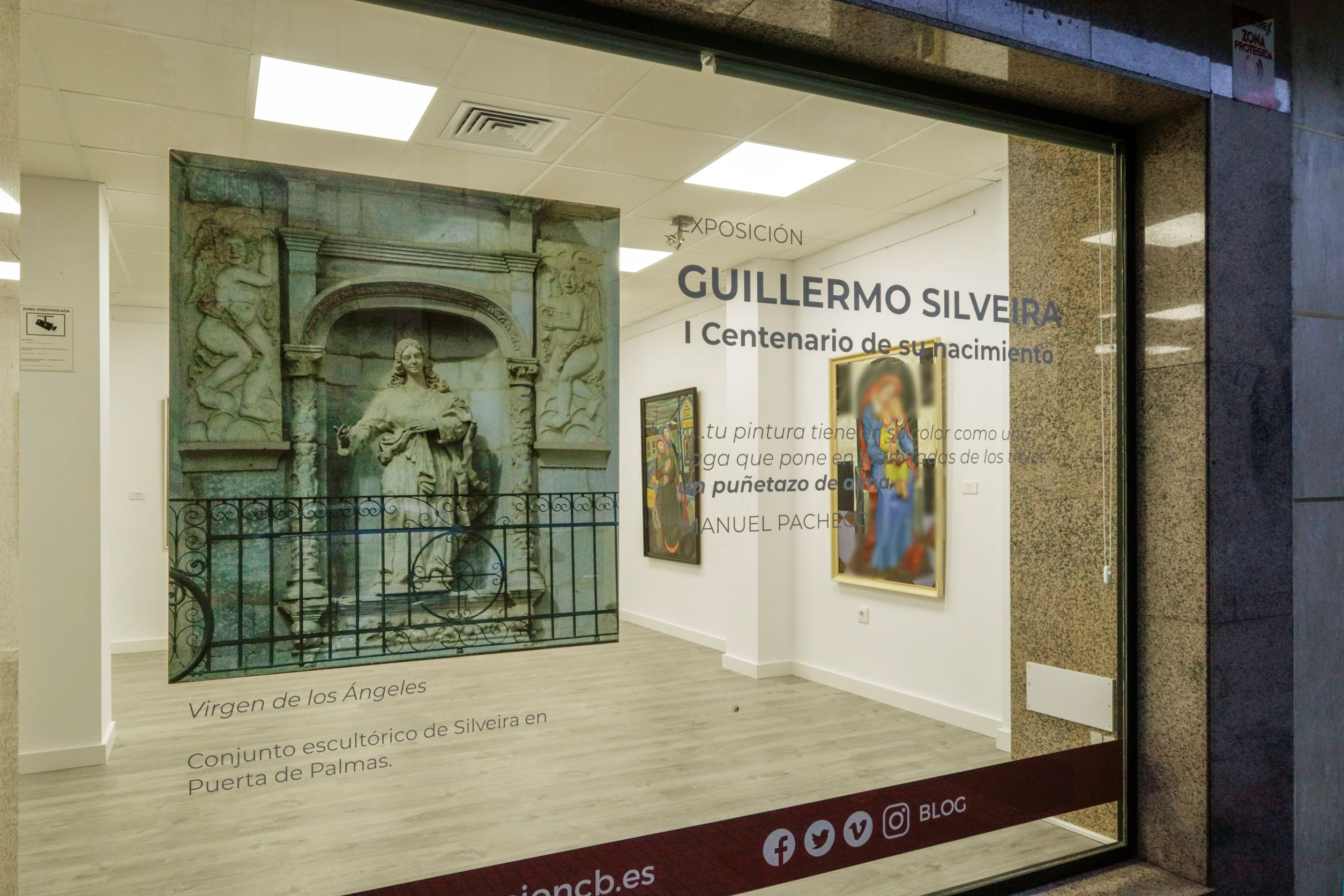
Avda. Santa Marina n.º 25, Badajoz. Vista del escaparate de la sala Espacio CB Arte de la Fundación CB los días que permaneció abierta al público la muestra titulada Guillermo Silveira – un puñetazo de alma conmemorativa del I centenario del nacimiento del pintor. Asimismo el 20 de enero se llevó a cabo la presentación del libro homónimo editado por la propia entidad organizadora.

Como ya se ha referido, del 11 al 29 de enero de 2022 se celebró en la sala Espacio CB Arte de la Fundación CB de Badajoz la muestra titulada Guillermo Silveira – un puñetazo de alma organizada por la propia entidad para la que «[Guillermo Silveira] es una figura capital dentro de la pintura contemporánea extremeña […]; que nos gusta por lo apasionante y vivido de su intensa biografía y por cómo nos habla de sus "satisfacciones, tristezas, alegrías, desengaños [o] incomprensiones"».
Con motivo de la exposición organizada del 7 al 18 de junio de 2024 por la Escuela de Artes y Oficios Adelardo Covarsí de la capital el alumno de Pintura al Óleo de la misma Francisco Marín Lencero puso el acento en que «las obras de Guillermo Silveira crean un mosaico particular y único, melancólico y humano, donde pululan los azules cobalto, los ocres, los grises, los bermellones aterrados que languidecen en los rincones humildes de sus estancias, de sus familias famélicas, de sus intrincadas calles, de sus otoñales campos, de sus talleres, puertos o altares. En las indumentarias de esos músicos o faranduleros que alternan sus marcados contornos con notas ebrias de ojos acuosos y manos nudosas y rudas».
Finalmente en palabras de la propia directora de la escuela Ángela Cortés Caballero «su legado artístico trascendió las fronteras de Extremadura y se inscribió en la historia del arte contemporáneo español».
En lo que concierne a los comentarios surgidos desde un punto de vista negativo en vida del pintor cabe citar entre otros los artículos publicados en la prensa regional a raíz de su primera muestra en solitario celebrada en Badajoz en diciembre de 1959, en el que el crítico de arte Antonio Zoido subrayó que las treinta y una obras presentadas fueron acogidas «con hostilidad mayoritaria, casi con escándalo», la organizada en Mérida en febrero de 1964, motivo por el cual el periodista Díaz Santillana escribió que mientras que «unos consideran las obras de Silveira como maravillas de la plástica moderna y al autor poco menos que como un genio incomprendido; otros, por el contrario, las califican de "mamarrachadas", inmersas en el reino del "camelo" y tildan al autor de "histriónico" que bordea los límites de lo grosero», la polémica suscitada por parte de varios pintores locales que consideraron que la adjudicación del retrato de Juan Carlos I tendría que haberse llevado a cabo por concurso público, las veintiuna obras expuestas del 25 de abril al 2 de mayo de 1976 en el salón de plenos del ayuntamiento de Fregenal de la Sierra, que en general no lograron despertar el interés del público visitante, o por último la noticia de la concesión en diciembre de 1984 del Primer Premio del III Concurso de Pintura Eugenio Hermoso por su cuadro Hombres y máquinas, recibida con cierto desagrado por quienes consideraban que un concurso que llevaba el nombre del pintor regionalista había de seguir criterios inspirados en «valores de siempre».
En relación con los textos concernientes a sus piezas escultóricas —obviamente más escasos que los referidos a su producción pictórica—, concretamente a la imagen de la Virgen de los Ángeles y los dos bajorrelieves «realizados en cemento» [sic] de la Puerta de Palmas, cabe hacer mención del cronista oficial de la ciudad de Badajoz González Rodríguez quien en 1995 y 2019 describió la primera como una escultura «de bulto redondo, de aspecto rígido y dura resolución, manifestando en el rostro la (forzada) sonrisa arcaica propia de las más antiguas kores griegas». Las figuras laterales representan sendos ángeles «cuya factura se asemeja a la de ciertos faunos o bacantes de inspiración grecorromana, por su dinámica composición y el repertorio de elementos que completan el diseño».
|               |
| Ángel (izda.) |

|                                               |
| Virgen de los Ángeles (detalle de la cabeza). |

|               |
| Ángel (dcha.) |

## Hemerografía
- Ávila Corchero, María Jesús (1992). «Pintores y escultores extremeños en las Bienales Hispanoamericanas de Arte». Norba: Revista de Arte (Cáceres: Universidad de Extremadura: Servicio de Publicaciones) (12): 215, 220. ISSN 0213-2214.
- Barrera, L. (27 mar. 2009). «El artista nómada». El Periódico Extremadura. Destino Extremadura (Cáceres): 5.
- Bermejo, José M.ª (12 may. 1974). «Guillermo Silveira: En el corazón de la vida». Hoy (Badajoz): 25.
- Calderón, Joaquín (11 ago. 1962). «Exposición Silveira García-Galán». Odiel. Desde Punta Umbría (Huelva) (7140): 11.
- Callejo, Eva (9 dic. 1975). «Los pintores pacenses». Hoy. Cartas a[l periódico] (Badajoz): 21.
- Delgado Valhondo, Jesús (23 jul. 1963). «I Bienal de Pintura en Mérida». ABC (Madrid) (17 894): 13.
- Díaz Santillana, Santos (22 dic. 1961). «Exposición de pintura de Guillermo Silveira en el Liceo de Mérida». Hoy (Badajoz): 5.
- Díaz Santillana, Santos (13 feb. 1964). «Comentarios al margen: "El estilo es el hombre"». Hoy (Badajoz): 10.
- G. Torga, José Manuel (4 jun. 1965). «De Silveira, como de El Cordobés, unos dicen que sí y otros que no». Hoy (Badajoz): 7.
- Gómez Cabanillas, Soledad (15 sep. 2017). «Exponen obras de Guillermo Silveira hasta el 29 de octubre». El Periódico Extremadura (Cáceres): 10.
- González Perlado (7 nov. 1971). «Guillermo Silveira: La cúspide solitaria del pintor». Hoy. Arte, Letras y Cultura (Badajoz): 23.
- Gutiérrez Macías, Valeriano (30 jul. 1963). «Primera Bienal de Pintura Extremeña». La Vanguardia Española (Barcelona) (30 216): 7.
- Gutiérrez Macías, Valeriano (29 may. 1968). «Premios de la III Bienal Extremeña de Pintura». ABC (Madrid) (19 404): 95-96.
- Gutiérrez Macías, Valeriano (31 may. 1968). «Cáceres: Han sido adjudicados los premios de la III Bienal Extremeña de Pintura». La Vanguardia Española (Barcelona) (31 721): 9.
- Índice Cultural Español (abr.-jun. 1968). Madrid: Dirección General de Relaciones Culturales del Ministerio de Asuntos Exteriores. 267-269, p. 273. ISSN 0038-6456.
- J. C. (4 ago. 1962). «Exposición de pinturas de Guillermo Silveira». Odiel. Punta Umbría (Huelva) (7134): 11.
- Lebrato, Francisco (3 dic. 1975). «Silveira pintará al rey». Hoy (Badajoz): 12.
- López Morales, José J. (29 nov. 1966). «C[uatro] cuadros de Silveira a Barcelona». Hoy (Badajoz): 10.
- Márquez Martínez, Juan Ignacio (14 may. 2018). «Silveira en Fregenal (2)». Hoy (Fregenal de la Sierra). Edición digital.
- Márquez Martínez, Juan Ignacio (may. 2018). «Silveira en Fregenal (2)». Hoy (Fregenal de la Sierra): 9. Edición impresa.
- Medina, Tico (23 ene. 1969). «Las cosas y las gentes de esta tierra: El pintor». Informaciones. Crónica de España (Madrid): 25.
- Mencheta (19 jul. 1963). «Exposición de pintura extremeña». ABC (Madrid) (17 891): 53.
- Montenegro Pinzón, E. (10 ago. 1962). «Óleos de Silveira García-Galán en Punta Umbría». Odiel (Huelva) (7139): 9.
- Moral Martínez, Diego del (may. 2019). «Guillermo Silveira el pintor de la humildad y la inocencia». Crecer en Extremadura (Badajoz: Círculo Publicitario) (17): 24-25.
- Muñoz de la Peña, Arsenio (29 may. 1970). «El pintor gigante». Hoy (Badajoz): 9.
- Nogales, José Luis (23 dic. 1984). «El Premio "Eugenio Hermoso" para G. Silveira». Hoy (Badajoz): 14.
- Olmedo, Manuel (24 may. 1975). «II Salón Municipal de Pintura y Escultura». ABC (Sevilla) (22 365): 81-82.
- Pagador, José M.ª (5 dic. 1975). «Plena prioridad… insuficiente». Hoy. Badajoz vivo (Badajoz): 15.
- Pagador, José M.ª (7 dic. 1975). «Polémica en torno a los retratos del rey». Hoy (Badajoz): 11.
- Pagador, José M.ª (7 feb. 1985). «Silveira: La miseria del mundo transformada en belleza». Hoy. Cultura (Badajoz) (2): I-II.
- Pérez Reviriego, Miguel (29 abr. 1976). «Silveira en Fregenal». Hoy. Plumas extremeñas (Badajoz): 5.
- — (9 dic. 1978). «Guillermo Silveira: Lo universal». Seis y Siete. Conocer (Badajoz) (153): 19.
- — (20 may. 1987). «Descansa en paz, Silveira». Hoy. Tribuna abierta (Badajoz): 19.
- — (25 jun. 1989). «Guillermo Silveira García». Hoy. Dominicalia (Badajoz): 27 (III).
- — (12 oct. 2017). «Las búsquedas de Guillermo Silveira». El Periódico Extremadura. Tribuna (Cáceres): 58.
- — (6 feb. 2020). «Calle Francisco Silveira». Hoy (Fregenal de la Sierra). Edición digital.
- — (feb. 2020). «Calle Francisco Silveira». Hoy (Fregenal de la Sierra): 5. Edición impresa.
- — (15 mar. 2021). «Silveira en Fregenal (3)». Hoy (Fregenal de la Sierra). Edición digital.
- — (mar. 2021). «Silveira en Fregenal (3)». Hoy (Fregenal de la Sierra): 14. Edición impresa.
- — (9 jun. 2022). «Silveira en su centenario». Hoy (Fregenal de la Sierra). Edición digital.
- Rabanal Brito, T. (16 jul. 1967). «Silveira Galán y sus mosaicos de Valdebótoa». Hoy. Nuestros pintores trabajan (Badajoz): 16.
- Rabanal Brito, T. (24 may. 1975). «Silveira Galán, Medalla de Oro del "II Salón de Pintura y Escultura" de Sevilla». Hoy (Badajoz): 13.
- Rabanal Brito, T. (9 dic. 1975). «Nicolás Megía, Guillermo Silveira y Fernández Moreno, tres pintores de reyes en Badajoz». Hoy (Badajoz): 21.
- REDACCIÓN (1 dic. 1959). «Hoy se inaugura la exposición de Silveira García-Galán – Ayer clausuró la suya el pintor Vaquero Poblador». Hoy. Vida pacense (Badajoz): 2.
- REDACCIÓN (8 dic. 1959). «Se aplaza hasta mañana la clausura de la exposición de Silveira García-Galán». Hoy. Vida pacense (Badajoz): 2.
- REDACCIÓN (10 sep. 1960). «Va a ser colocada pronto en Puerta de Palmas la imagen de Ntra. Sra. de los Ángeles». Hoy (Badajoz): 8.
- REDACCIÓN (17 nov. 1963). «Clausura del VI Curso de Orientación Artística». ABC (Madrid) (17 995): 101.
- REDACCIÓN (17 dic. 1963). «Silveira expone esta tarde en la sala de la Económica de Amigos del País». Hoy (Badajoz): 3.
- REDACCIÓN (18 dic. 1963). «Fue inaugurada la exposición pictórica de Silveira en Amigos del País». Hoy (Badajoz): 4.
- REDACCIÓN (26 dic. 1963). «Se clausuró la exposición de Silveira en la Económica». Hoy (Badajoz): 3.
- REDACCIÓN (13 feb. 1964). «Inauguración de la exposición de pinturas de Silveira García-Galán». Hoy. Miscelánea de actualidad (Badajoz): 12.
- REDACCIÓN (17 may. 1970). «Guillermo Silveira García, Primer Premio de la Bienal». Hoy (Badajoz): 7.
- REDACCIÓN (12 jul. 1970). «Premios de la Exposición Nacional de Arte Contemporáneo 1970». ABC (Sevilla) (20 856): 40.
- REDACCIÓN (15 ago. 1973). «Clausura del curso "Policultural-3"». El Diario Montañés (Santander): 4.
- REDACCIÓN (21 may. 1975). «Ayer fueron entregados los premios y medallas del II Salón Municipal de Pintura y Escultura». ABC (Sevilla) (22 362): 59.
- REDACCIÓN (1 dic. 1984). «Del 3 al 9, "Semana Cultural Militar" en Badajoz». Hoy (Badajoz): 14.
- REDACCIÓN (4 dic. 1984). «Ayer se inauguró la "Semana Cultural Militar"». Hoy (Badajoz): 17.
- REDACCIÓN (5 dic. 1984). «Numeroso público en los actos de la "Semana Cultural Militar"». Hoy (Badajoz): 19.
- REDACCIÓN (may. 1987). «Ha fallecido el pintor Guillermo Silveira». Anaquel. Artes Plásticas (Mérida: Editora Regional de Extremadura) (18): 21.
- REDACCIÓN (9 may. 2017). «La Diputación de Badajoz rinde homenaje a los pintores Pérez Jiménez y Guillermo Silveira de Segura de León». La Vanguardia (Barcelona). Edición digital.
- REDACCIÓN (10 may. 2017). «La Diputación de Badajoz rinde este jueves un homenaje al pintor Guillermo Silveira en el 30 aniversario de su muerte». La Vanguardia (Barcelona). Edición digital.
- REDACCIÓN (20 jul. 2017). «Homenaje a Guillermo Silveira de su pueblo». El Periódico Extremadura (Cáceres): 17.
- REDACCIÓN (ene. 2022a). «Exposición homenaje al pintor Guillermo Silveira». Boletín Informativo (Badajoz: Fundación CB) (105): 11. Interactivo.
- REDACCIÓN (ene. 2022b). «Libro homenaje a Guillermo Silveira». Boletín Informativo (Badajoz: Fundación CB) (105): 12. Interactivo.
- Rivero Breña, Marciano (26 ago. 1978). «Guillermo Silveira: Pintor de grandes pinceladas». Seis y Siete. Cultura (Badajoz) (138): 16-18.
- Saavedra, Fernando (ago. 1987). «Silveira y Llerena». Revista de Fiestas (Ayuntamiento de Llerena). DL BA 2922-1978. s. p.
- Saavedra, Fernando (oct. 2014). «Mosaicos de Guillermo Silveira, a punto de desaparecer». Sharia (Asociación Amigos de Badajoz) (73): 4. DL BA 29-1998.
- Sánchez Pablos, Javier (23 sep. 2017). «Un artista universal en Trujillo». Hoy (Badajoz): 23.
- Sánchez Pablos, Javier (sep. 2017). «El Barrantes Cervantes expone una muestra de Guillermo Silveira». Hoy (Trujillo): 13. Edición impresa.
- Torres Martín, Ramón (25 mar. 1975). «Casi un centenar de pintores en la exposición de primavera». El Correo de Andalucía (Sevilla): 34.
- Torres Martín, Ramón (29 may. 1975). «Nueva tendencia de exposición colectiva». El Correo de Andalucía. Arte (Sevilla): 26.
- Villamor, Manuel (31 ago. 1962). «Silveira, pintor de tristeza y hondura». Hoy (Badajoz): 7, 9.
- Villamor, Manuel (22 dic. 1963). «Silveira, pintor de vanguardia». Hoy (Badajoz): 5.
- VV. AA. (jun. 1971). «Arte». Revista de Fiestas (Ayuntamiento de Badajoz). La Minerva Extremeña. DL BA 143-1971. s. p.
- Zoido, Antonio (3 dic. 1959). «La exposición de Guillermo Silveira». Hoy (Badajoz): 5.
- Zoido, Antonio (5 may. 1963). «Pinturas y esculturas de Silveira García-Galán». Hoy (Badajoz): 4.
- Zoido, Antonio (21 dic. 1963). «Exposición de Guillermo Silveira». Hoy (Badajoz): 4.
- Zoido, Antonio (2 jun. 1965). «Exposición de Guillermo Silveira». Hoy (Badajoz): 4.
- Zoido, Antonio (7 ene. 1966). «Silveira, Medalla de Plata en la Exposición Nacional de Educación y Descanso». Hoy (Badajoz): 7.
- Zoido, Antonio (1 dic. 1966). «Exposición de pinturas de Silveira». Hoy (Badajoz): 7.
- Zoido, Antonio (31 mar. 1971). «Guillermo Silveira». Hoy. Artistas en el estudio (Badajoz): 16.
- Zoido, Antonio (feb. 1980). «Las Bienales Extremeñas de Pintura y sus Primeros Premios». Región Extremeña (Madrid: Hogar Extremeño) (8): 48-50. DL M 6-1979.
- Zoido, Antonio (8 dic. 1984). «Importante muestra antológica de Silveira». Hoy (Badajoz): 16.
- Zoido, Antonio (12 may. 1987). «Ha muerto Guillermo Silveira, un auténtico valor de la pintura regional». Hoy (Badajoz): 14.
- Zoido, Antonio (1999). «Aportación extremeña al arte moderno y actual». Boletín de la Real Academia de Extremadura de las Letras y las Artes (Real Academia de Extremadura de las Letras y las Artes) (10): 55-89. ISSN 1130-0612.